# Abbaye Saint-Jean-Baptiste du Moncel
Pour les articles homonymes, voir Abbaye Saint-Jean-Baptiste.
L'abbaye Saint-Jean-Baptiste du Moncel, située à Pontpoint, au nord de la forêt d'Halatte dans le département de l'Oise, en région des Hauts-de-France, était une abbaye de moniales clarisses, fondée par Philippe le Bel en 1309. Elle fut établie sur les terres confisquées par Philippe le Bel à Philippe de Beaumanoir, jurisconsulte et bailli de Senlis. L'abbaye est aujourd'hui rattaché à la paroisse Sainte-Maxence de Pont-Sainte-Maxence.

## Historique

### La fondation
Philippe le Bel entre en possession du manoir de Fécamp à Pontpoint en 1296, à la suite du décès de son ancien propriétaire, Philippe de Beaumanoir, bailli de Senlis et important jurisconsulte. En effet, de Beaumanoir avait accumulé une forte somme de dettes envers le Trésor royal, et il avait déjà été contraint de vendre la plupart de ses terres à ses créanciers. Sur le conseil de ses notaires, le roi entreprend de reconstituer l'ancien fief de Fécamp entre 1298 et 1307, en rachetant des terres que le bailli de Senlis avait dû vendre avant sa disparition. Ainsi, en 1307, le domaine royal au Moncel, entre l'Oise et le chemin de Pont-Sainte-Maxence à Verberie, s'étend sur une quinzaine d'hectares.
L'on ignore si ces acquisitions de terres sont déjà motivées par la création envisagée d'un établissement monastique, et il demeure incertain pour quelles raisons Philippe le Bel décide de fonder un couvent en 1309. Quoi qu'il en soit, son confesseur est franciscain, et c'est sur son conseil qu'il donne la préférence à un ordre contemplatif et non à un hospice destiné aux pauvres. Les Clarisses sont justement la branche féminine des franciscains. En même temps, la fondation d'un couvent peut relever d'un calcul stratégique et politique, sachant que le conseiller de Philippe le Bel, Guillaume de Nogaret, venait d'humilier le pape, et tenant compte de la désapprobation que le Saint-Siège pouvait ressentir contre le roi des Français pour avoir fait arrêter les chefs de l'ordre du Temple. Le nouveau pape Clément V porte par ailleurs un intérêt particulier aux franciscains, ce que Philippe n'ignore pas.
Comme le stipule la charte de fondation d'avril 1309, le roi fonda le couvent pour que les sœurs prient pour lui, ses successeurs et la prospérité du royaume. Les travaux débutent dans la même année, deux ans après que ce roi eut arrêté, torturé et envoyé au bûcher les Templiers. À la mort de Philippe le Bel le 29 novembre 1314, les travaux sont ralentis, ou plus probablement suspendus, et ne sont pas repris durant les brefs règnes successifs des trois fils du roi. Ce n'est que sur l'instance du confesseur, franciscain, de la reine Jeanne de Bourgogne, que le nouveau roi Philippe de Valois ordonne la reprise des travaux, vers 1328. Il se montre par la suite très attaché à l'abbaye du Moncel, tout comme son épouse, et confirme l'acte de fondation.
En 1335, la construction de l'abbaye est bien avancée, et les douze premières religieuses s'y installent pour préparer la consécration. Quatre d'entre elles venaient de Longchamp, quatre de Saint-Marcel et quatre de Provins. La consécration de l'abbaye a lieu en grande solennité le 27 mars 1336, sous la direction du cardinal Guy de Boulogne. Le couple royal, la veuve de Charles IV, et un nombre considérable de dames nobles y assistent. L'abbaye est placée sous le vocable de saint Jean Baptiste. Pernelle de Troies, descendante des comtes de Troyes, est élue comme première abbesse. Les offices religieux sont assurés par quatre chapelains franciscains, habitant la maison des pères. Les bâtiments sont achevés dans la même année, et l'église est consacrée en 1337, de nouveau en présence du roi et de la reine.
Le nombre de Clarisses atteint rapidement le nombre de soixante prévu par l'acte de fondation. Elles sont presque toutes issues de l'aristocratie fortunée et doivent assurer leur entretien en versant une dot lors de leur entrée dans l'ordre. Ces sommes étant toutefois insuffisantes pour assurer le fonctionnement de l'établissement, le roi lui assure d'importants revenus et lui offre la ferme du Moncel, et la reine Jeanne lui fait de nombreux cadeaux. Elle dispose dans son testament que ses entrailles soient enterrées dans l'église abbatiale, ce qui incite de nombreuses autres dames nobles à l'imiter, procurant ainsi des revenus supplémentaires à l'abbaye du Moncel.

### La vie de l'abbaye au Moyen Âge

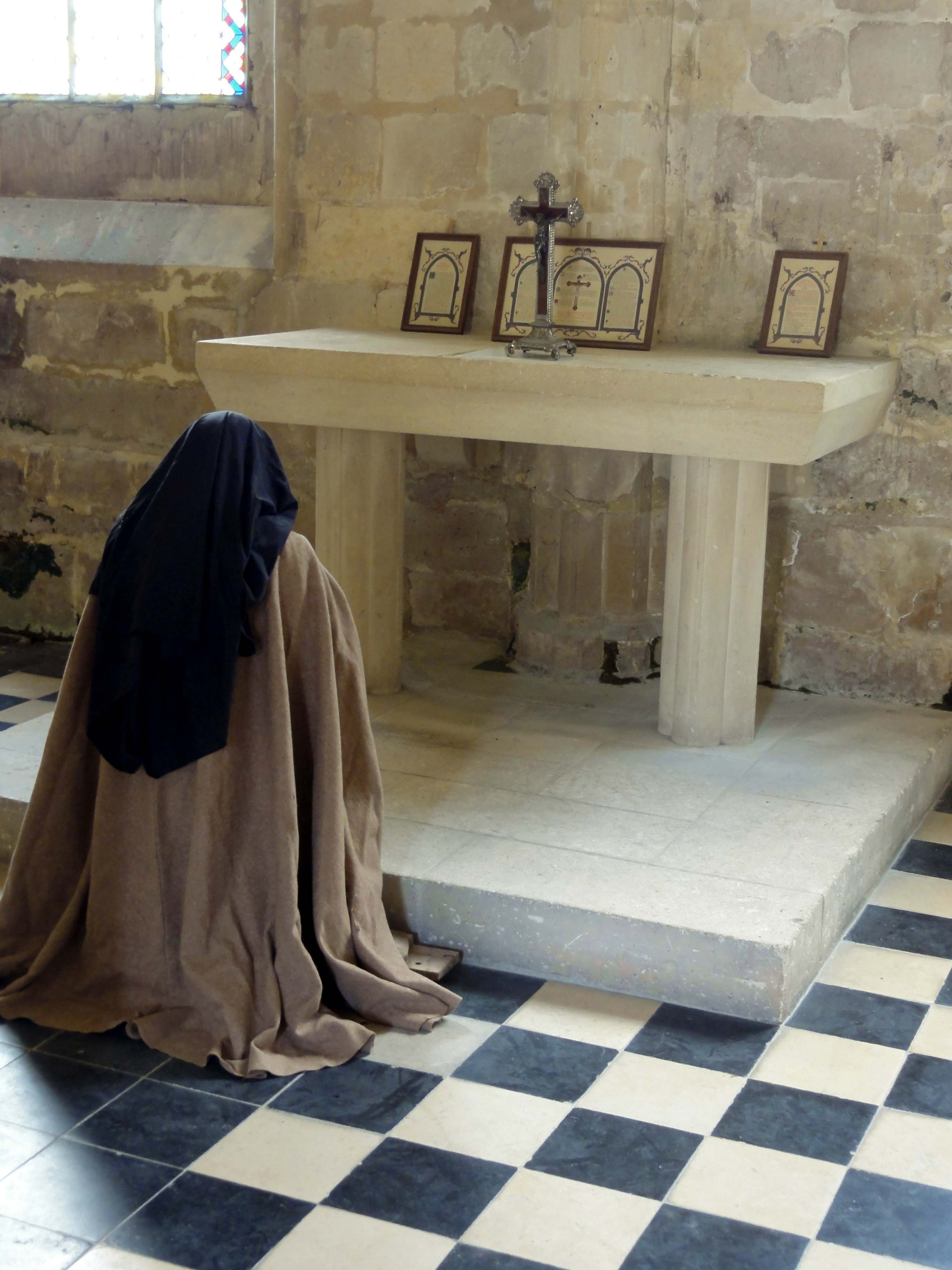
Religieuse en prière.

Pernelle de Troyes démissionne en 1344, jugeant ses fonctions incompatibles avec sa dévotion. Lui succède Jeanne de Meaux, abbesse jusqu'en 1355, année de disparition de Pernelle de Troyes, qui est béatifiée bientôt après. Pendant ses premières années, l'abbaye connaît une grande prospérité et réunit rapidement une fortune considérable. Elle en a besoin pour survivre aux épreuves qui commencent avec la défaite de Crécy contre les Anglais, le 26 août 1346. Les Anglais pillent toute la région, et les Clarisses soignent les blessés à la maison des pères. En 1348, une épidémie de peste noire ravage la population, et la reine Jeanne (Jeanne de Bourgogne) s'investit beaucoup dans le soin des malades, si bien qu'elle s'infecte elle-même et succombe au mal le 12 décembre 1349. Sur le plan financier, c'est la rançon exigée par les Anglais pour libérer le roi Jean II le Bon, capturé le 19 septembre 1356, qui a les conséquences les plus graves pour l'abbaye du Moncel. Elle n'est pas contrainte de participer à la réunion de la somme des trois millions d'écus d'or, mais s'y sent obligée moralement en raison des faveurs de la maison royale dont elle a bénéficié. Ainsi, les religieuses se séparent de l'ensemble des pierres précieuses et autres richesses. En 1358, les bâtiments de l'abbaye sont de surcroît endommagés par la Grande Jacquerie, et l'argent pour la réparation fait défaut.
Cette fois, ce n'est pas le roi qui peut venir au secours de l'abbaye, mais la commune de Pontpoint. Elle avait vraisemblablement obtenu sa charte de commune de la part de la reine Adèle de Savoie, en 1153. En dépit des nombreuses franchises accordées à Pontpoint, la commune reste toujours redevable des droits de prévôté royale, qui depuis 1319 étaient pour partie payables directement à l'abbaye du Moncel. Or, l'abbaye peine à se faire payer, et les créances envers la commune s'accumulent. Pontpoint ne peut faire autrement que de céder tous les droits utiles à l'abbaye, ce qui signifie la fin de la commune. Le contrat conclu entre les deux partis, qui ont toujours entretenu de très bons rapports, conserve toutefois de nombreux privilèges et libertés aux habitants (droit de chasse, droit de pâturage, droit de cuire le pain à la maison, vente du vin libre de taxes, liberté d'assemblée à la maison commune, liberté de justice, etc.). La ratification du contrat par le roi a lieu le 16 juillet 1364.
En 1402, sainte Colette de Corbie s'installe à l'abbaye du Moncel pendant quelques mois, mais décide finalement de s'établir ailleurs, la discipline ne lui semblant pas assez rigoureuse. Colette de Corbie est à l'origine d'une réforme de l'ordre des Clarisses et la plupart des abbayes rattachées y adhèrent, à l'exception notamment de l'abbaye royale du Moncel. L'on peut supposer que ce furent ses relations étroites avec la cour qui l'empêchèrent de vivre dans le dénuement préconisé par les fondateurs de l'ordre. Contrairement à la règle, le parloir est assidument utilisé, le courrier personnel n'est pas censuré, les chaussures sont admises, le religieuses conservent l'usage de leur propre argent, et des parentes et amies des religieuses peuvent venir passer quelques jours au monastère. De même, des Clarisses du Moncel vivent parfois pendant des semaines ou des mois avec une dame de la cour.
Vers le milieu du XVe siècle, l'abbaye souffre d'usurpations par l'administration des Eaux et Forêts, qui ne veut plus respecter les droits de prélèvement de bois et de pâture dont les religieuses bénéficient dans les forêts d'Halatte et de Cuise. En 1456, le roi Louis XI doit intervenir pour faire cesser ces harcèlements, sans succès durable.

### L'abbaye dans l'époque moderne
Au début du XVIe siècle, les abus de la part des Eaux et Forêts continuent, et François Ier intervient auprès du bailli de Senlis afin que les droits de l'abbaye du Moncel soient enfin respectés. Dans le même but, il confirme formellement la charte de fondation de 1309. L'abbaye vit une nouvelle période de prospérité, interrompue par un incendie en 1526. Il se déclare sous les toitures de l'église et détruit également une partie des toitures des bâtiments conventuels et le cloître. Grâce à la participation financière du roi, les réparations sont rapidement effectuées. Ainsi, dès 1535, l'abbaye peut accueillir des visiteuses de renom : Éléonore de Habsbourg, Marguerite de Navarre et Madeleine de France, qui essayent de chercher des moyens pour mettre en application la Paix des Dames du 5 août 1529. En 1549, une sentence de la Table de marbre règle définitivement les droits des religieuses quant à l'utilisation des forêts, et confirme leurs anciens privilèges,.

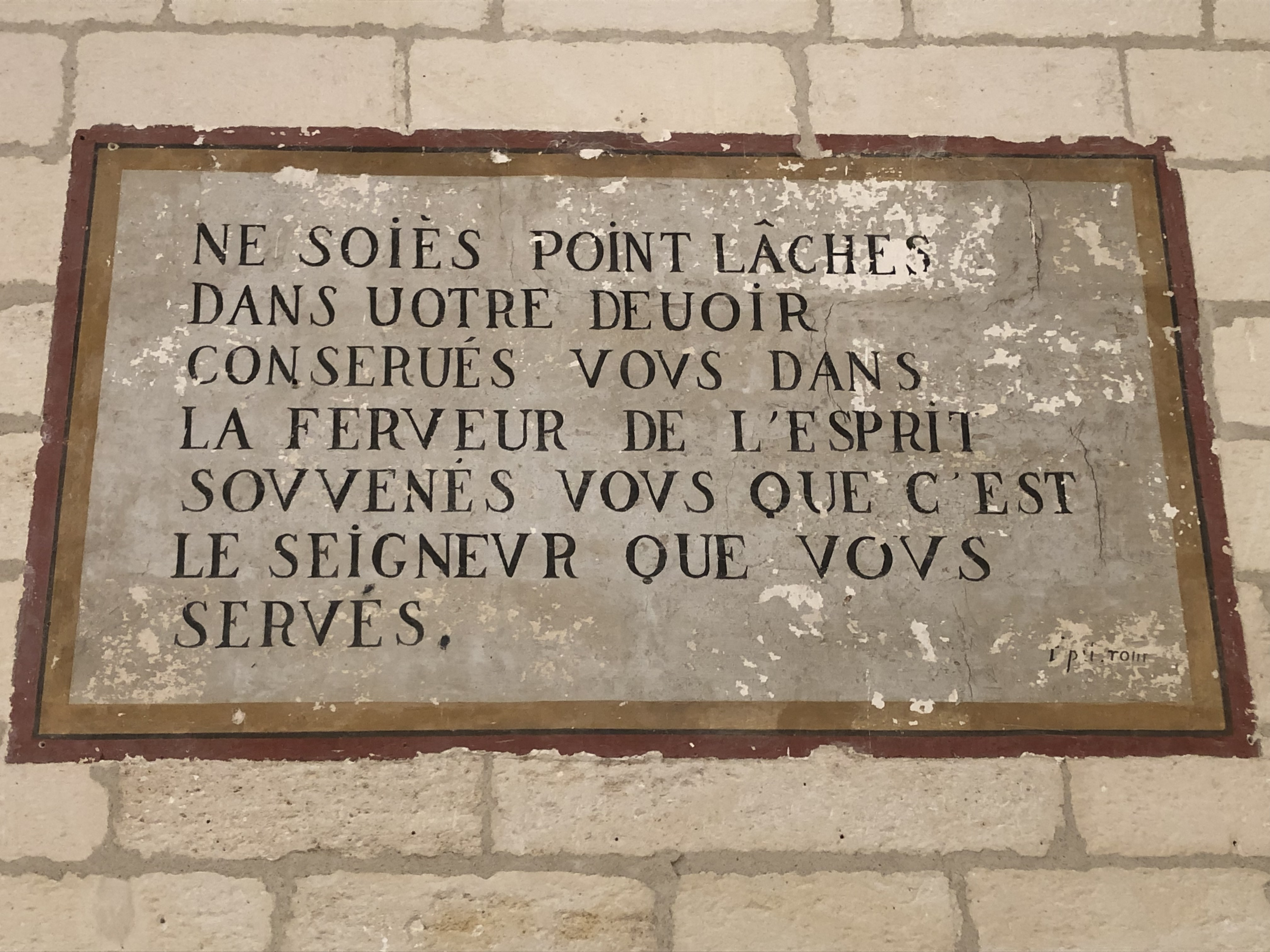
Sentence apposée au XVIIe siècle.

À la fin du XVIe siècle, la huitième guerre de religion (1585-1598) trouble gravement la vie de l'abbaye, et le manoir royal de Fécamp est dévasté. Afin de préserver l'abbaye de l'intrusion de militaires, le roi Henri III fait poser ses insignes sur les portes, mais l'effet est le contraire de celui souhaité. Le Moncel devient une cible de choix pour les Ligueurs, qui s'attaquent à l'abbaye en 1591 et menacent les religieuses. Ces dernières se réfugient temporairement chez leurs consœurs de Compiègne. Mais le Moncel a la chance d'avoir une abbesse courageuse pendant ces temps difficiles : Philippe (ou Philippine) de Pellevé, qui réussit non seulement à faire réparer les dégâts, mais aussi à construire la maison de l'abbesse (l'aile latérale en retour d'équerre à l'ouest) et à remettre en état l'aile occidentale après un second incendie. Ce dernier détruit également les galeries du cloître, pour une deuxième fois, et seule la galerie septentrionale sera reconstruite, au début du XVIIe siècle. Les trois autres galeries manquent donc depuis quatre siècles déjà.
Avec l’avènement au pouvoir de Louis XIV, l'abbaye perd la faveur royale, et le roi s'immisce qui plus est dans ses affaires. Il réduit à trois ans la durée maximale de l'abbatiat, et Jeanne de Beaufremont de Sénécé, élue en 1621 et décédée en 1652, sera la dernière abbesse perpétuelle. Le roi veut même imposer une abbesse de son choix, ce qui est contraire à l'acte de fondation, et il faut l'intervention du pape pour le faire respecter. D'autre part, Louis XIV cède le manoir de Fécamp aux religieuses du Moncel, qui n'est plus qu'une ruine, mais permet d'en vendre les pierres. Sous Louis XV et Louis XVI, l'abbaye ne bénéficie plus de dons et doit vivre de ses propres revenus. Elle commence donc, dès le XVIIe siècle, à tenir un pensionnat pour jeunes filles, auxquelles elle dispense une éducation soignée. Au XVIIIe siècle, le nombre d'élèves varie entre quarante-six et trente-sept.

### La fin de l'abbaye royale du Moncel
Le nombre de religieuses diminue au XVIIIe siècle. Il passe encore provisoirement à soixante-dix après l'accueil des sœurs du couvent de Saint-Just-en-Chaussée dissout en 1768. Dès que la Révolution française éclate, la plupart des clarisses du Moncel se cachent ailleurs, si bien qu'il n'y reste que l'abbesse, onze sœurs profès et sept sœurs laies en 1790. L'abbesse refuse encore de remettre les bâtiments aux officiers municipaux, mais y est finalement contrainte en 1792, quand seulement sept religieuses restent avec elle.
Confisquée, l'abbaye est alors vendue comme bien national avec la stipulation que l'église puisse être convertie en lieu profane. Elle est démolie en 1795 par son nouveau propriétaire et vendue, pierre par pierre, comme matériau de construction. Au cours de ses quatre cent cinquante-six ans d'existence, l'abbaye aura vu passer quatre cent quatre-vingt-douze moniales, qui y ont passé la plus grande partie de leur vie. Jusqu'à la fin, la communauté vit dans l'aisance. L'abbatiat a toujours été confié a des femmes de la haute aristocratie et l'abbaye n'a jamais connu le régime de la commende. La bonne réputation de l'abbaye ne s'est jamais démentie et allait largement au-delà de la région.

## Le destin de l'ancienne abbaye après la désaffectation
La mise en vente comme bien national est annoncée le 20 octobre 1792, et l'ancienne abbaye est adjugée pour 60 000 francs à Nicolas-François Prévost, architecte à Senlis, pour le compte de Jean Renaud, percepteur à Pont-Sainte-Maxence, sous la réserve que l'église abbatiale soit convertie en lieu profane. Elle sert vraisemblablement d'hôpital militaire en 1795, immédiatement avant sa démolition. Pendant tout le XIXe siècle, l'ancienne abbaye est occupée par des marchands de vin, qui apprécient les qualités des trois grands celliers pour le stockage du vin et la proximité de l'Oise pour son transport,.
Le classement de l'ancienne abbaye au titre des monuments historiques en 1920 est dû en grande partie à l'investissement d'Eugène Lefèvre-Pontalis, qui attire l'attention du monde scientifique sur les bâtiments en publiant une étude archéologique dans le Bulletin monumental, en 1907,.

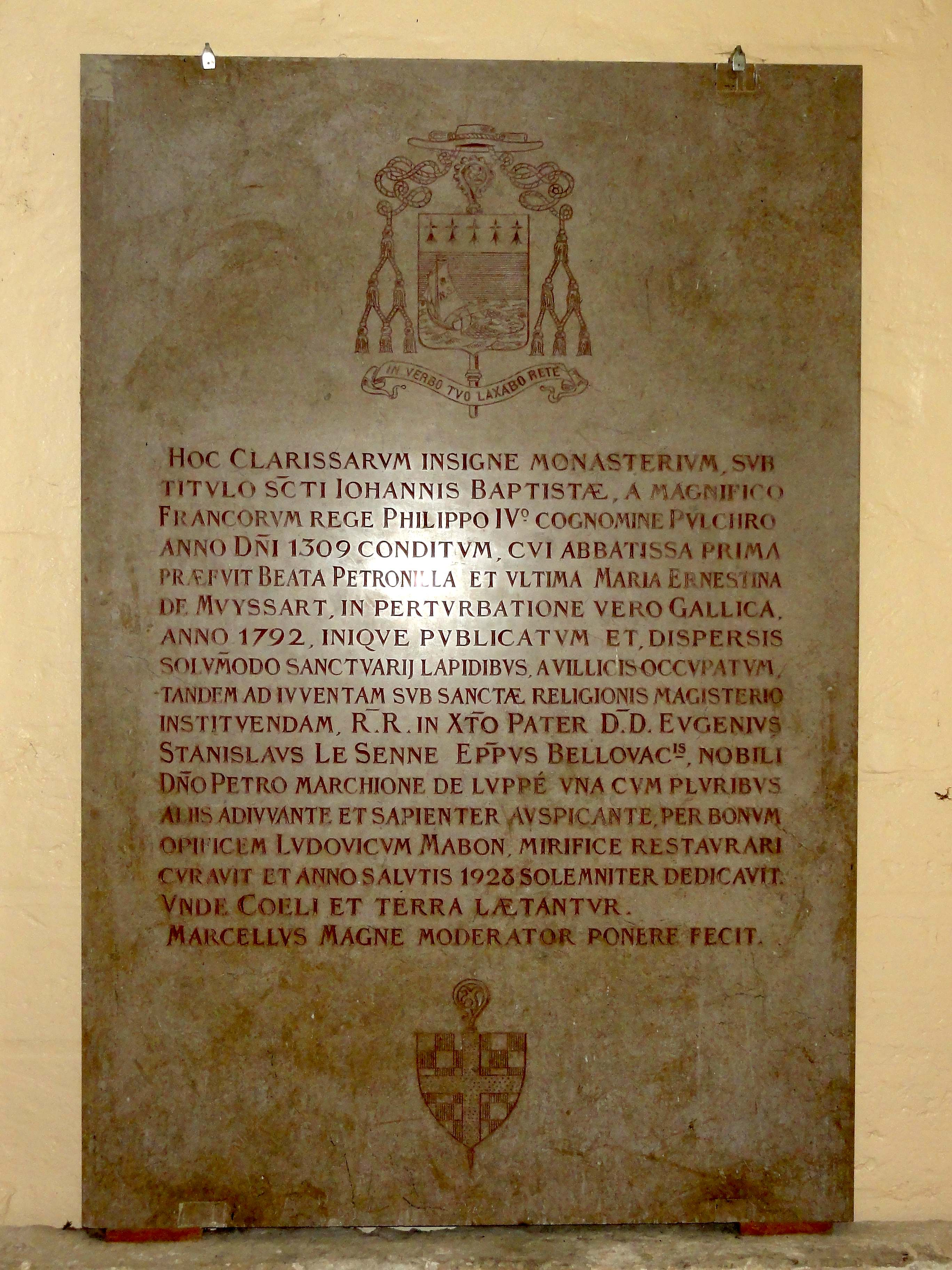
Plaque commémorative de la consécration du séminaire en 1928.

Pendant la Première Guerre mondiale, les locaux à l'abandon servent d'hôpital militaire auxiliaire. Le marquis Albert de Luppé, maire de Beaurepaire, œuvre à la restauration du site contribuant à son classement. En 1923, Eugène-Stanislas Le Senne, évêque de Beauvais, achète le domaine pour y installer le petit séminaire de Noyon, qui depuis la Révolution déménage de local provisoire en local provisoire. Le supérieur du séminaire, l'abbé Magne, s'intéresse à la conservation du monument et entreprend sa restauration, avec le concours de l'administration des Monuments historiques. Dès le début de l'occupation allemande en 1940, la Wehrmacht confisque l'ancienne abbaye pour en faire un lieu de rassemblement pour des prisonniers de guerre destinés à la déportation. Jusqu'en 1967 le petit séminaire, dont le foncier appartient à l'évêché, fonctionne comme un collège et un lycée principalement en internat ; il s'associe ensuite puis fusionne sous la direction du père Marchand en 1967 avec le collège Saint Joseph, collège fondé par les Frères maristes en 1851 et devenu diocésain en 1965, situé place de l'église à Pont-Sainte-Maxence ; l'institution prend alors le nom de Saint -oseph du Moncel. Le site de l'abbaye et son rôle de petit séminaire doivent fermer en raison de la crise des vocations et du manque d'argent en 1982.
L'ancienne abbaye est laissée à l'abandon pendant deux ans, des personnalités locales s'en émeuvent, demandant au président du Club du Vieux Manoir s'il veut bien prendre en charge l'abbaye avec les jeunes de son association. En juillet 1984, c'est chose faite avec un bail emphytéotique signé pour une durée de soixante-six ans. Pendant les années qui suivent, l'action de ces bénévoles et le concours de la caisse nationale des Monuments historiques, du Conseil général de l'Oise et du Crédit agricole sauvent les bâtiments. Toutes les toitures, d'une superficie totalisant près de 12 000 m2 sont refaites, en conservant bien entendu les charpentes d'origine. Cependant, les plafonds de béton entre le rez-de-chaussée et l'étage sont laissés en place, et les bâtiments manquants (trois galeries du cloître et l'abbatiale) ne sont pas reconstruits.
Le Club du Vieux Manoir ouvre l'ancienne abbaye royale au public en y proposant des visites guidées. Une salle est aménagée comme musée archéologique. Des expositions temporaires sont organisées à plusieurs reprises, ainsi que des concerts et autres manifestations culturelles. Pour la formation de ses bénévoles, le Club installe une bibliothèque et une école du vitrail. La location des anciens dortoirs pour des banquets et réceptions permet au Club de s'assurer des revenus réguliers, indispensables pour l'entretien des locaux. L'attractivité du site inspire plusieurs réalisateurs pour le tournage de films comme Le Dialogue des carmélites, 1960, Fort Saganne, 1983 et d'autres depuis à l'origine de ressources complémentaires,. L'abbaye est aujourd'hui affilié à la paroisse Sainte-Maxence de Pont-Sainte-Maxence.

## Description du domaine

### Situation
L'abbaye a été fondée en ce lieu trois ans après que le roi Philippe le Bel avait fait construire un manoir sur un terrain limitrophe, intégré dans le domaine de l'abbaye en 1709. Le choix de l'emplacement de ce château royal était motivé par deux facteurs : la proximité de la forêt d'Halatte, terrain de chasse royal et la présence d'un manoir, inachevé et plus modeste, sur ce terrain acquis par la couronne en 1296. Ce dernier avait appartenu à Philippe de Beaumanoir, bailli de Senlis, mourant en laissant une importante dette envers le Trésor royal. Comme le terrain était suffisamment grand, il était inutile que Philippe le Bel fasse l'acquisition de terres ailleurs afin de pouvoir faire construire son abbaye. En même temps, les conditions pour l'accueil d'une abbaye étaient réunies : la proximité de l'Oise comme voie de transport ; la proximité de la forêt pour disposer de bois de chauffage et de construction ; la présence de sept sources sur le domaine ; et la possibilité de création d'un vivier pour le poisson dans l'enceinte de l'abbaye même.
Le domaine de l'ancienne abbaye occupe aujourd'hui une superficie de 6 ha et est entièrement clôturé par un haut mur d'enceinte en pierre de taille. Des rues vont tout autour, sans pour autant permettre la moindre vue sur l'intérieur du domaine : la rue du Moncel (RD 123) au sud ; la rue Philippe-le-Bel à l'est ; la RD 123e au nord, établie le long de l'Oise ; et la rue du port du Moncel à l'ouest. Plusieurs bâtiments se situent sur ce domaine en plus de l'abbaye proprement dite. L'espace se partage entre surfaces construites, chemins, parc, vergers, prés, petits étangs et un site de fouilles archéologiques.

### L'abbaye

#### Aperçu général

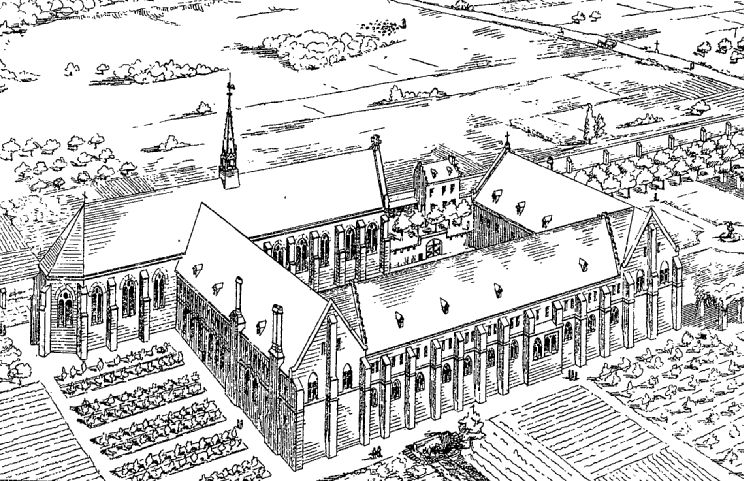
Vue cavalière restituée de l'abbaye du Moncel depuis le nord-est, avant la construction du palais abbatial entre 1568 et 1607.

L'abbaye a été classée Monument historique par arrêté du 18 mars 1920. Le bâtiment s'articule autour d'une vaste cour carrée de 46 mètres de côté qu'il ferme sur trois côtés. Le vide au sud correspond à l'emplacement de l'ancienne église abbatiale. Une aile secondaire fait équerre avec l'aile occidentale au nord-ouest et correspond au logis de l'abbesse. La cour était jadis le jardin à l'intérieur du cloître, dont ne subsiste que la galerie nord. Toutes les ailes de l'abbaye comportent un étage et un sous-sol, qui n'est qu'à moitié souterrain en raison de la différence de niveau entre la cour et le terrain au nord de l'abbaye, qui descend successivement vers l'Oise. La répartition de l'espace était fort simple. Ainsi, l'ensemble de l'étage au nord et à l'est servait de dortoir, et l'ensemble du sous-sol de cellier. Au rez-de-chaussée, l'aile ouest abritait la bibliothèque et les cuisines ; l'aile nord le réfectoire ; et l'aile est la salle capitulaire ainsi que le chartrier. Il n'y avait pas de chauffoir, plusieurs salles de l'abbaye étant chauffées par des cheminées. Tous les bâtiments sont en pierre de taille. Les plafonds étaient en bois avant d'être remplacés par des plafonds en béton armé dans la première moitié du XXe siècle, le chartrier étant au rez-de-chaussée l'unique pièce voûtée de l'abbaye, et la charpente du toit est à carène renversée, exécutée en chêne de la forêt d'Halatte.

#### Le mur de clôture
Le mur d'enceinte en pierres de taille bien appareillées n'a quasiment pas changé d'aspect depuis les premières années de l'abbaye, et date encore des origines de l'abbaye pour sa partie septentrionale, vers l'Oise. Au début, le mur de clôture était moins haut, mais la première abbesse, Pernelle de Troyes, obtint de Philippe de Valois l'autorisation de le surélever. Son chaperon, amorti par un tore, est formé de quatre lits d'assises. Le mur atteint une circonférence de 1 080 m environ. Le portail, de style Renaissance, est toutefois plus récent. Il se situe à l'angle sud-ouest de l'enceinte, dans un renfoncement en hémicycle. La porte cochère encadrée par deux pilastres est surmontée d'un linteau et d'une corniche, puis d'un chaperon. De part et d'autre, s'ouvrent deux portes piétonnes. L'ensemble du mur de clôture et du portail a été classé Monument historique par arrêté du 22 novembre 1930, soit dix ans après le classement de l'abbaye. Avant 1709, date de la remise du domaine royal à l'abbaye, un mur séparait le site du château de l'enclos monastique et aucun bâtiment monastique ne jouxtait l'ensemble castral.

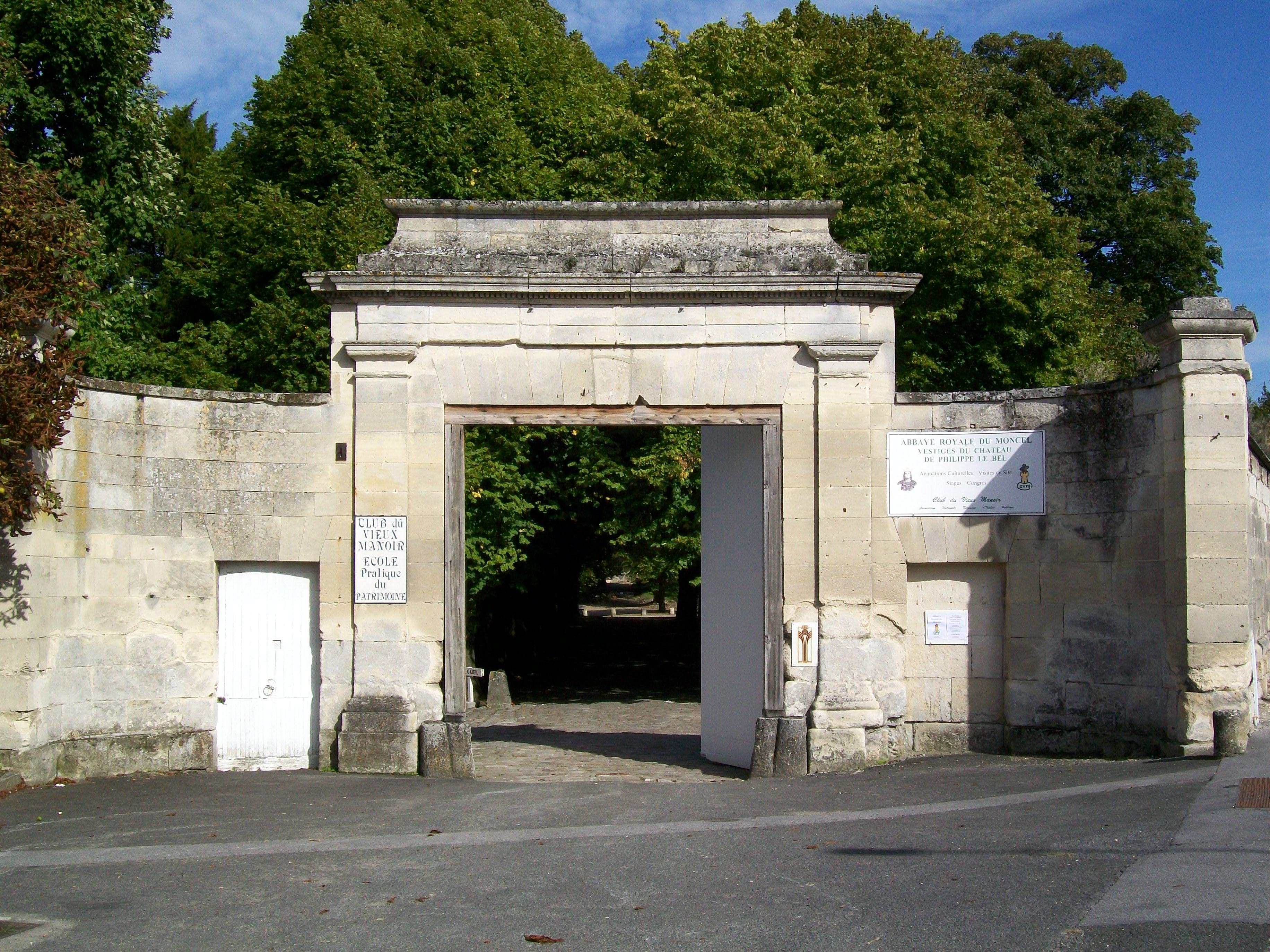
Portail principal.
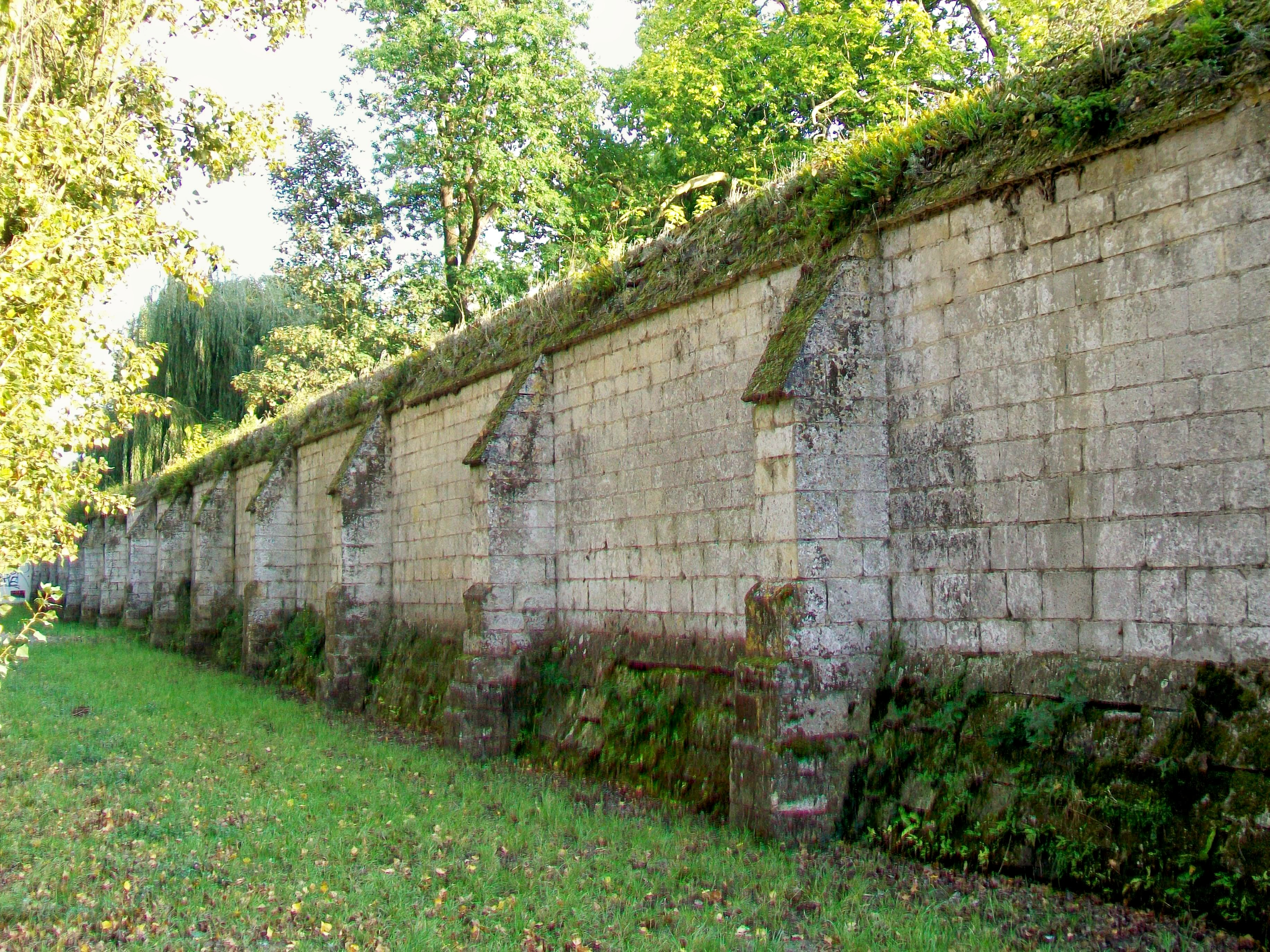
Mur de clôture, extérieur.
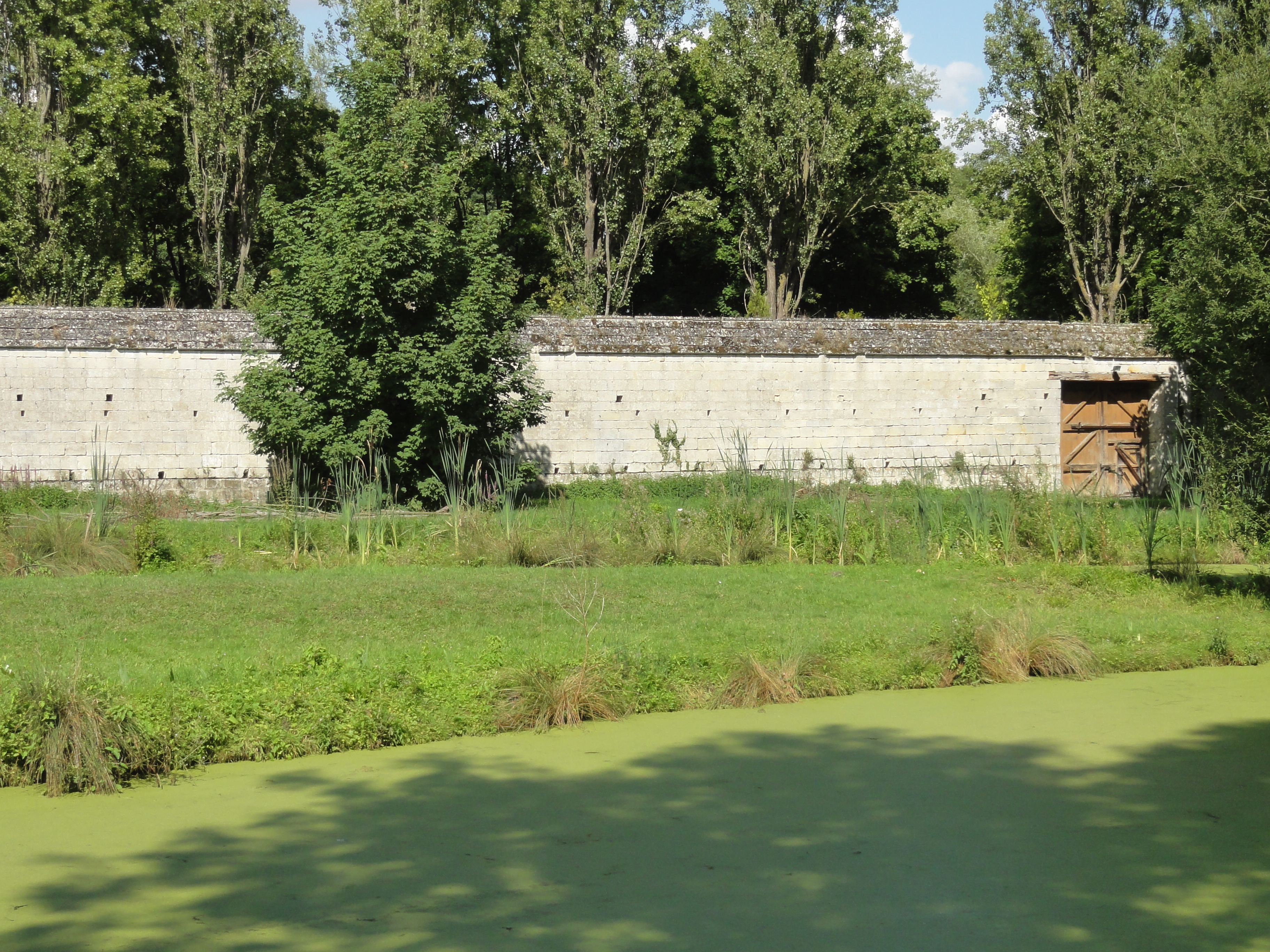
Mur de clôture, intérieur.
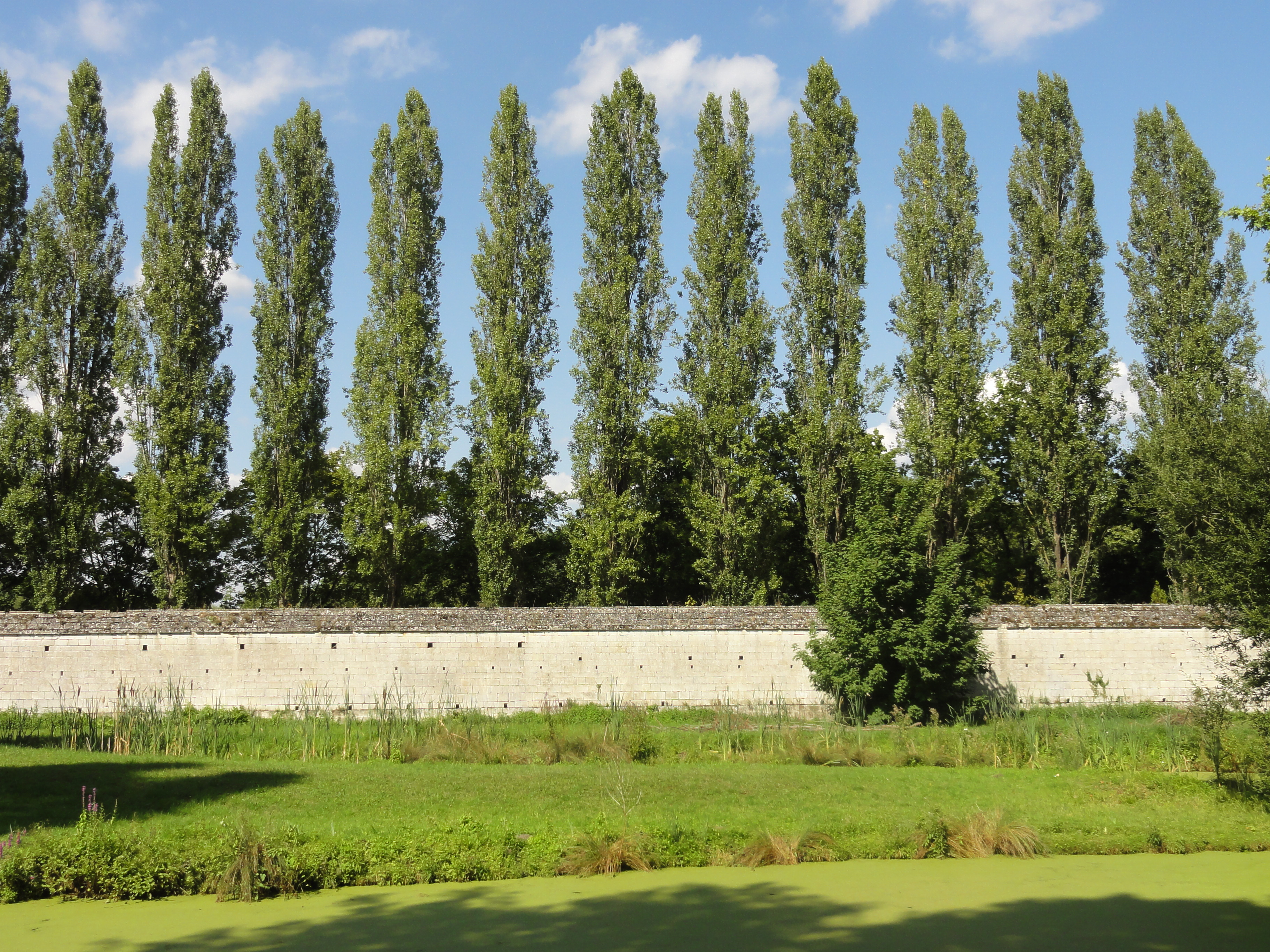
Étang et muraille.

#### L'église abbatiale et la chapelle Saint Jacques
L'abbatiale a été démolie entièrement en 1795 par décision de l'acquéreur de l'ancienne abbaye en 1792, Jean Renaud, percepteur à Pont-Sainte-Maxence; l'acte de vente stipulait que l'église devait être utilisée à un usage profane. Son plan est matérialisé sur le sol par des pavés, ce qui permet d'en apprécier les dimensions, 60 m de long et pour la nef 26 m de large. Un mur de clôture à 35 m du parvis occidental séparait les 25 m du sanctuaire réservés aux moniales directement relié aux bâtiments claustraux. L'église avait été consacrée sous le vocable de saint Jean-Baptiste le 27 mars 1337 par le cardinal Guy de Boulogne, soit huit mois après l'arrivée des premières douze religieuses. Une unique représentation picturale en est connue. L'édifice fut ravagé par un incendie dans la nuit du 31 mai au 1er juin 1526, quand il venait d'être entièrement restauré par l'abbesse Philippe de Luxembourg, morte en 1522. N'étaient restés debout que les murs extérieurs. La reconstruction s'échelonna jusqu'en 1541 au moins; c'est probablement à cette occasion que la nef fut élargie vers le nord faisant correspondre son mur avec le pignon sud de l'aile orientale  et la galerie sud du cloître effaçant le transept nord; les fenêtres furent également remaniées. Le bâtiment était à nef unique, voûtée d'ogives, et comportait un transept ainsi qu'un chœur à pans coupés, avec une unique clef de voûte. Les croisillons du transept étaient probablement divisés par une colonne en leur centre. De l'extérieur, les travées de la nef étaient séparées par des contreforts, et le pignon du transept sud s'appuyait sur un unique contrefort central. Quant au croisillon nord, il était établi en continuité directe avec l'aile orientale de l'abbaye et n'avait donc pas de façade. La façade occidentale était percée par une vaste baie à trois meneaux et se terminait par un haut pignon. Le clocher était en charpente et s'élevait au milieu de la toiture,.
Le sire de Beaumanoir, maître du domaine du Moncel avant son acquisition par le roi capétien Philippe IV le Bel a fondé par testament une chapelle sous le vocable de saint Jacques. À ce jour aucune description, représentation ou localisation précise n'est rapportée. Après les restaurations et reconstructions à la suite de l'incendie de 1526, outre le portail occidentale, les vitraux, les charpentes est cité dans les réparations de l'abbesse Charlotte de Croy une chapelle Saint-Jacques, est-ce la même ? Les fouilles de 1997 concernant l'abbatiale ont mis en évidence à un niveau inférieur au sol un édifice associé avec des inhumations entre le chevet et le pignon sud de l'aile orientale; le rapport de l'étude archéologique évoque l'hypothèse d'une correspondance avec cette chapelle antérieure à la construction de l'abbaye. Ces fouilles démontrent également l'occupation antérieure du site de fondation à l'époque gallo-romaine et à l'époque médiévale,,.

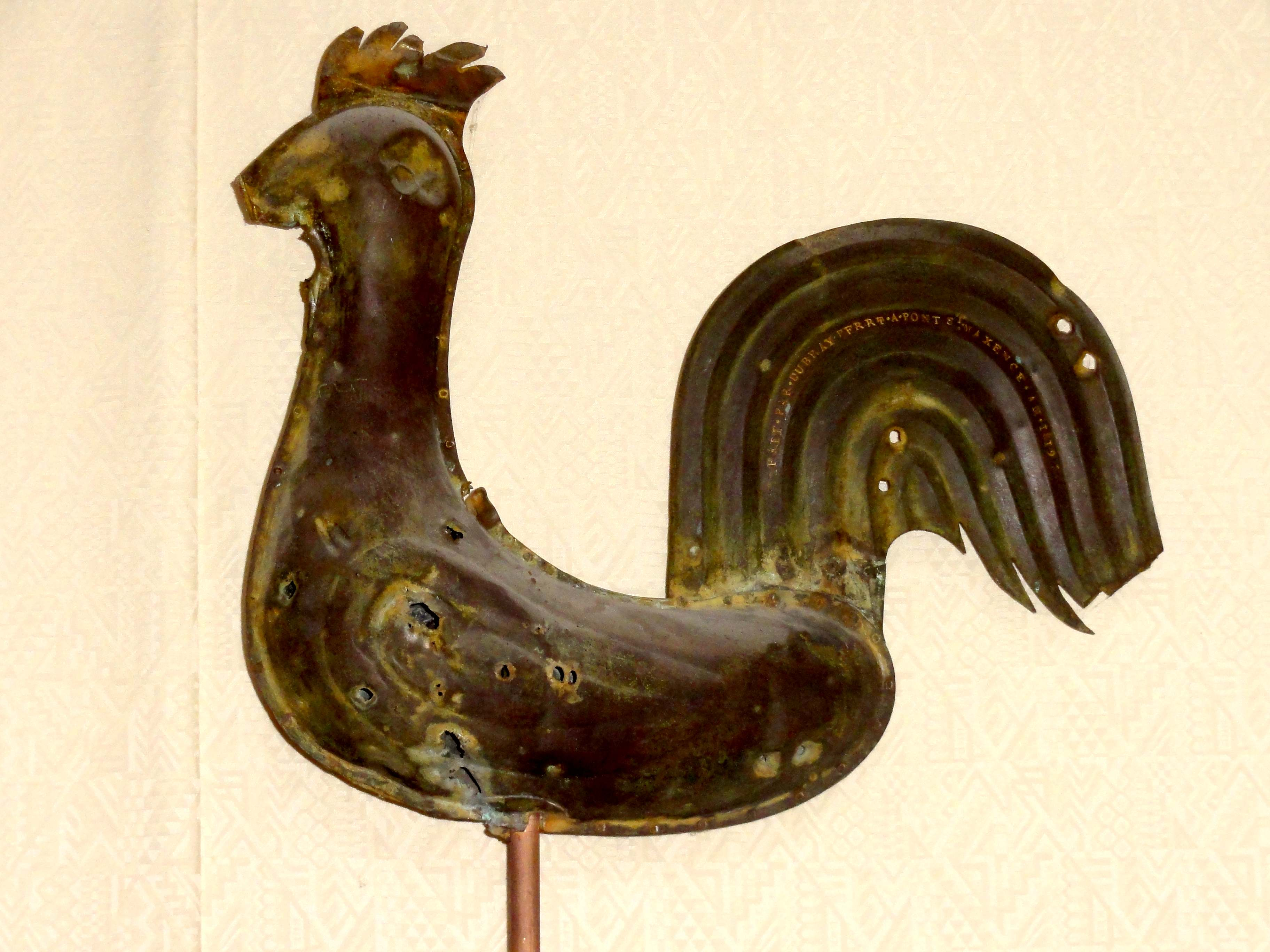
Girouette du clocher.
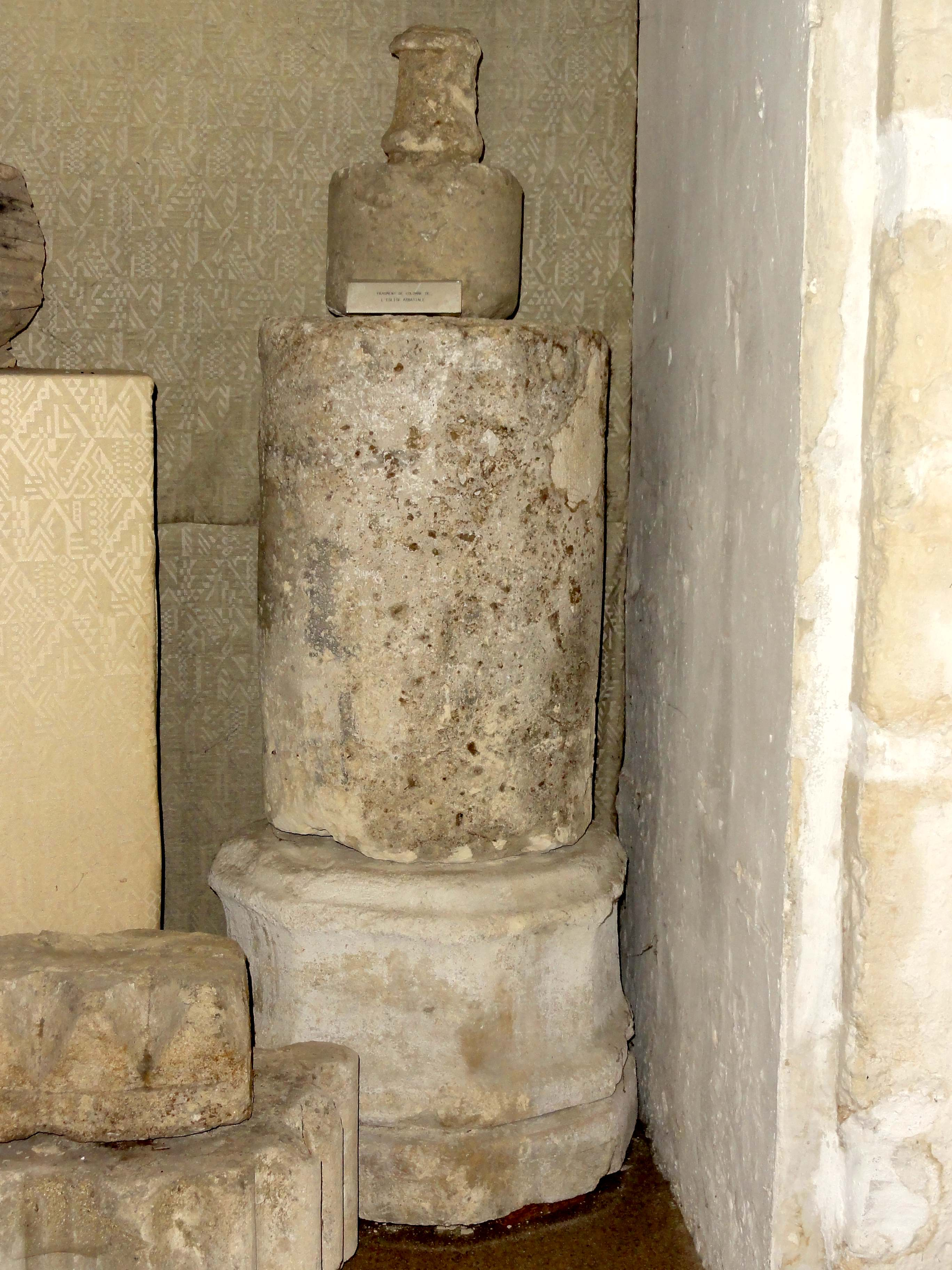
Base et fût d'un pilier.
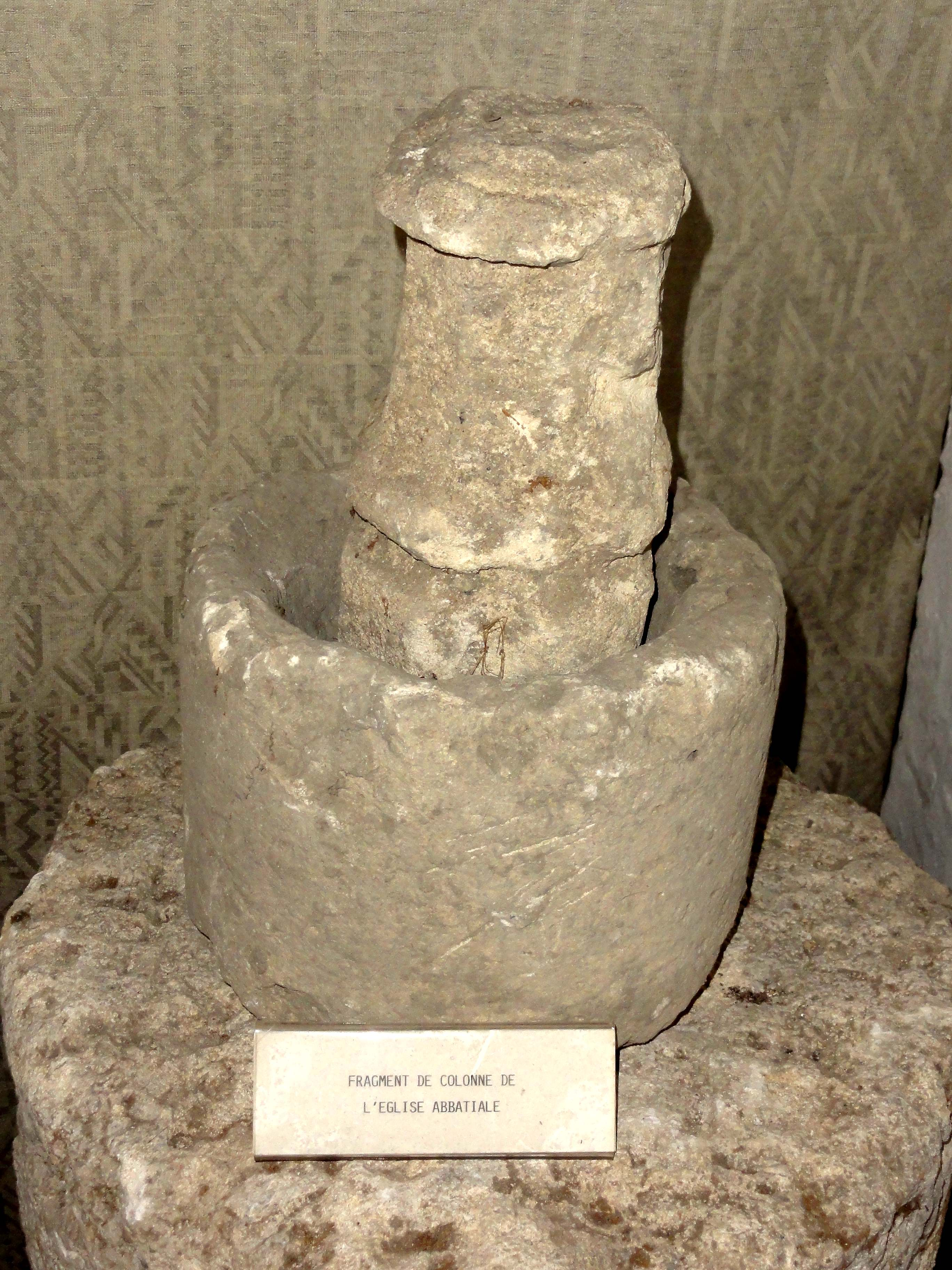
Clé de voûte.
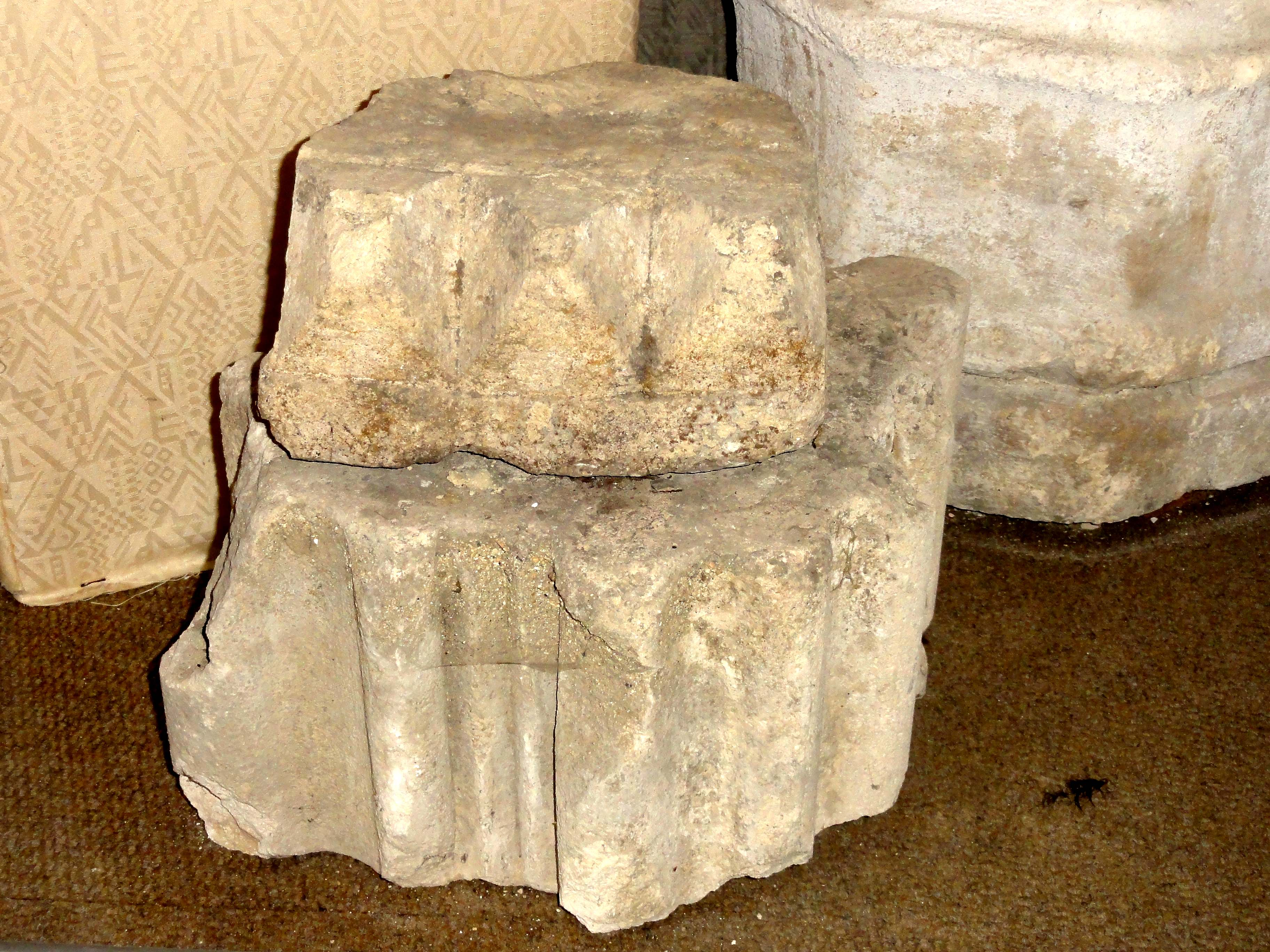
Blocs moulurés.
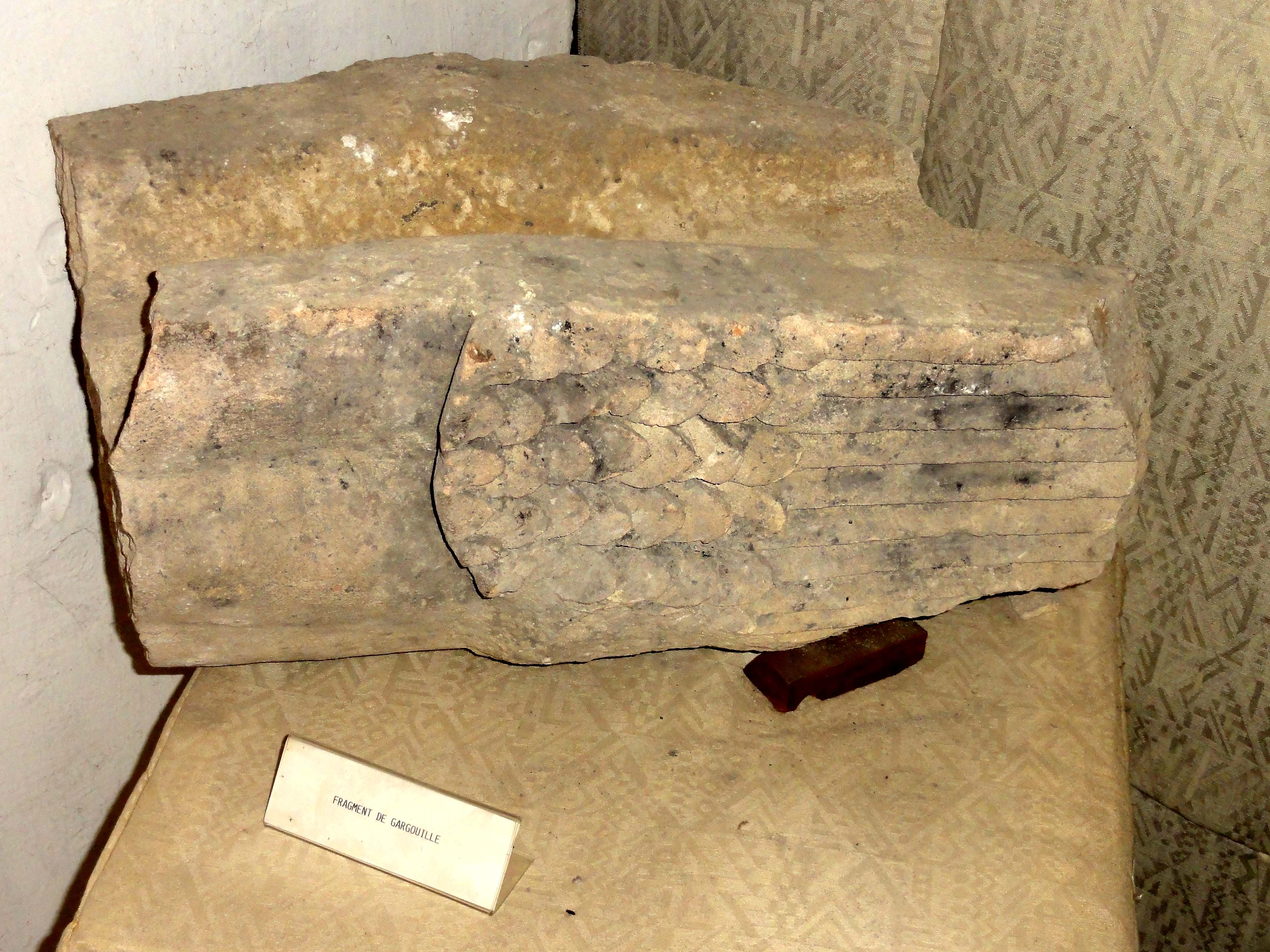
Fragment de gargouille.

#### Les caves
Leur construction a commencé dès 1310, soit dans l'année suivant la fondation de l'abbaye. Elles n'ont subi aucun remaniement depuis, exception faite de l'ensemble des fenêtres qui ont été repercées, et du sol de la cave nord, qui a été rehaussé par une dalle de béton après la reprise de l’abbaye par le Club du Vieux Manoir afin de combattre des infiltrations d'eau. L'escalier principal d'accès à la cave se situe à l'angle nord-est du cloître, à côté de l'escalier montant vers les dortoirs. Se visitent la cave de l'aile nord, sous le réfectoire, et la cave de l'angle nord-est. Cette dernière présente encore le dallage de sol d'origine. La cave sous le réfectoire est voûtée d'ogives surbaissées, avec au total vingt travées en deux galeries, divisées par neuf colonnes octogones recevant les nervures aux angles très saillants et aux arêtes abattues. L'on cherchera en vain chapiteaux, culots ou clefs de voûte sculptés, qui auraient été contraires à l'austérité voulue par les franciscains.
Les caves sous les ailes est et ouest se distinguent de la précédente. À l'est, la cave est voûtée par un berceau surbaissé parallèle à l'axe du bâtiment, d'une portée de 9,5 m. À l'ouest, la cave est voûtée par des berceaux transversaux qui se contrebutent mutuellement et qui tombent sur des murs de refend. À l'angle nord-ouest finalement, la cave est voûtée d'ogives et divisée par des colonnes et des piliers, de façon similaire que sous le réfectoire. L'ensemble de ces caves a été longtemps affecté au stockage de fûts de vin au XIXe siècle, utilisation pour laquelle les conditions idéales étaient réunies.

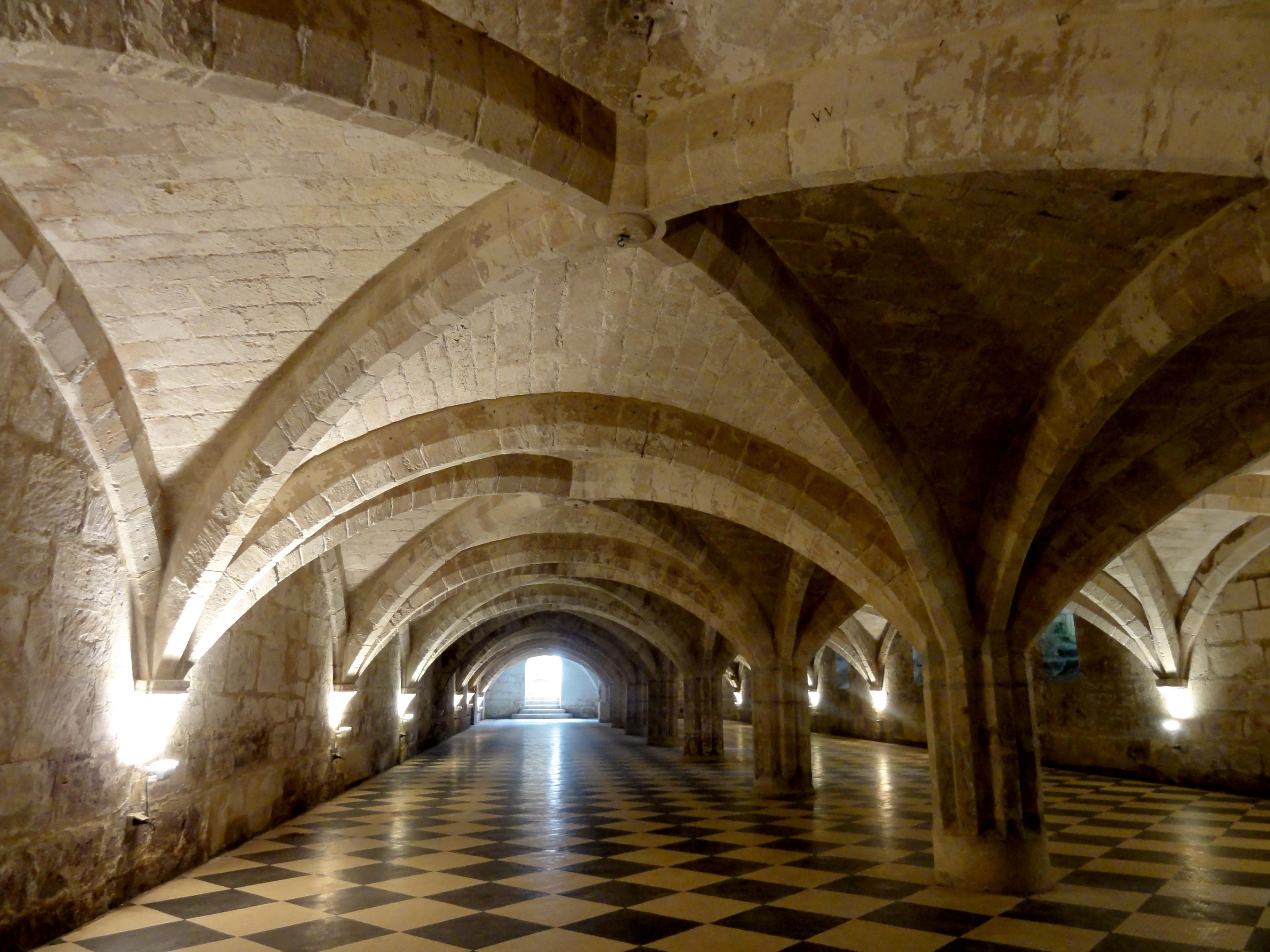
Aile nord, vue vers l'ouest.
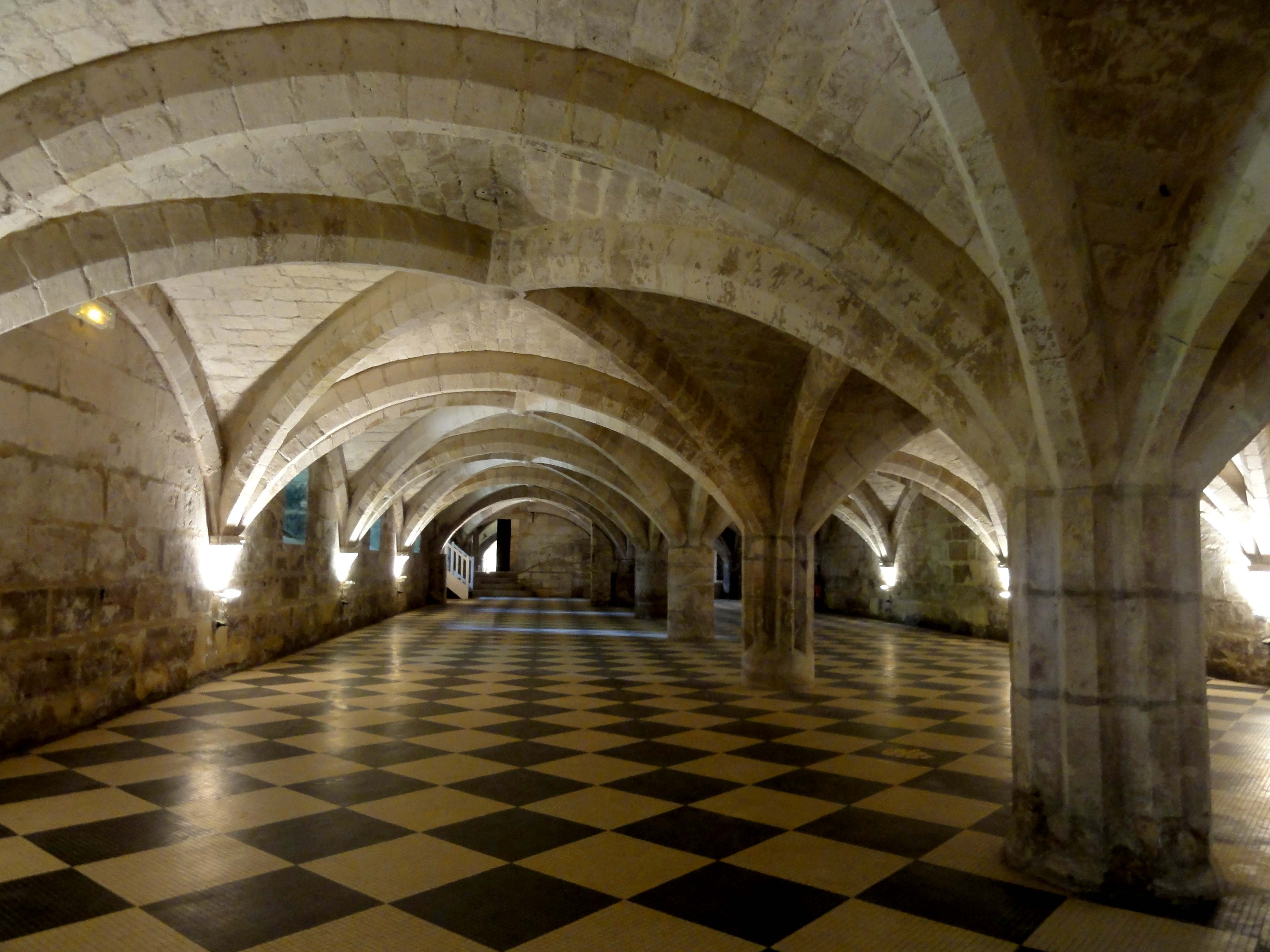
Aile nord, vue vers l'est.
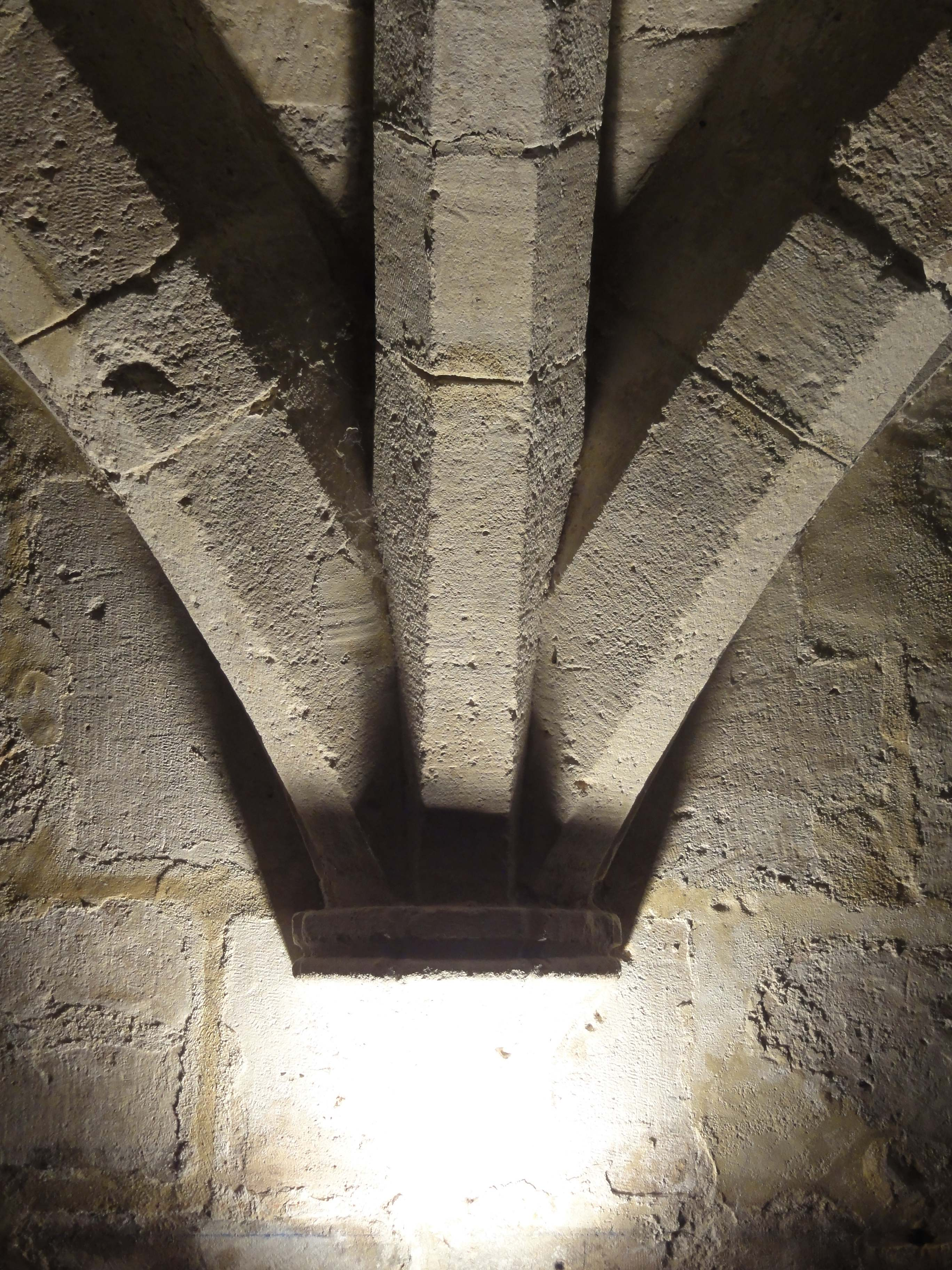
Retombée des voûtes.
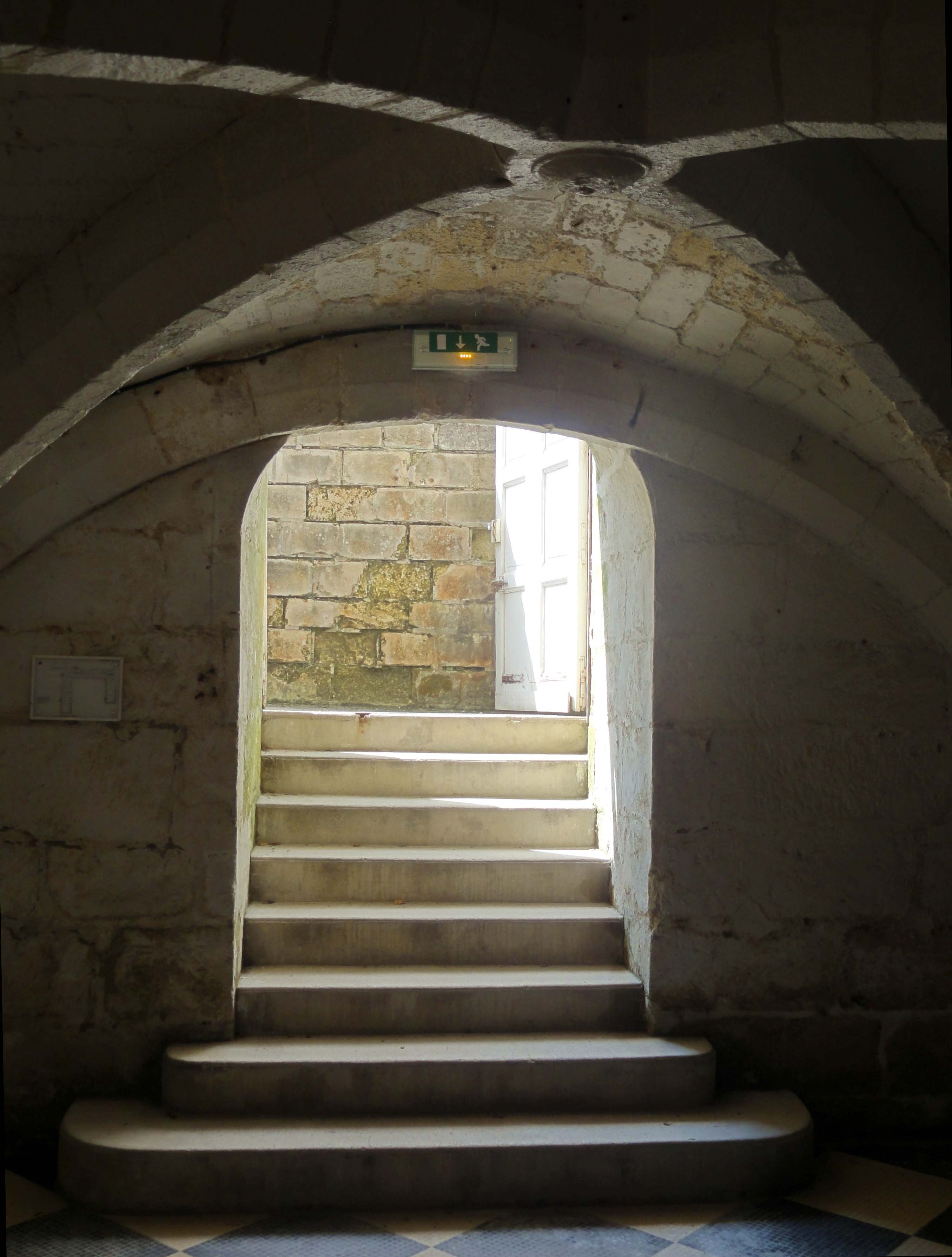
Sortie ouest.
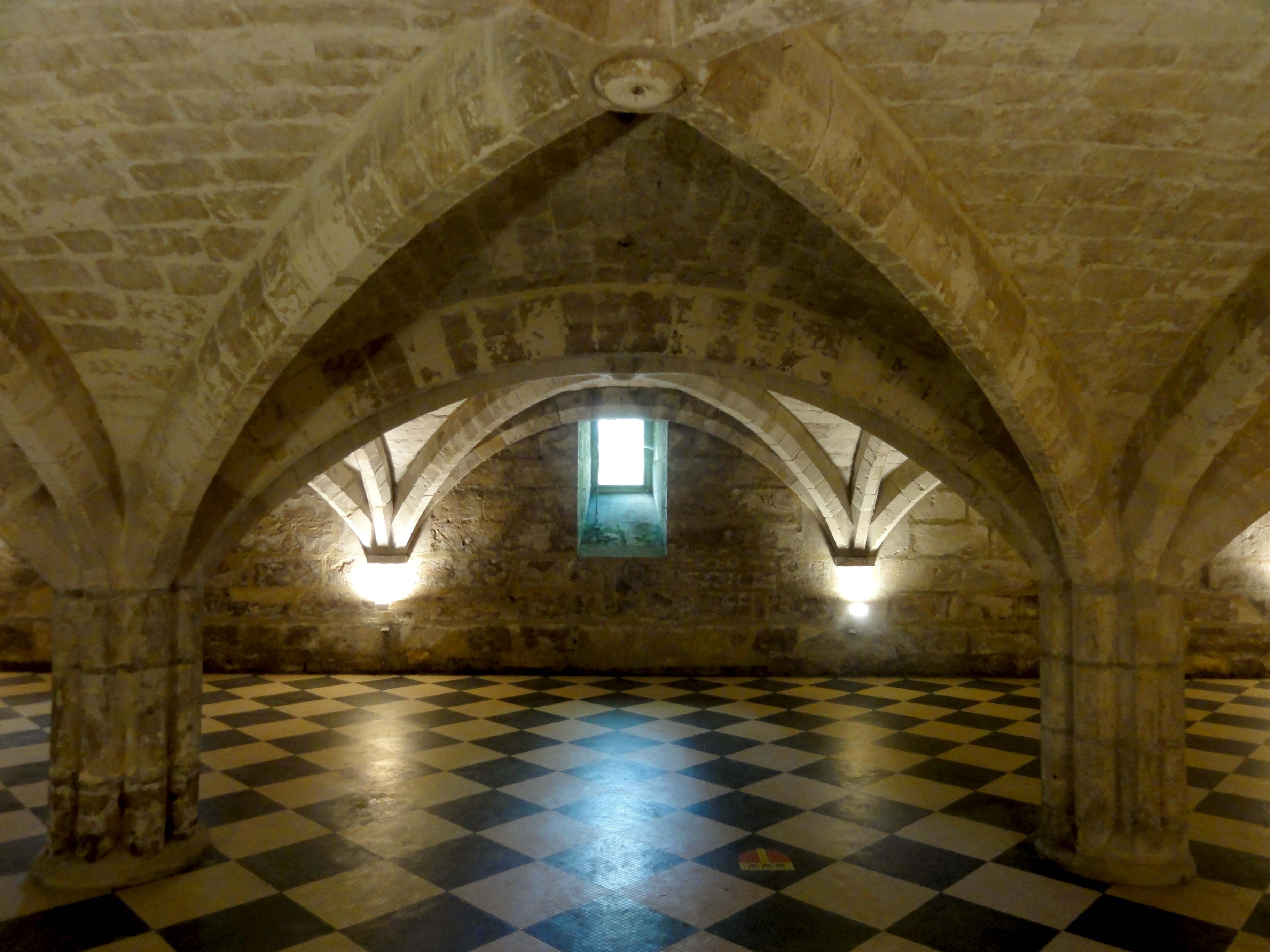
Aile nord, vue vers le nord.
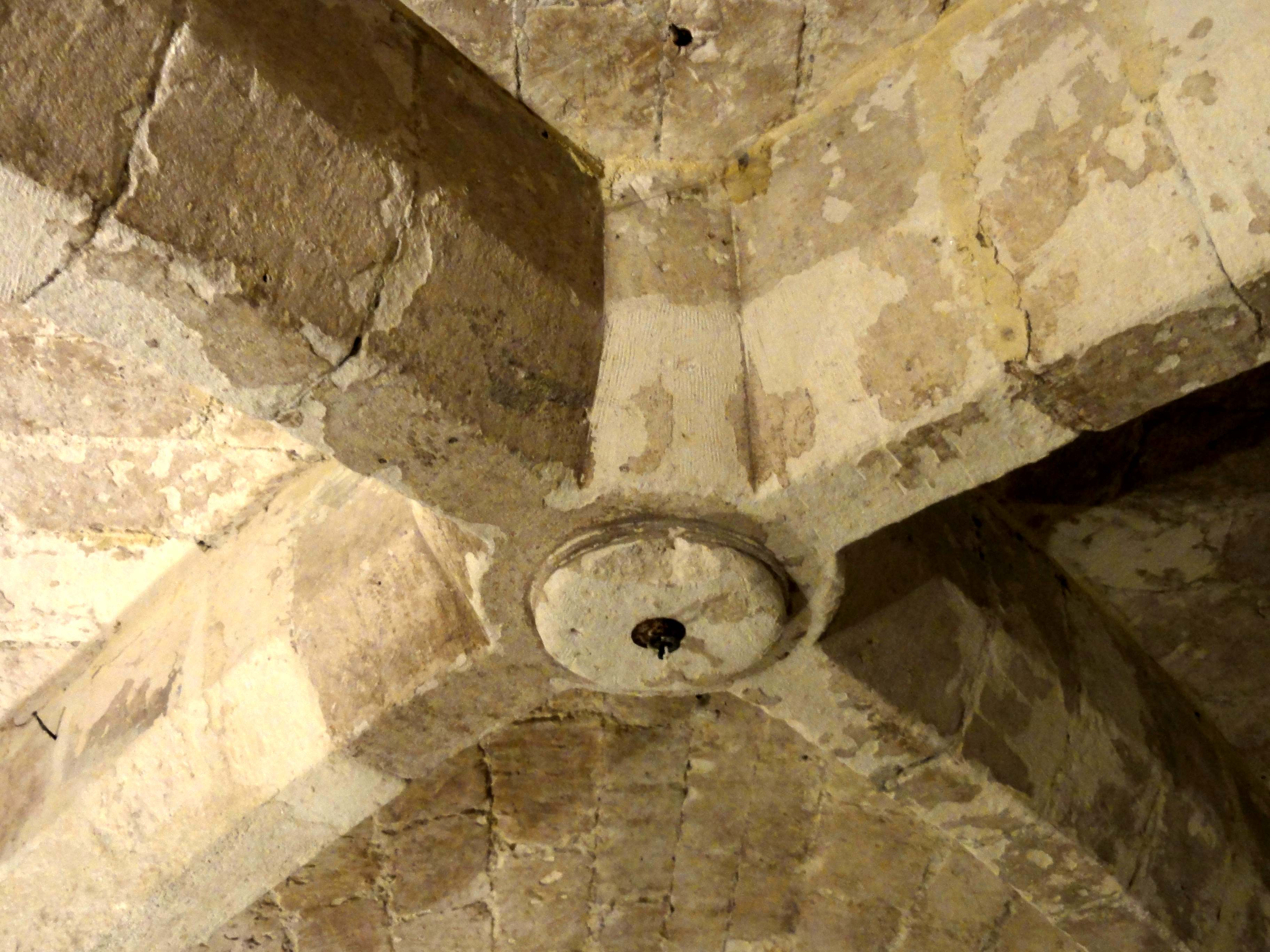
Clé de voûte.

#### Le cloître

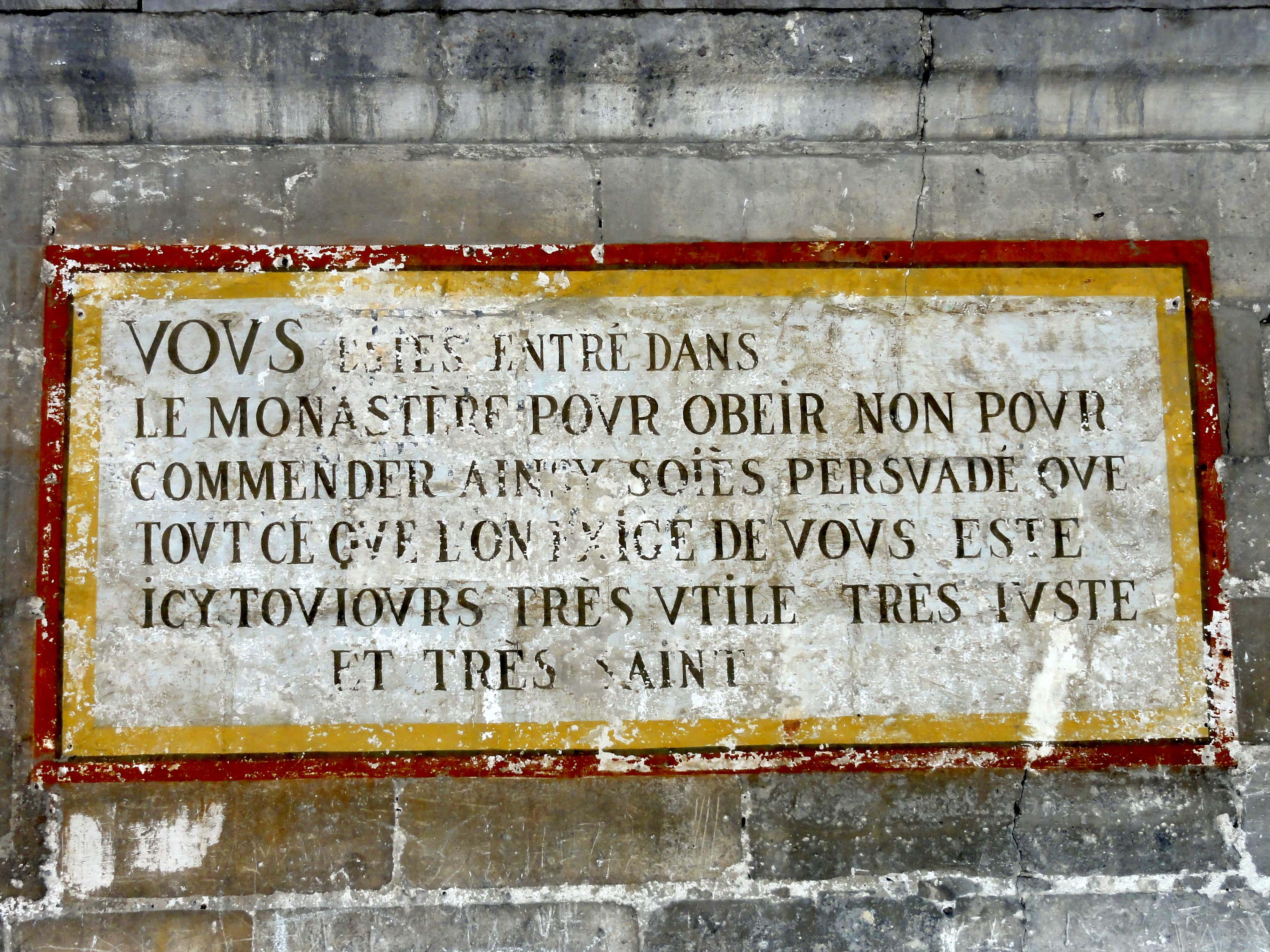
Inscription au cloître : « Vous estes entré dans le monastère pour obeir non povr commander ainsy soiès persvadé que tout ce que l'on exige de vovs este icy toviovrs très vtile très ivste et très saint ».

Le cloître se composait à l'origine de quatre galeries établies le long des bâtiments autour de la cour, quadrilatère de 46 m fermé au sud par l'abbatiale aujourd'hui disparue. Plus rien ne subsiste de ce cloître primitif. L'unique galerie du cloître que l'on peut toujours voir à l'heure actuelle n'est pas antérieure au XVIIe siècle. Ses douze arcades, en plein cintre surbaissé, sont de style Renaissance. Aux deux extrémités, s'y ajoutent des ouvertures destinées au raccordement des galeries ouest et est ; la première en plein cintre surbaissé et la seconde avec un linteau droit. La galerie est couverte par un toit en appentis sur une charpente en carène renversée. En l'absence de toute trace de voûtes d'ogives, l'on peut conclure que le cloître n'a jamais été voûté. Cette construction contrebute les façades intérieures des trois ailes du monastère, les façades extérieures s’appuient, elles, sur des contreforts.
On peut voir dans la cour le lavabo d'origine, auge renflée mesurant 2,74 m de long, ornée de quatre masques dont l'une servait de bonde. Il était probablement placé initialement sous le cloître proche de l'entrée du réfectoire. Ce lavabo est l'un des plus anciens exemplaires connus en France.
La cour à l'emplacement de l'ancien jardin du cloître est gravillonnée et n'a donc pas été reconstituée dans son état avant la suppression de l'abbaye. Les façades donnant sur la cour sont plus régulières que celles donnant sur l'extérieur. L'on notera l'absence de contreforts et la taille identique de la majorité des fenêtres de l'étage, de forme rectangulaire, renvoyant à la même période que la galerie du cloître. Le toit de l'aile nord est orné par cinq lucarnes. Celle du milieu est plus grande que les autres et porte une horloge ainsi que trois clochettes sous le gable ; les autres présentent des œils-de-bœuf. Sous l'horloge, un cadran solaire orne le trumeau entre les deux fenêtres centrales. Reste à indiquer un pignon à redents à l'extrémité est de l'aile nord, caché presque entièrement des deux côtés par les toits.

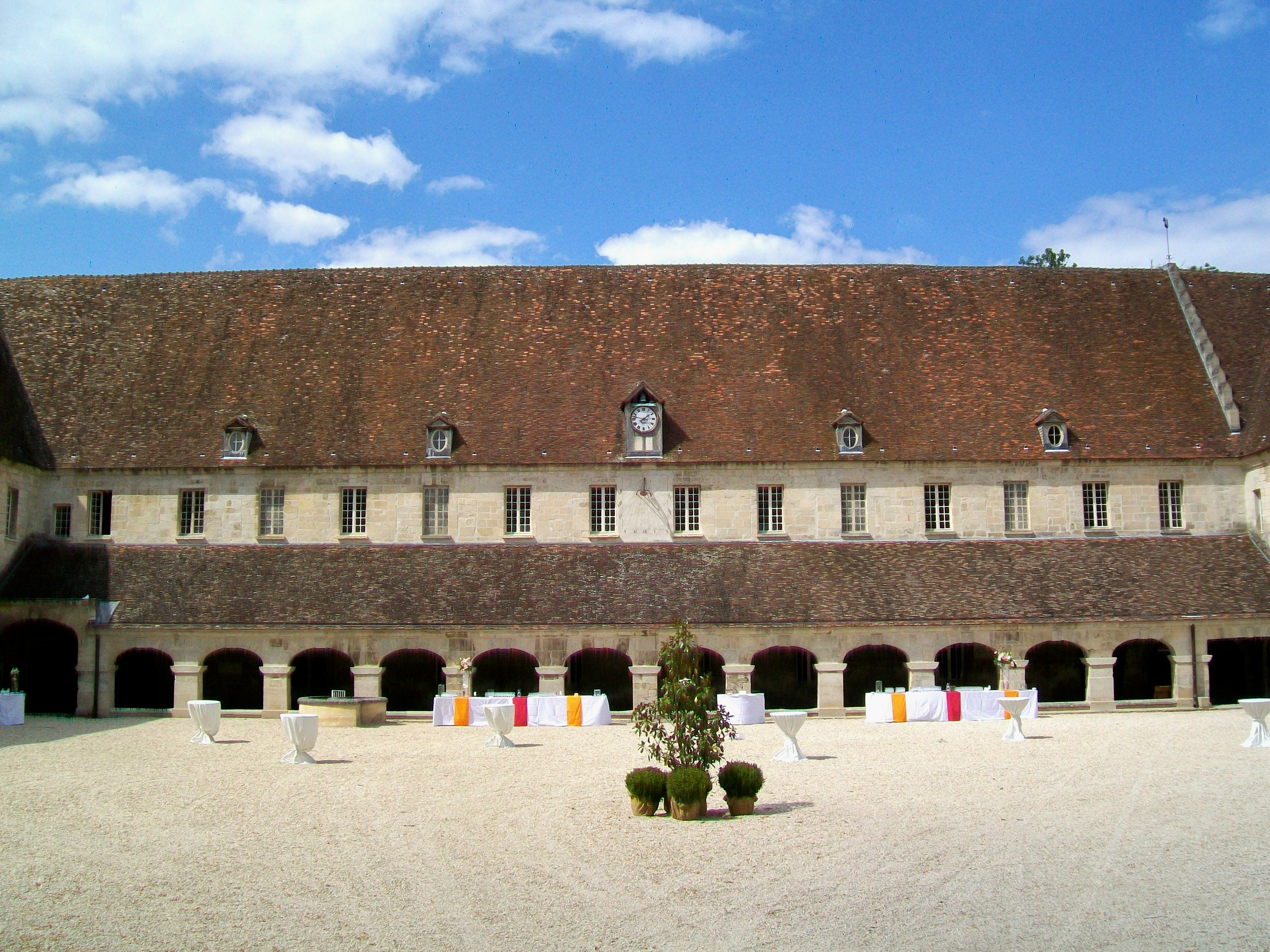
L'aile nord de l'abbaye.
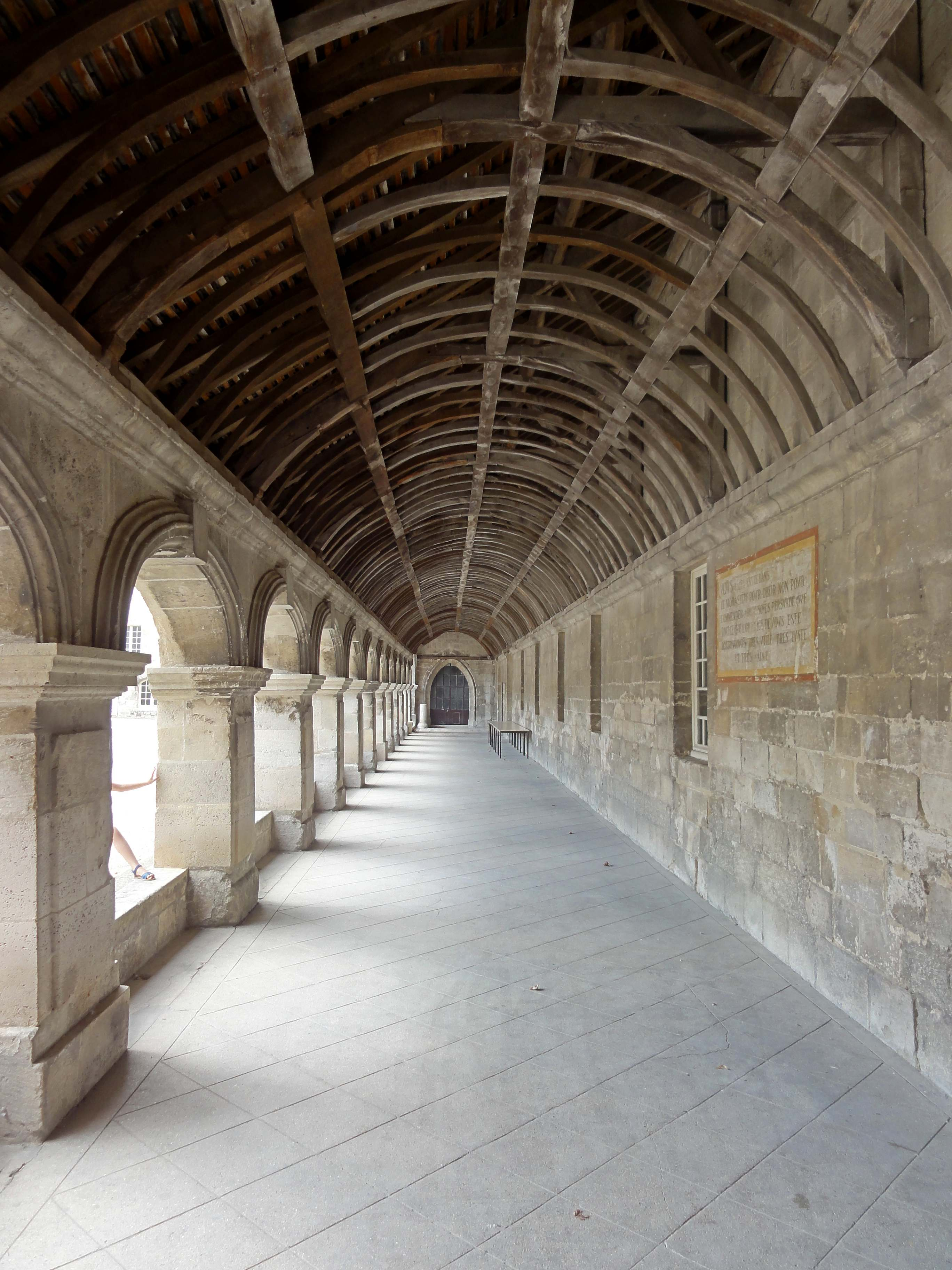
Galerie, vue vers l'ouest
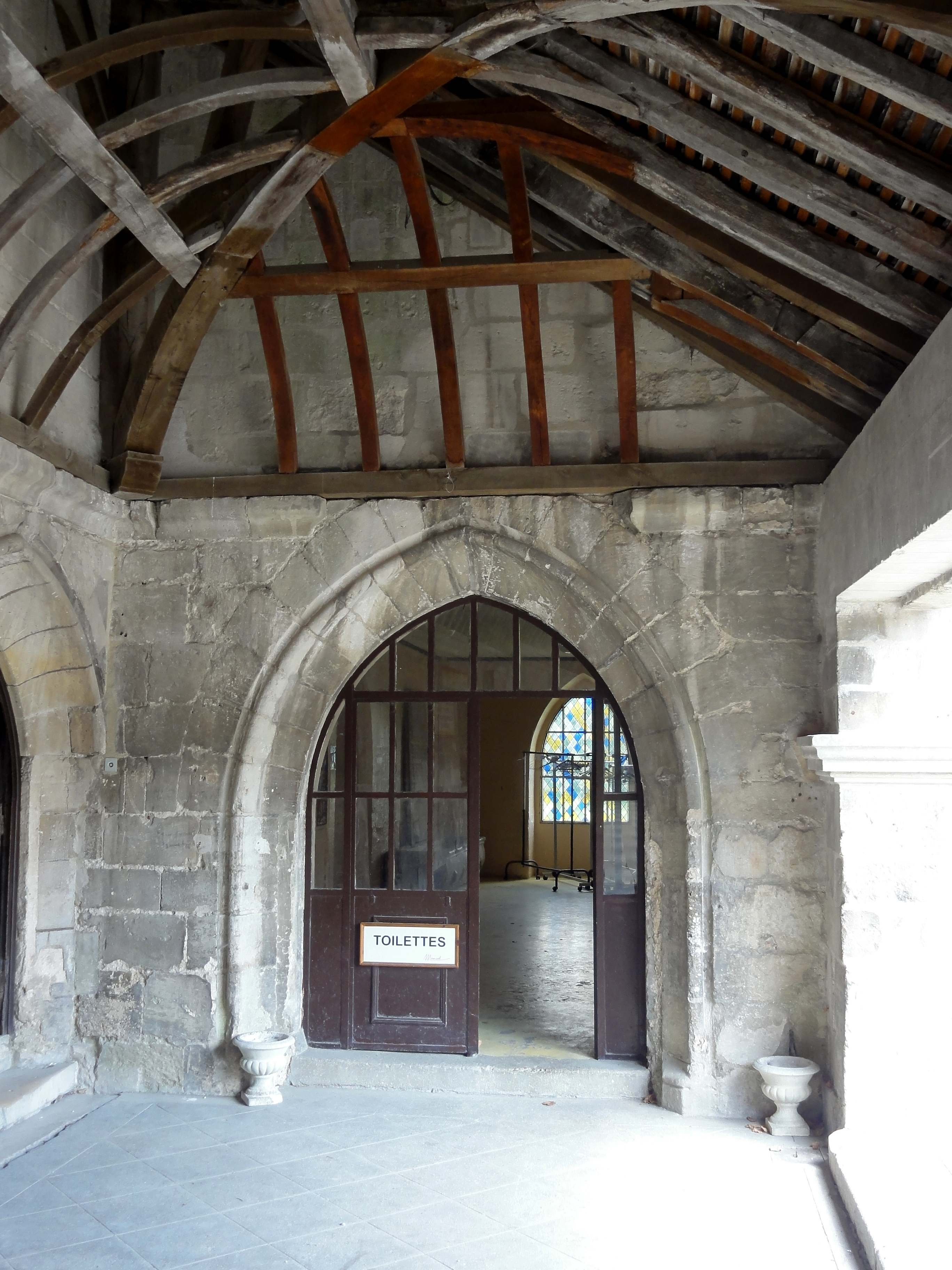
Galerie, extrémité orientale.
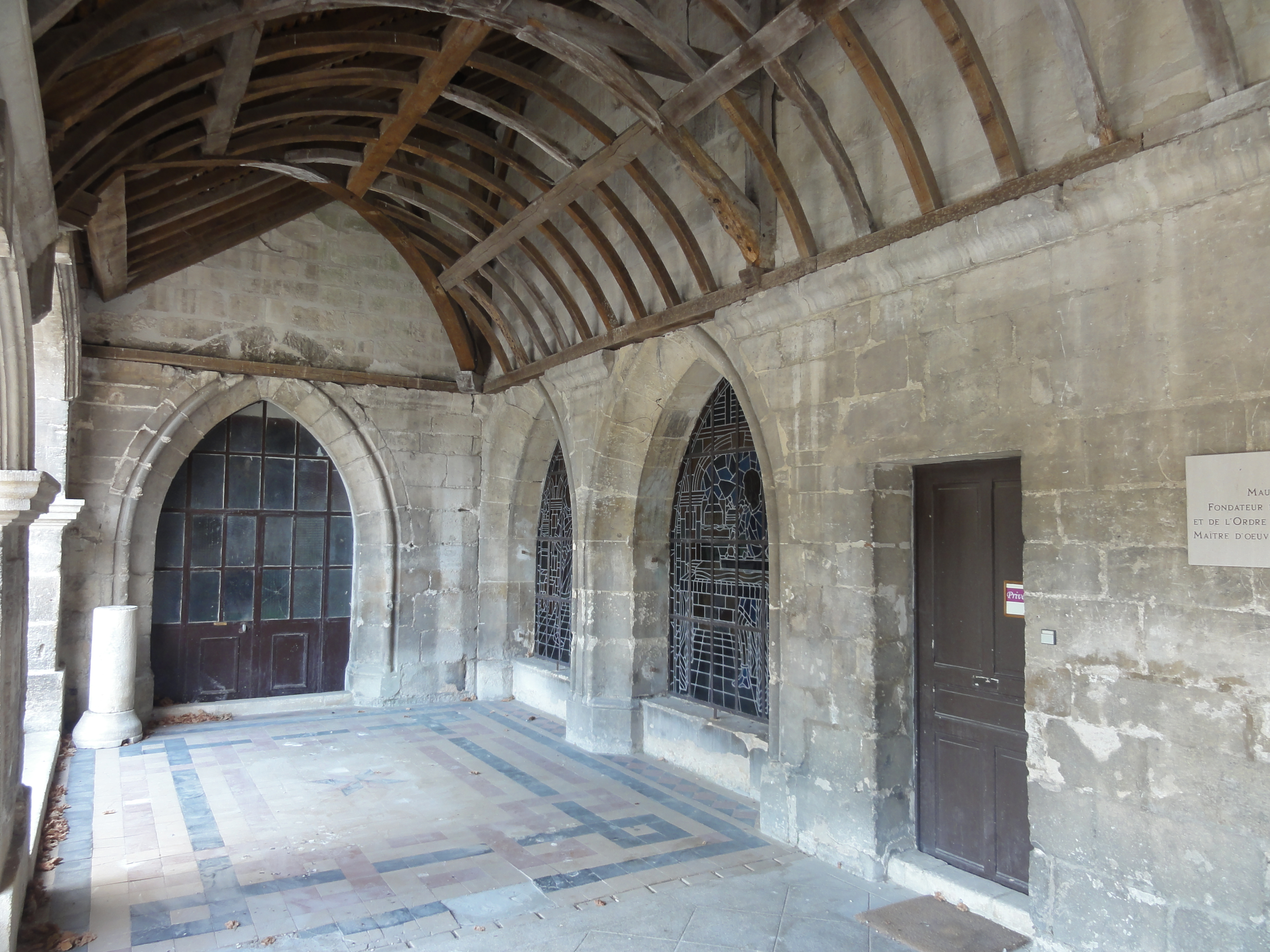
Galerie, extrémité occidentale.

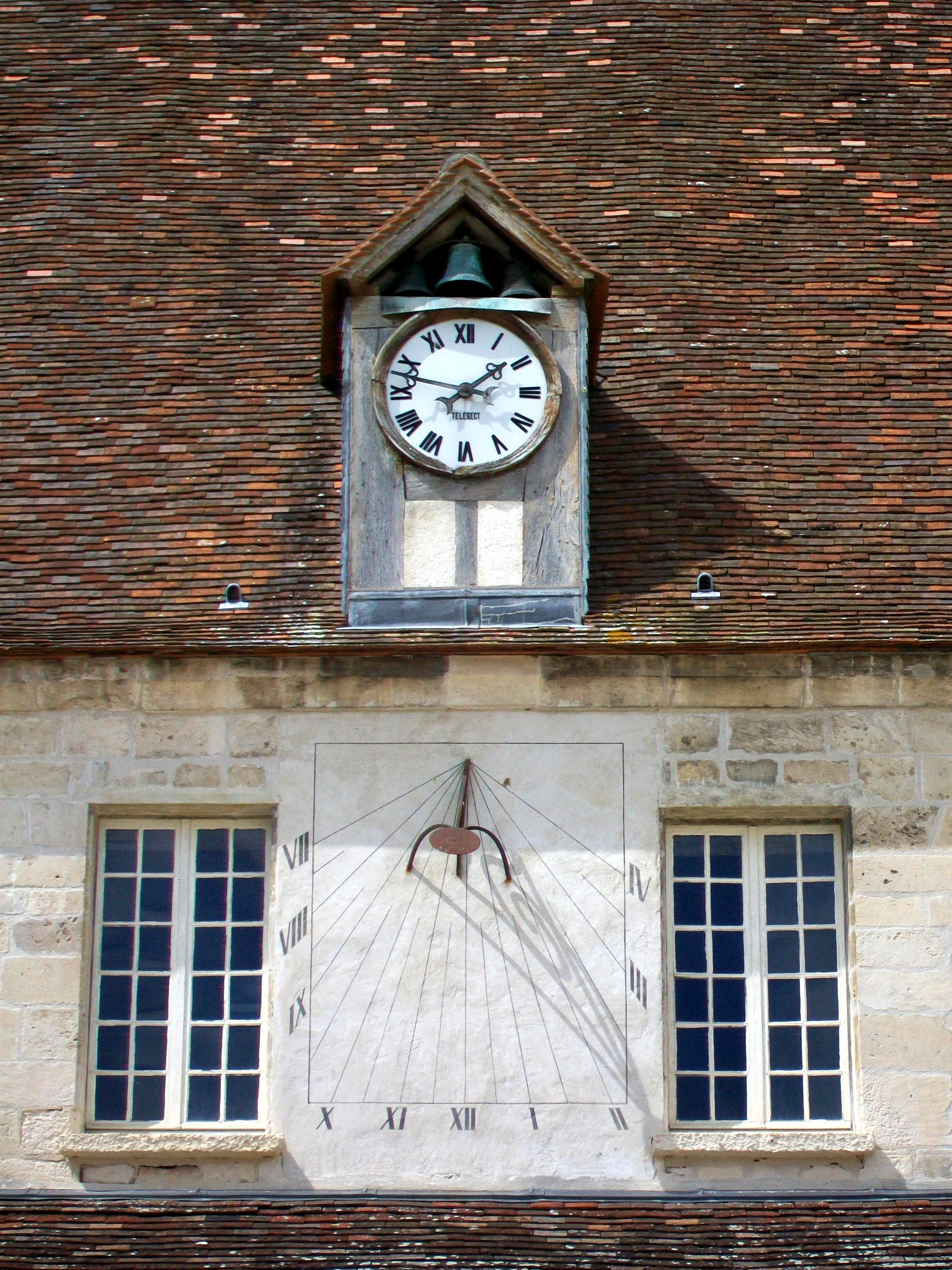
Horloge et cadran solaire.
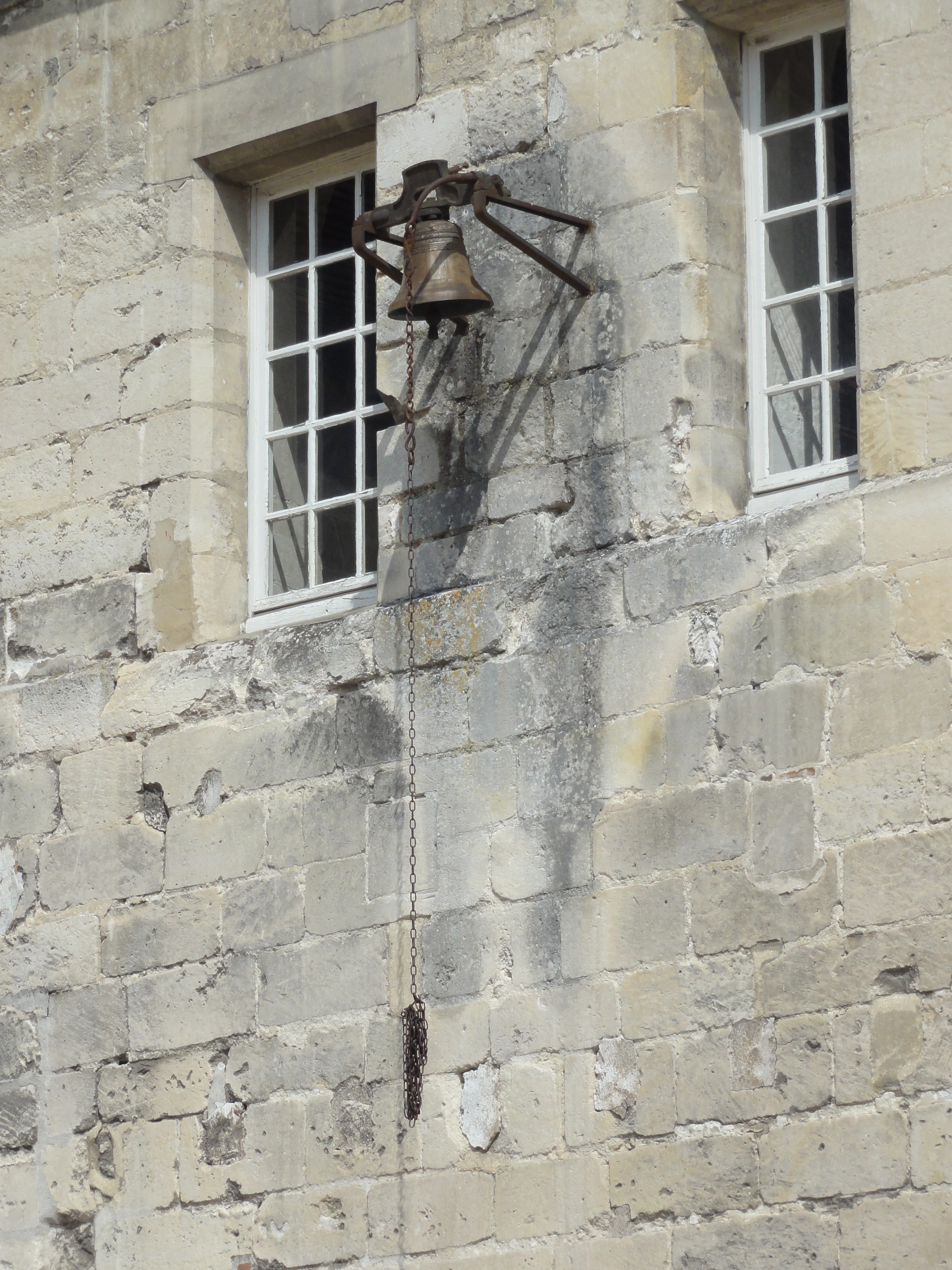
Cloche dans la cour.
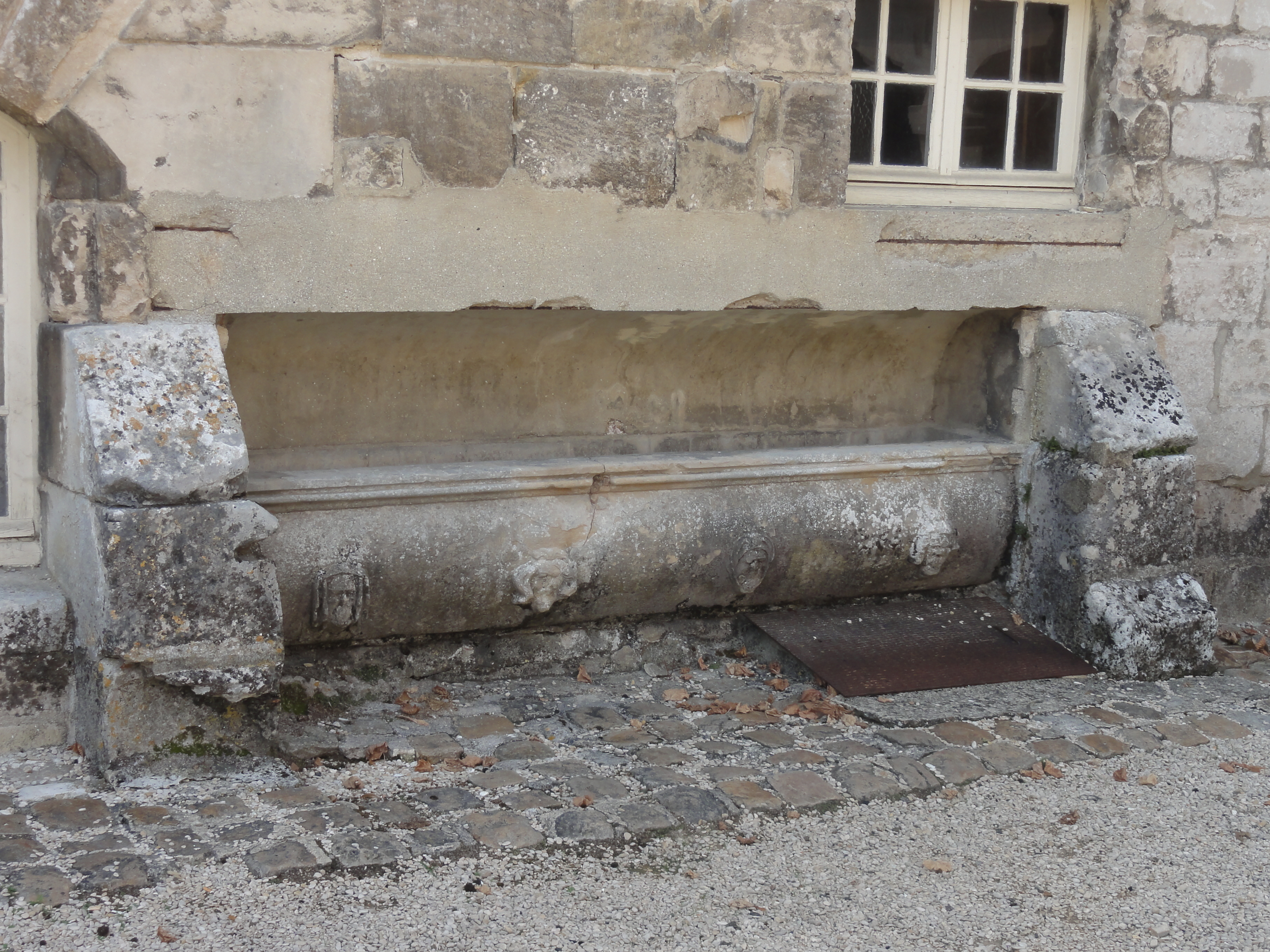
Lavabo du cloître.

#### Le chartrier et la salle capitulaire

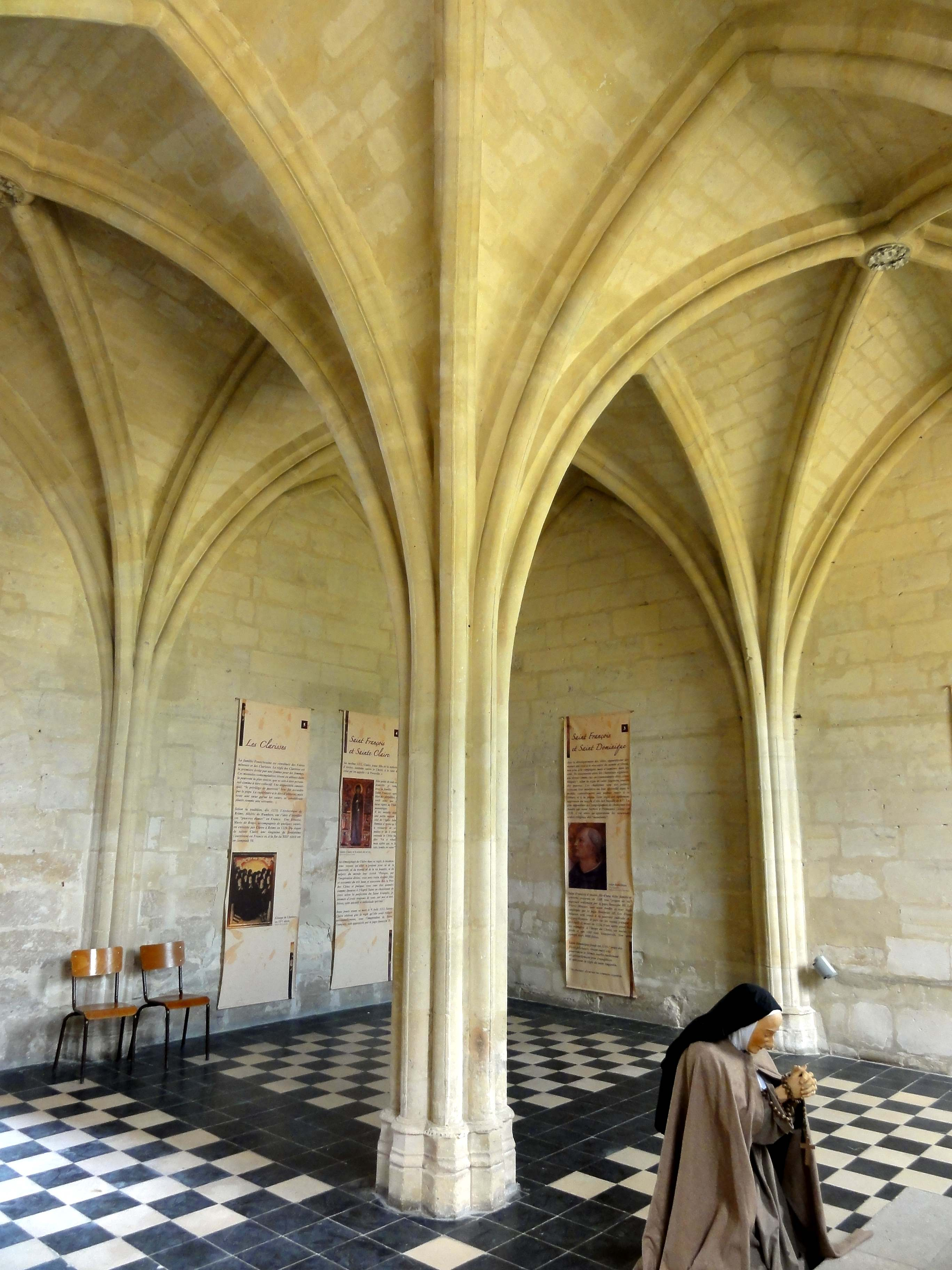
Chartrier, vue diagonale vers le nord-ouest.

L'aile orientale comportait initialement au rez-de-chaussée la sacristie, le chartrier et la salle capitulaire. Le chartrier, qui servait peut-être aussi à la conservation du trésor de l'abbaye, est l'unique salle voûtée de l'abbaye hormis les sous-sols et l'église. Elle se situe à l'extrémité sud de l'aile est, jouxtant donc le croisillon nord du transept de l'abbatiale. L'on y accède par un petit couloir depuis la cour, en franchissant d'abord une porte sous plein cintre, puis une porte sous un arc en tiers-point. Le couloir correspond à l'espace en dessous de l'escalier descendant du dortoir à l'étage vers l'église, et son plafond est en conséquence une voûte en quart de cercle.
Les quatre voûtes du chartrier se caractérisent par des nervures qui se fondent directement dans le pilier central et dans les piliers engagés dans les murs, sans interposition de chapiteaux, et descendent jusqu'au sol en devenant des fûts de colonnette. La forme des piliers résulte ainsi de l'addition des différentes nervures. Chaque fût possède sa propre base, composée d'un petit et d'un grand boudins aplatis, et reposant sur un socle octogonal, qui présente à mi-hauteur une plinthe moulurée. Les ogives et arcs-doubleaux partagent le même profil, à savoir un tore garni d'un mince filet saillant, dégagé de deux cavets de faible profondeur d'un bandeau placé en arrière-plan. Ce profil est représentatif du style rayonnant tardif, et fait son apparition dès la fin du XIIIe siècle. En revanche, le système des nervures pénétrantes est considéré comme l'un des principes fondateurs du style gothique flamboyant. Si l'on veut, on peut donc considérer le chartrier de l'abbaye du Moncel comme édifice précurseur du style flamboyant, et ceci dès la période comprise entre 1310 et 1337 (par ailleurs, plusieurs piliers du cellier reprennent la même conception, mais la mouluration y est simplement chanfreinée). L'on n'est pas encore face au style flamboyant pur, car les nervures ne sont pas prismatiques et aigües, et les piliers restent conventionnels, y compris leurs bases. La plinthe moulurée annonce néanmoins le style flamboyant. Pour revenir aux ogives, elles font le tour autour des clés de voûte, et décrivent ainsi un cercle, comme encore fréquemment jusqu'à la fin du XVe siècle. Chacune des clés est sculptée d'un visage humain entouré de feuillages, qui le dissimulent en partie. Les formerets sont constitués d'un rang de claveaux non mouluré et d'un tore, sans filet. Ces formerets ne se distinguent pas de ceux en usage au XIIIe siècle. Les deux fenêtres qui éclairent le chartrier à l'est sont entourées d'une gorge et d'un fin tore, et ont perdu leur remplage flamboyant, dont ne restent que les traces des meneaux centraux. Ils soutenaient vraisemblablement des arcs trilobés et un trilobe, dont les contours sont dessinés aujourd'hui sur les vitraux que le Club du Vieux Manoir a posés.
La vaste salle capitulaire possède plusieurs fenêtres du même type, dont quatre à l'est, et deux de part et d'autre de la porte d'entrée vers l'ouest. Sous leurs arcs, trois parmi les fenêtres orientales conservent les vestiges de leur remplage. Avec un console représentant un personnage trapu, ce sont aujourd'hui les dernières réminiscences de l'architecture d'origine de cette salle. Elle est défigurée par un plafond en béton armé posé en 1925, et un sol également en béton. Au nord de l'ancienne salle capitulaire, suivent les sanitaires, et puis une salle carrée à l'angle nord-est de l'abbaye, qui accueille actuellement le petit musée archéologique du site. Bien que non voûtée, une colonne centrale y soutient une poutre du plafond.

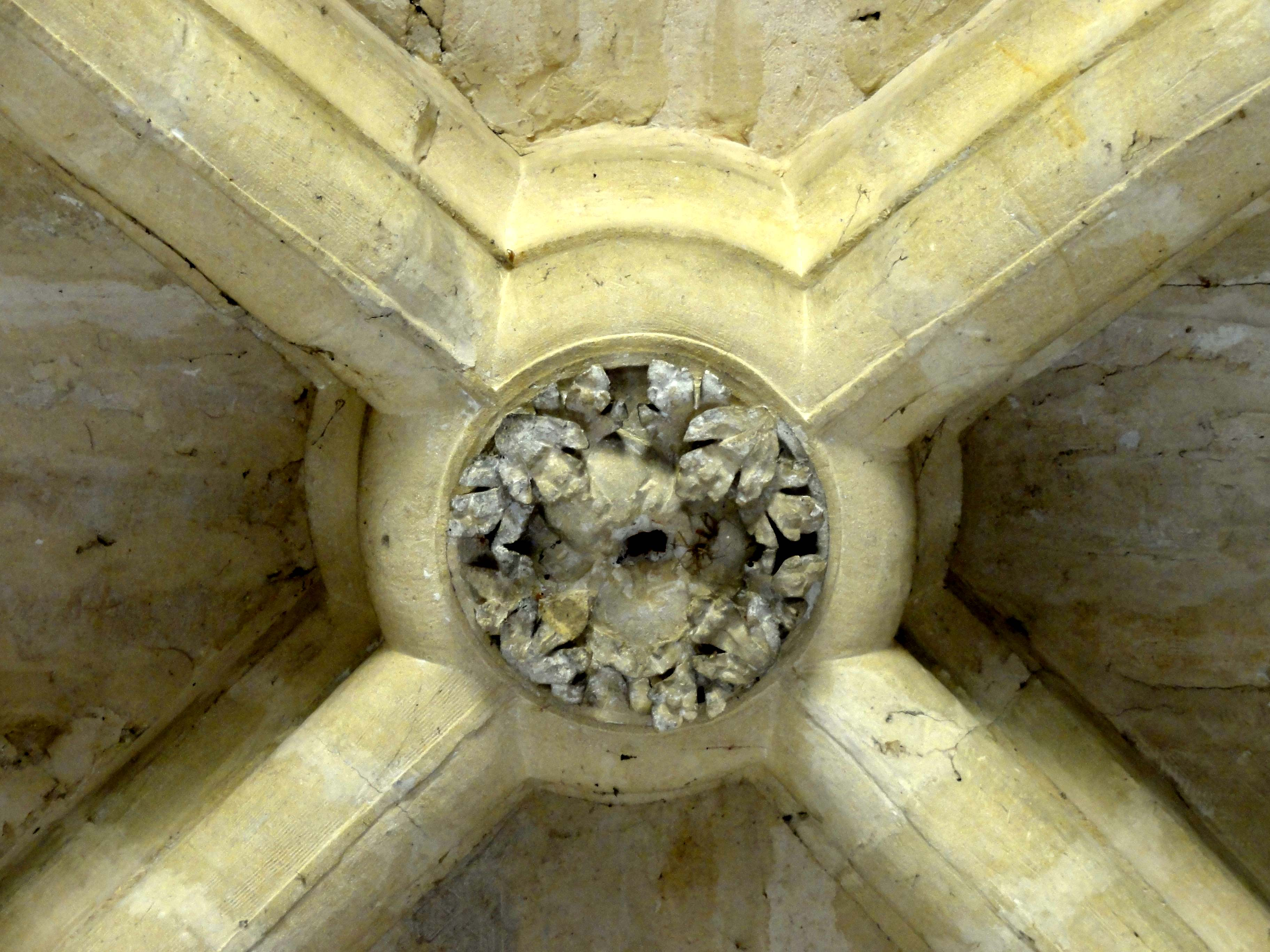
Chartrier, clé de voûte.
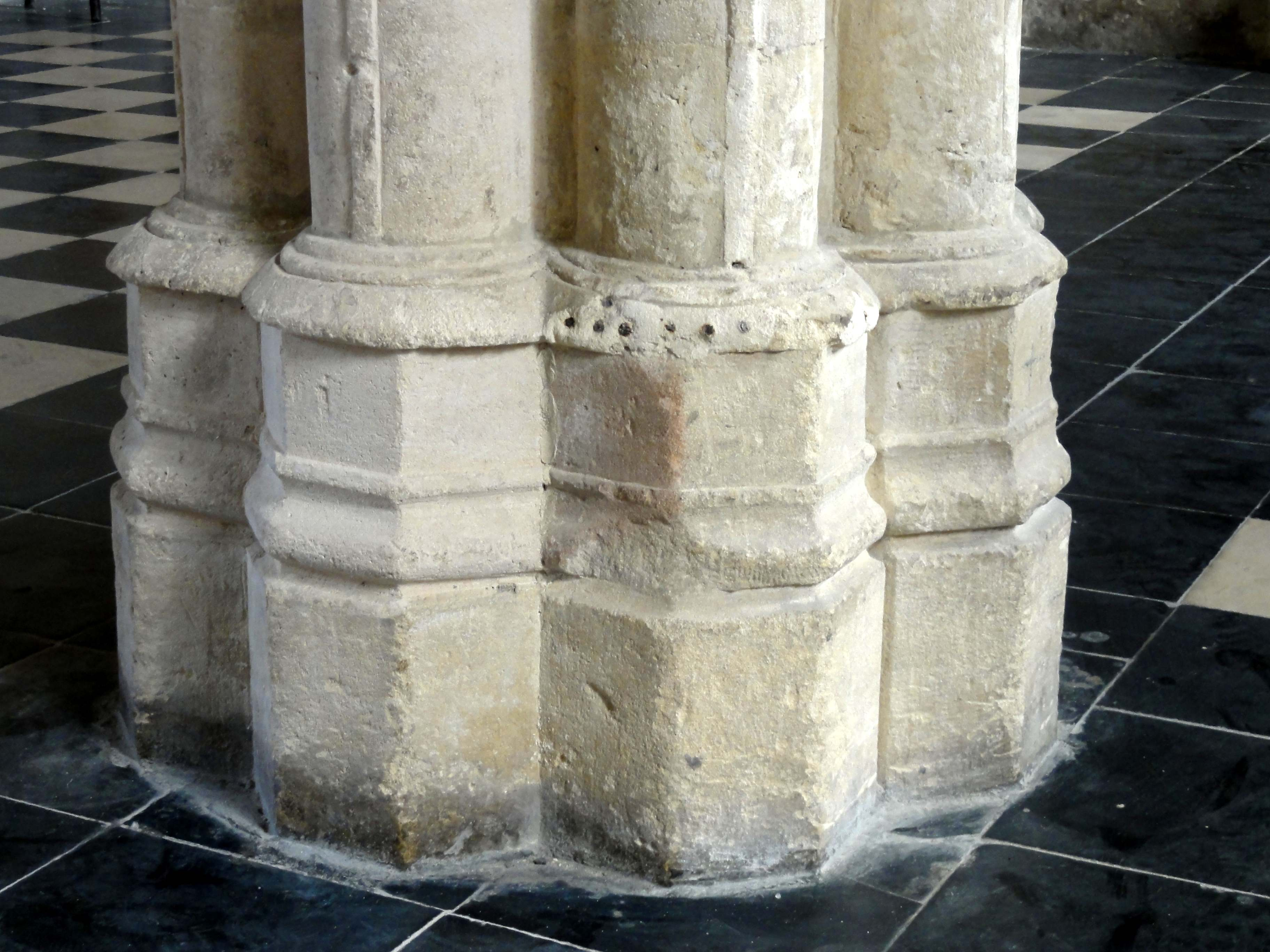
Chartrier, bases du pilier central.
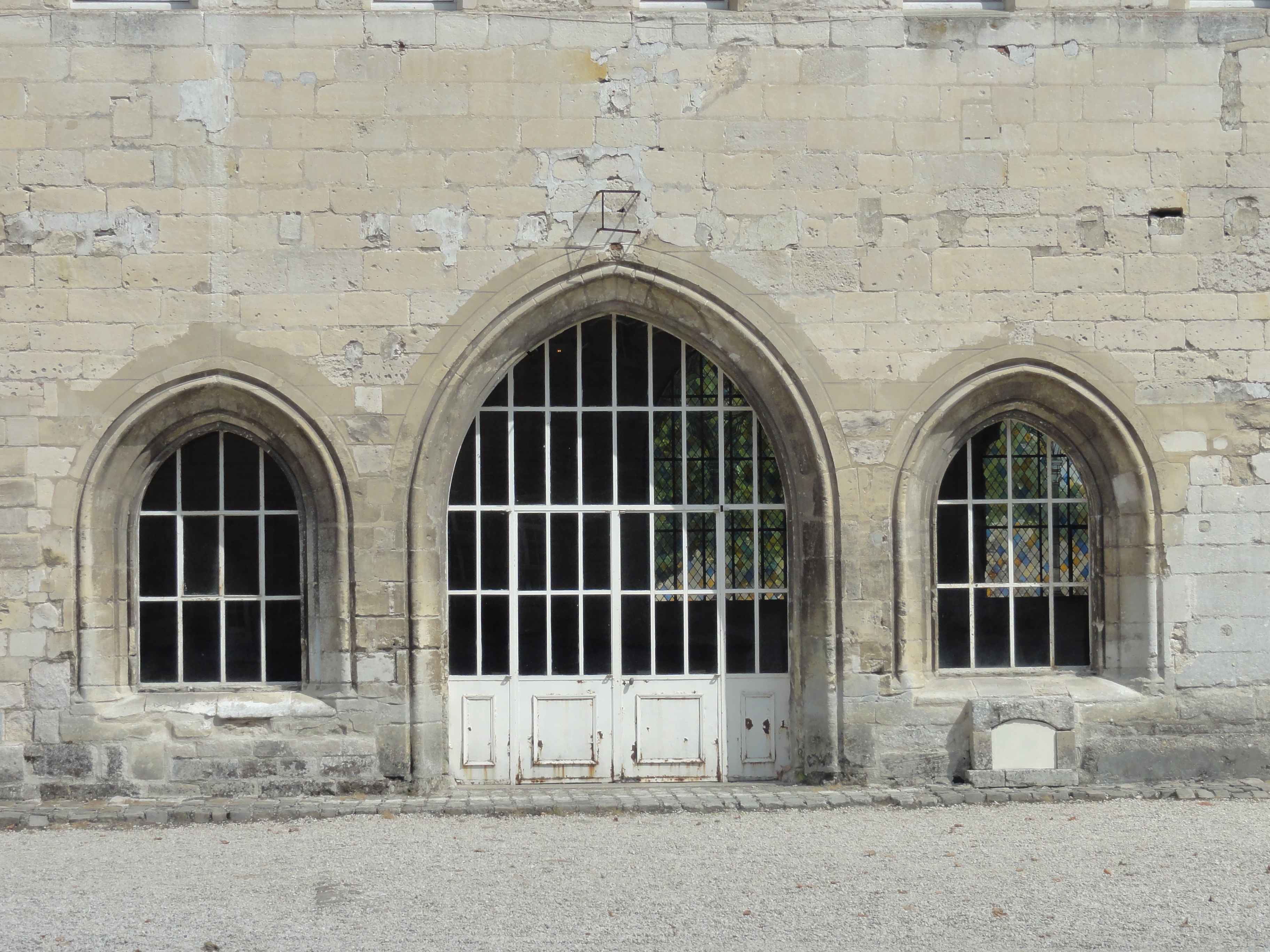
Entrée de la salle capitulaire.
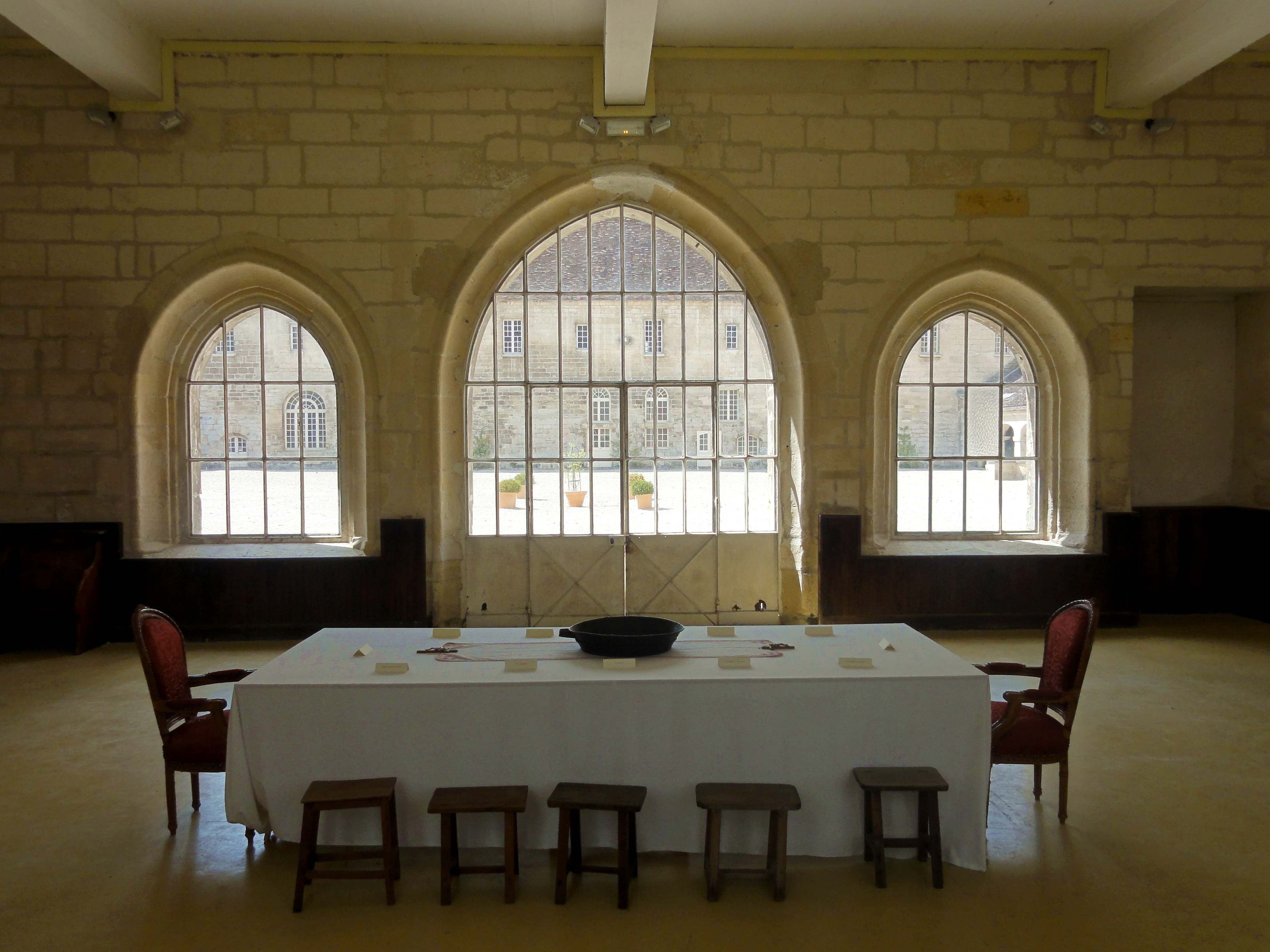
Salle capitulaire, vue vers l'ouest.
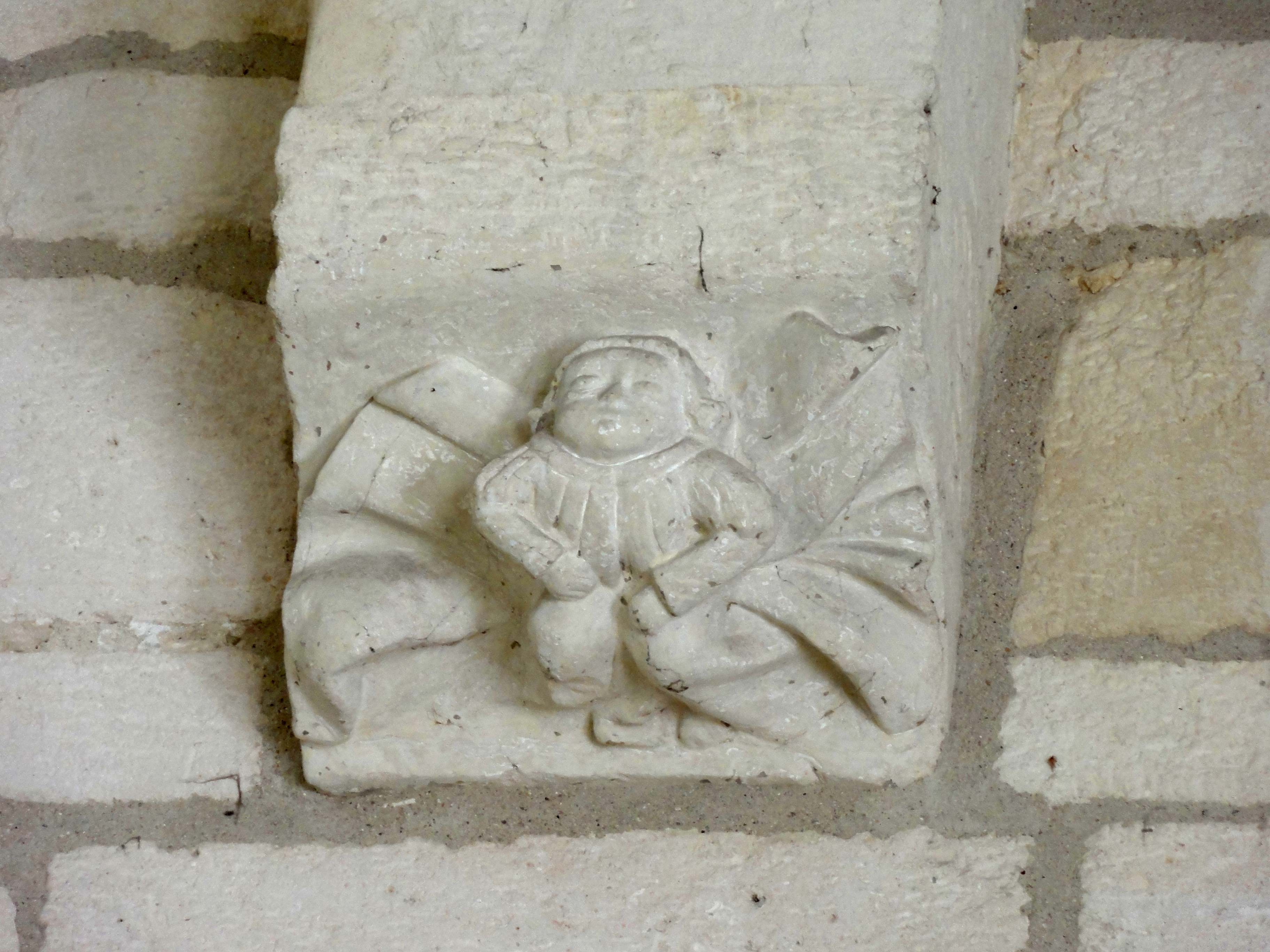
Salle capitulaire, console.
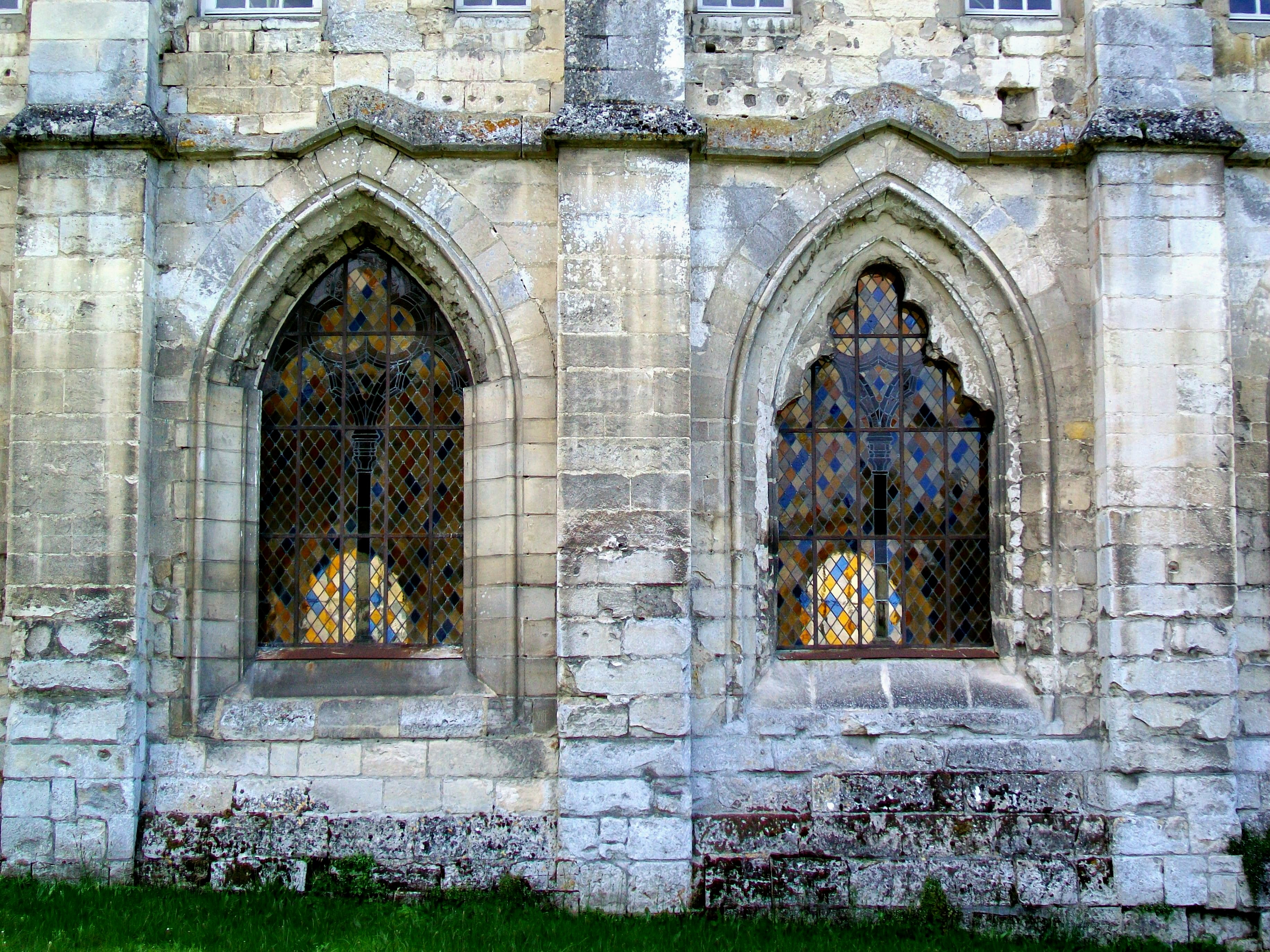
Deux fenêtres, côté est.

#### Le réfectoire

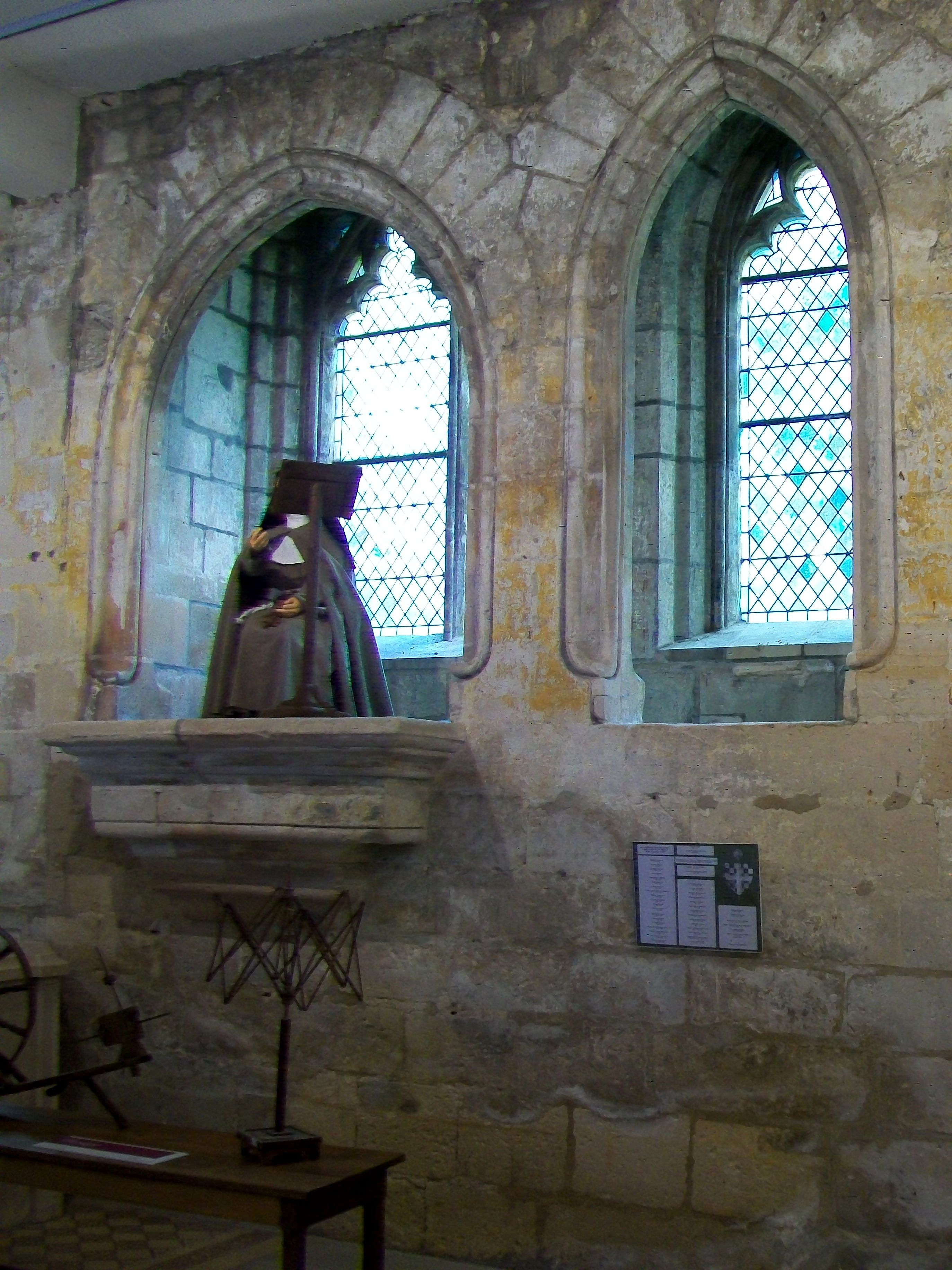
La chaire, dans l'épaisseur du mur nord.

Le réfectoire est la plus grande salle du rez-de-chaussée et occupe la totalité de l'aile nord, exception faite des extrémités dans le prolongement des ailes est et ouest. Elle a été utilisée comme chapelle pendant l'existence du collège Saint-Joseph. L'entrée avec une porte en tiers-point se situe à l'est de la galerie du cloître, à côté des portes vers les escaliers desservant le dortoir et les sous-sols. Le plafond initial en bois avait été soutenu par cinq colonnes à chapiteaux tailloirs hexagones, reposant sur des socles à six et à huit pans. Les fenêtres en tiers-point avaient été bouchées après la suppression de l'abbaye ; elles viennent d'être dégagées et restaurées par le Club du Vieux Manoir. Les fresques murales sur les trumeaux, recouvertes par une couche de peinture blanche au cours du XVIIIe siècle, ont été redécouvertes par hasard. Leur restauration est déjà presque achevée en 2011, et elles sont parmi les principaux attraits de l'ancienne abbaye. La superposition de motifs différents issus de deux différentes époques de création pose problème ; l'on distingue une série de motifs ornementaux autour de sujets héraldiques et des épisodes de la vie des saints. 

Le réfectoire conserve également sa chaire de lecture au nord, qui a perdu ses balustrades mais conserve sa plate-forme saillante finement moulurée. L'escalier est ménagé dans l'épaisseur du mur. Deux baies éclaircissent la chaire, une large et une plus étroite derrière l'escalier. La première est toujours divisée par un meneau central soutenant deux petits arcs à sept lobes, tandis que le remplage de la seconde a disparu,.
Le Club du Vieux Manoir a restitué plusieurs scènes de la vie quotidienne des Clarisses au sein du réfectoire, dont une religieuse dans sa cellule, délimitée par des rideaux et modestement meublée ; deux personnes s'entretenant au parloir, séparées par un paravent semi-opaque ; et plusieurs religieuses prenant leurs repas. Les bancs étaient installés le long des murs, avec les tables en face, mais sans autres bancs en vis-à-vis : les Clarisses étaient censées garder le silence et un certain isolement pendant les repas. Même si ces installations muséographiques évoquent bien la vie monastique, l'ambiance authentique du réfectoire est perdue une fois pour toutes avec le plafond en béton armé hautement visible.

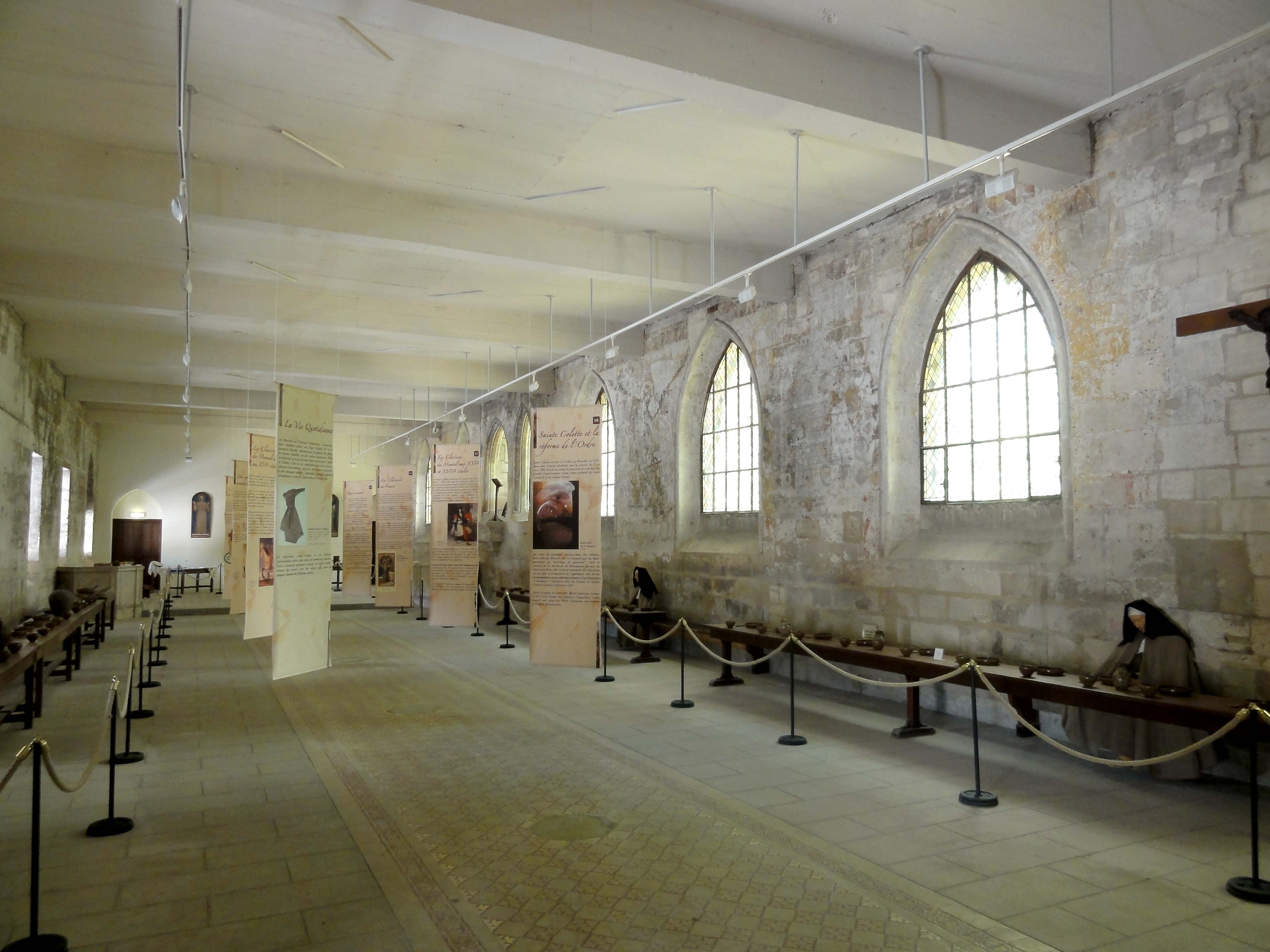
Vue vers l'ouest.
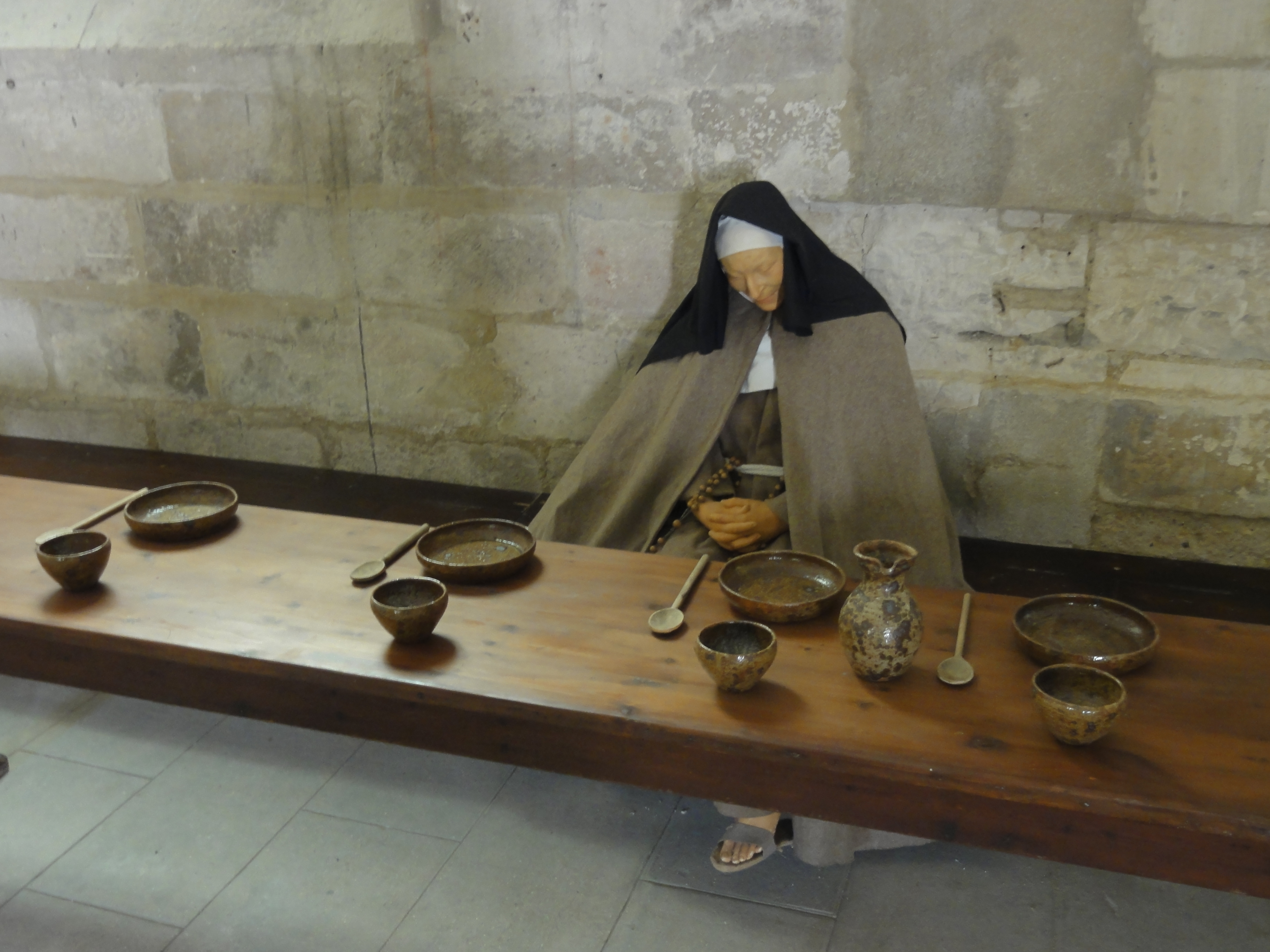
Religieuse attablée.
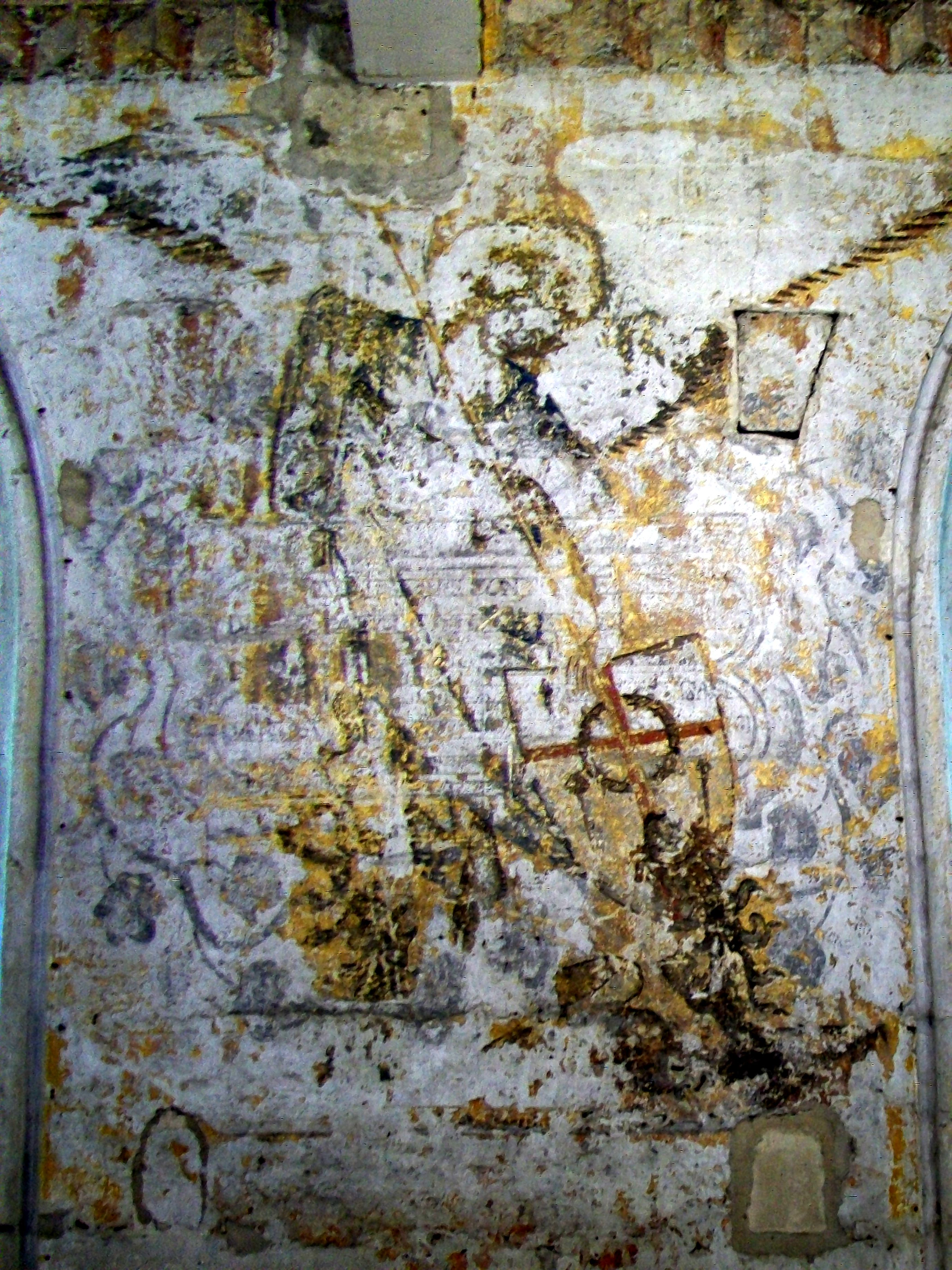
Peinture murale - saint Michel ?
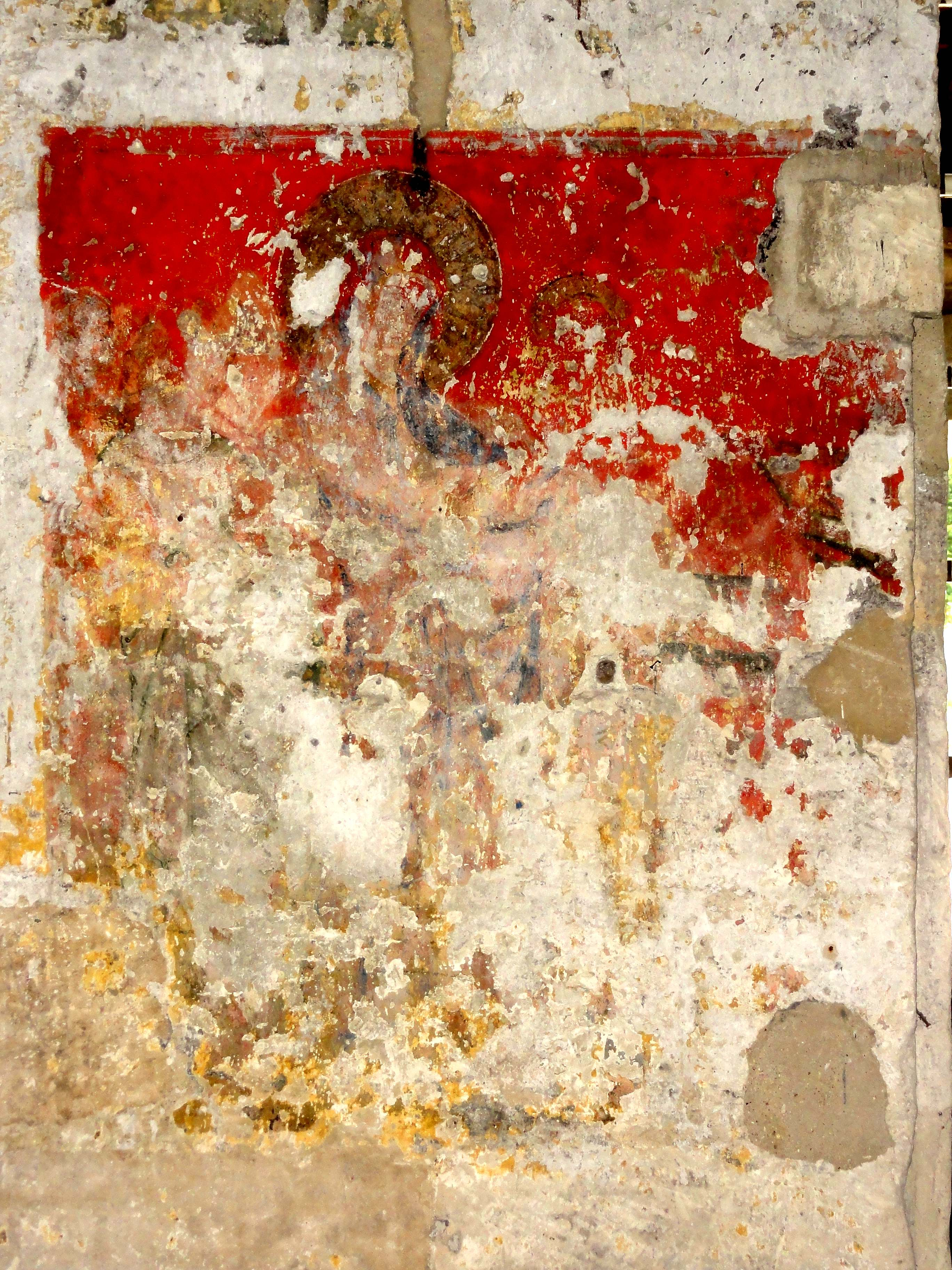
Peinture murale - Vierge à l'Enfant.
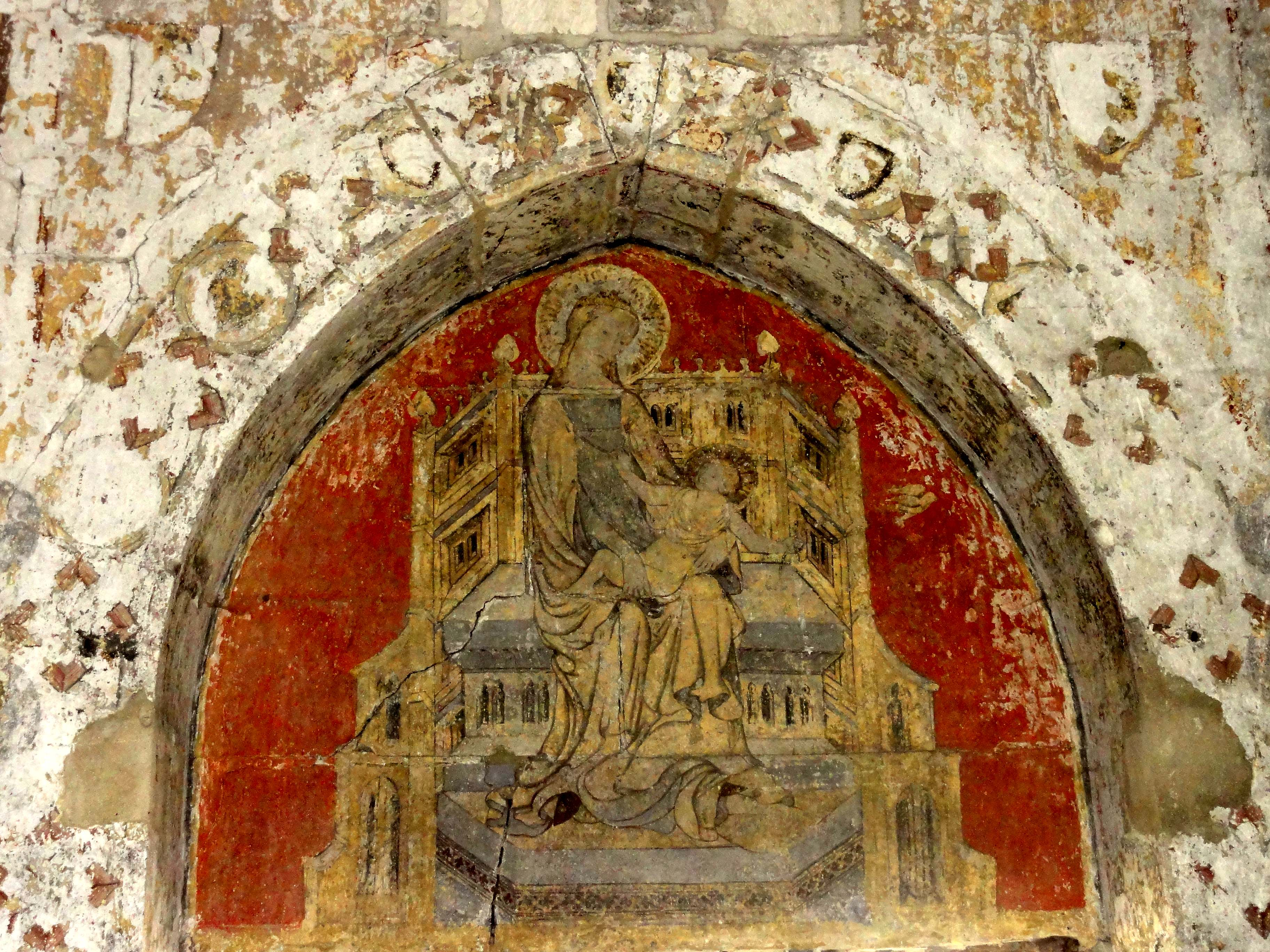
Peinture murale - Vierge à l'Enfant.
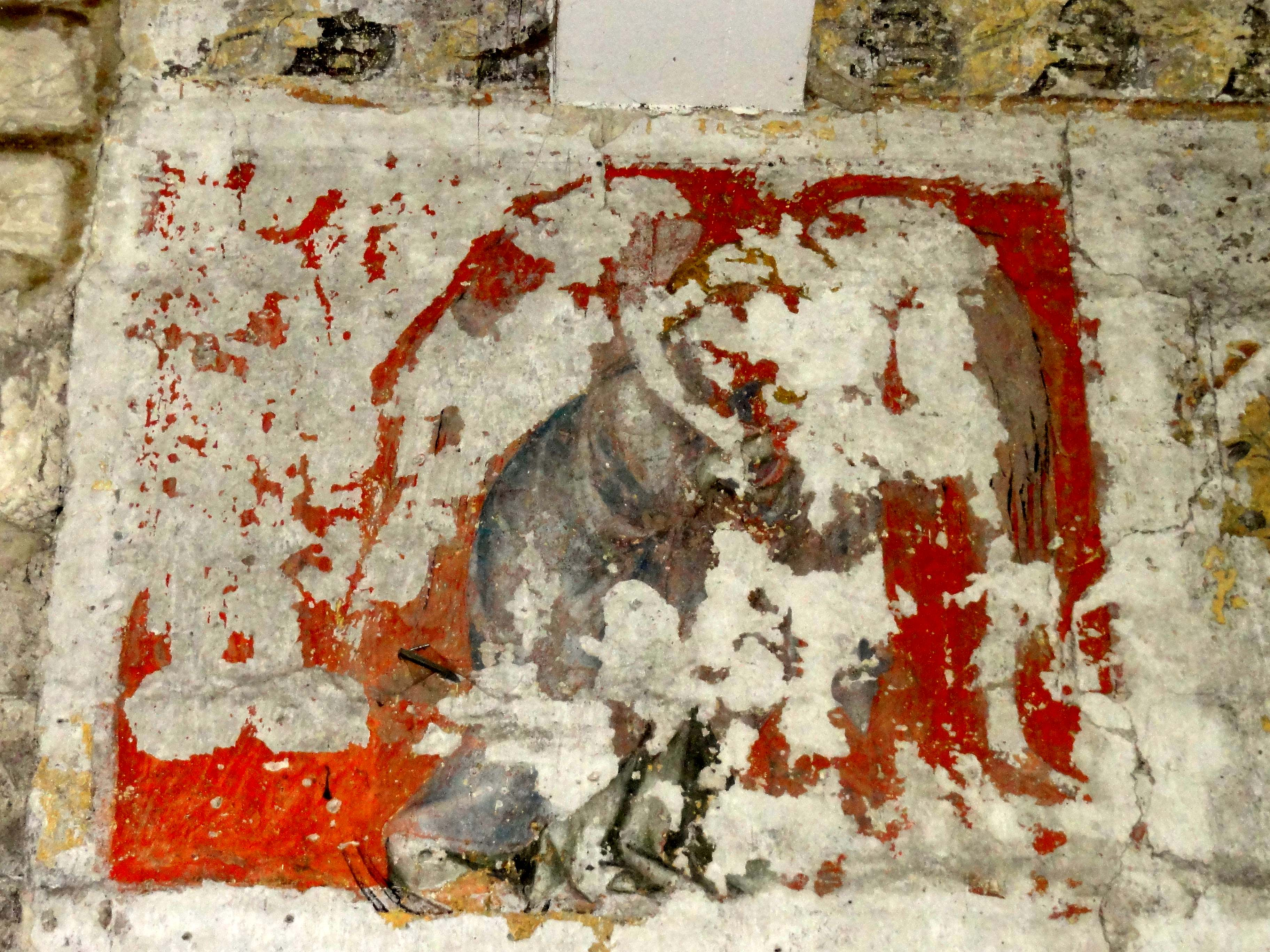
Peinture murale - ange.

#### Les dortoirs

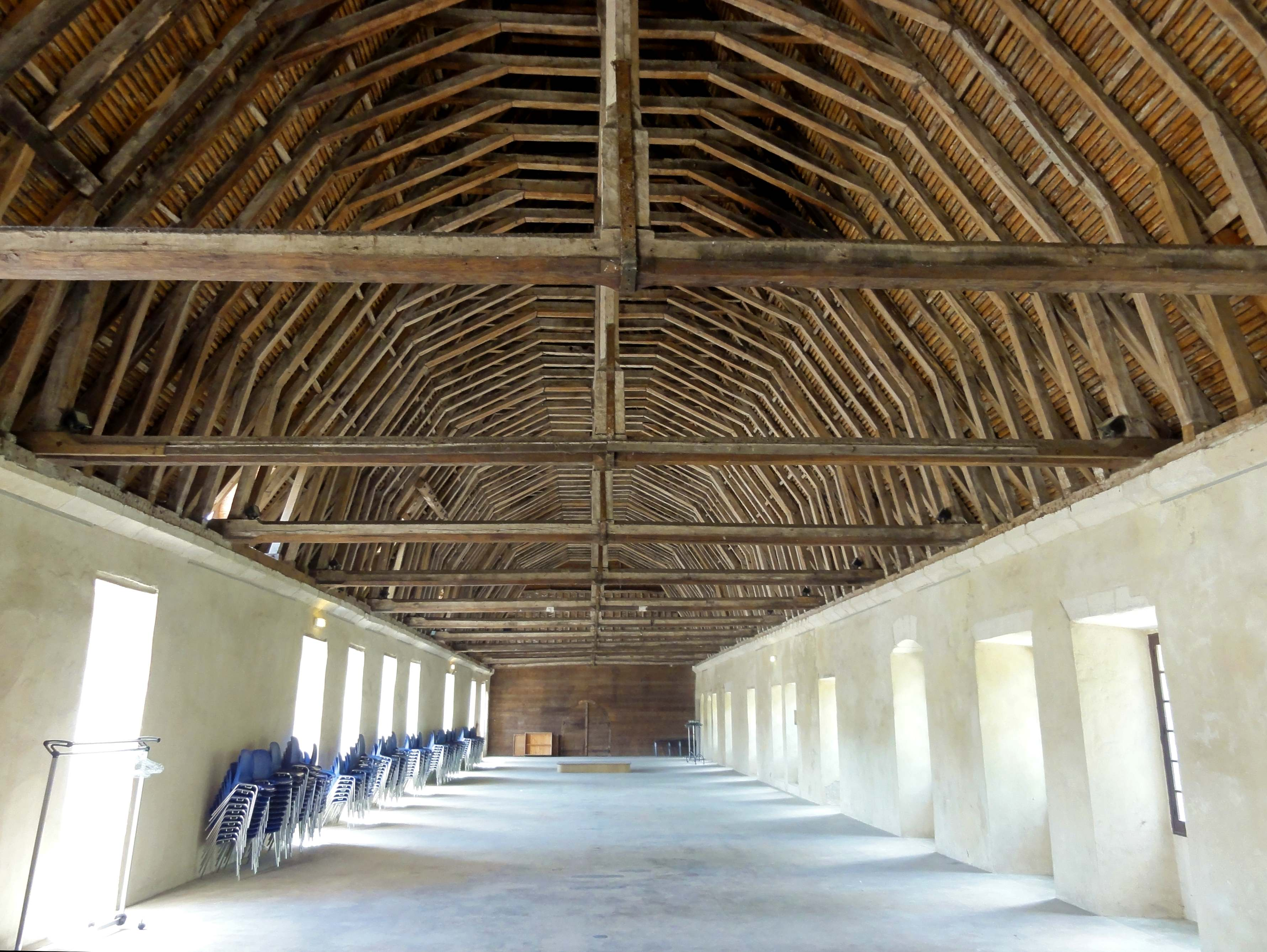
Dortoir des converses, à l'étage de l'aile nord.

Les deux dortoirs occupent l'étage des ailes nord et est. L'on suppose que celui de l'aile orientale, attenante au croisillon nord du transept de l'abbatiale, était celui des religieuses profès, et celui de l'aile septentrionale, celui des converses, n'étant pas obligées de participer à la totalité des offices. Les dortoirs n'étaient pas divisés en cellules par des cloisons, mais des rideaux séparaient les espaces attribués à chacune des religieuses. Aujourd'hui, les deux immenses salles sont vides de tout mobilier ; elles sont louées par le Club du Vieux Manoir pour des réceptions et des mariages. 

Le dortoir des religieuses a été équipé d'un faux grenier cachant la charpente et n'offre que peu d'intérêt pour le visiteur, bien que la charpente d'origine terminée vers 1337 soit toujours en place. Ses treize fermes maîtresses mesurent 11 m de large et 8,9 m de haut. Cette charpente n'a subi que d'infimes remaniements depuis les presque sept siècles s'étant écoulés depuis sa construction. Tel est aussi le cas des charpentes du dortoir des converses et de la salle à l'étage de l'aile occidentale, fermée au public. 

Ces charpentes en carène renversée, réalisées en bois de chêne de la forêt d'Halatte, constituent le principal attrait de l'ancienne abbaye du Moncel, et sont considérées comme uniques en Europe, pour leurs dimensions et leur excellent état de conservation. En effet, très peu de pièces ont été changées jusqu'à ce jour, et le bois n'est absolument pas sujet à la vermoulure. Ce fait s'explique par le choix de bois bien droit et bien sec, à mailles serrées, mais aussi par le travail du bois effectué exclusivement à la hache et non à la scie, et par l'enlèvement de l'aubier (la partie du tronc juste sous l'écorce). Le bois obtient ainsi une telle fermeté qu'aucun insecte n'y saurait pondre ses œufs, assurant ainsi la longévité des poutres. Par ailleurs, l'on n'a pas trouvé trace de trous de clous, ce qui démontre que les bardeaux en chêne qui auraient formé une voûte en berceau en sept pans au-dessus du dortoir n'ont jamais été posés. Il n'y avait pas non plus de grenier, la vue ayant toujours été ouverte sur la charpente depuis le dortoir.

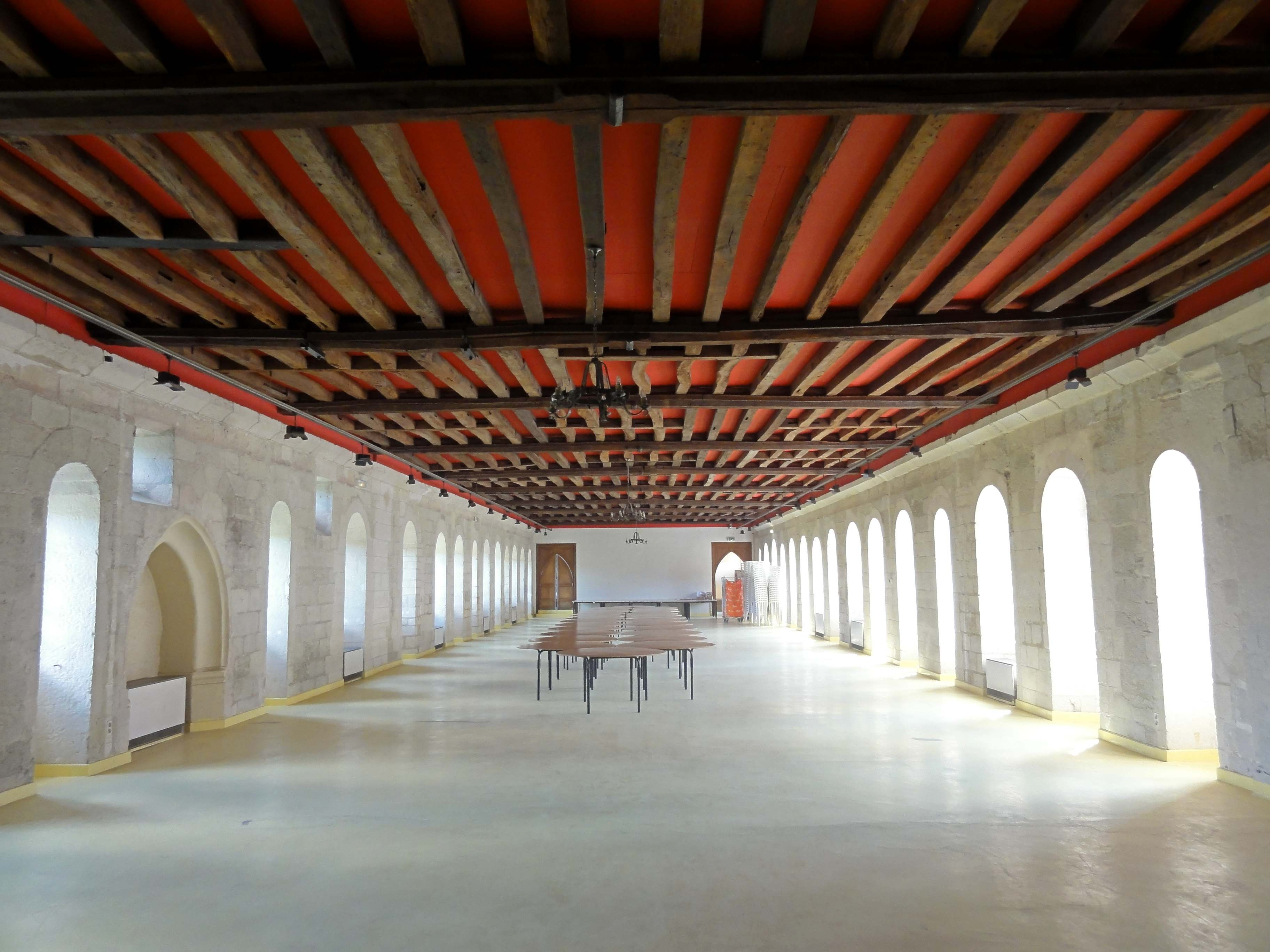
Dortoir des religieuses, vue vers le sud.
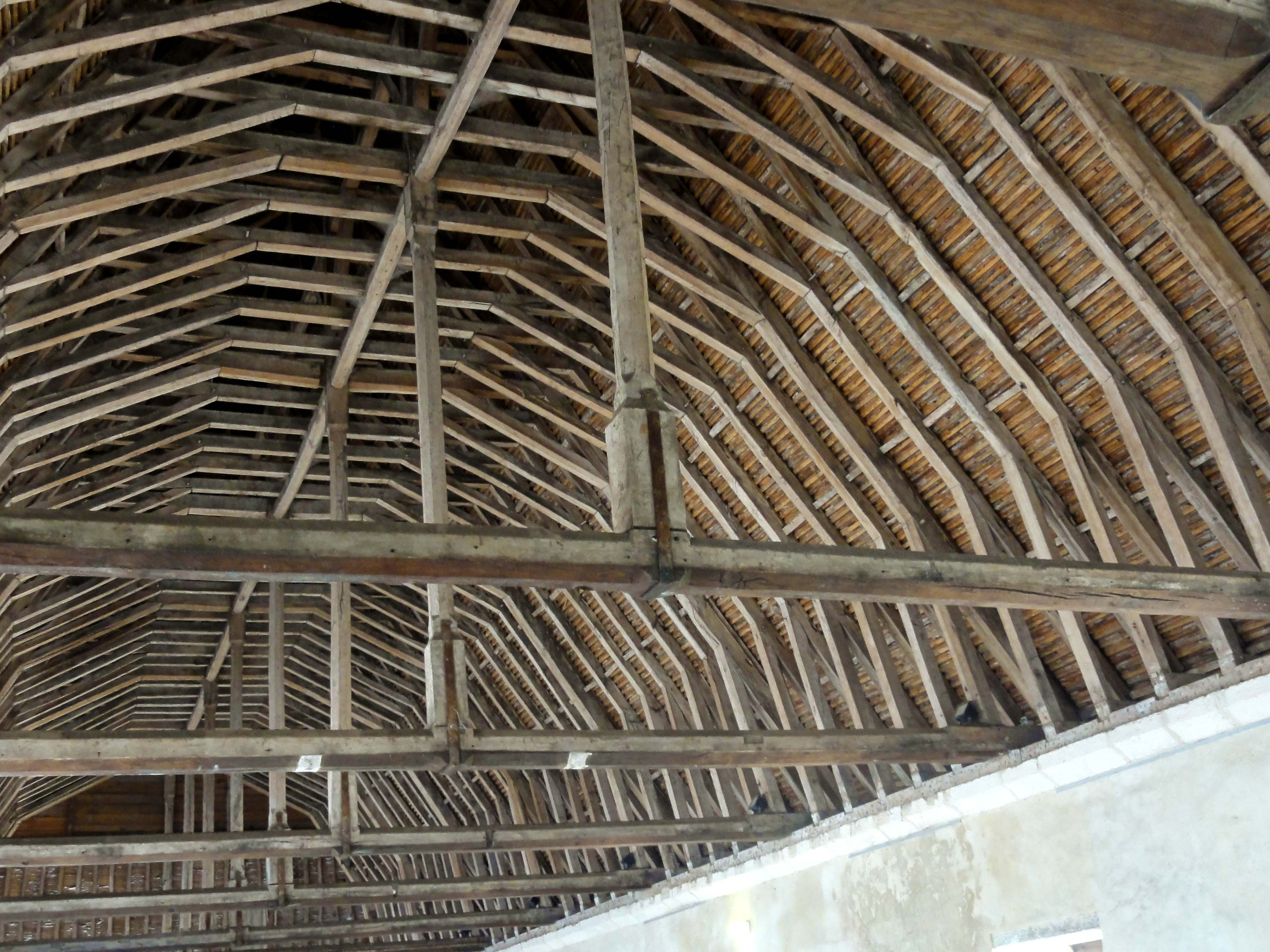
Dortoir des converses, charpente.
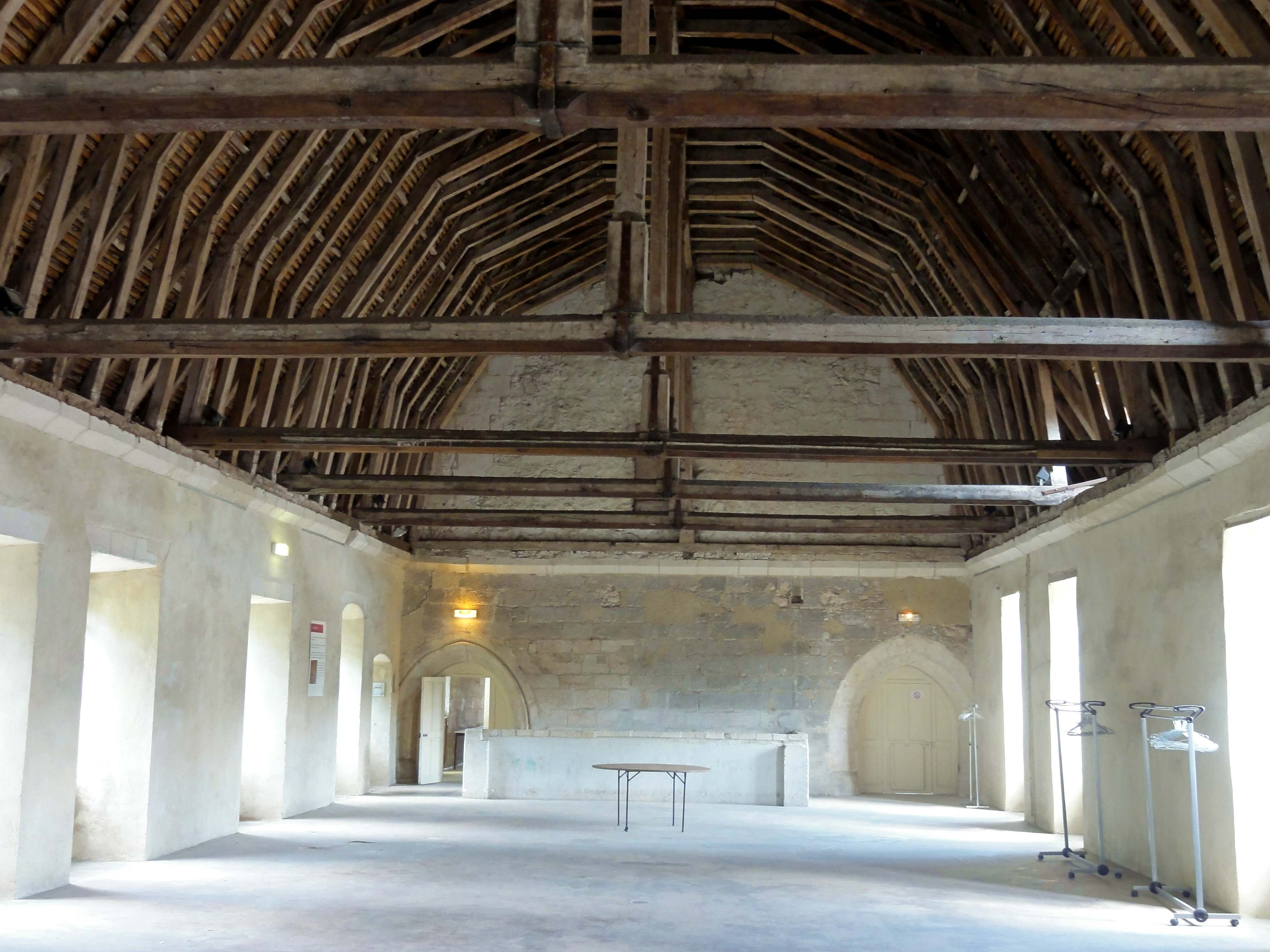
Dortoir des converses, vue vers l'est.
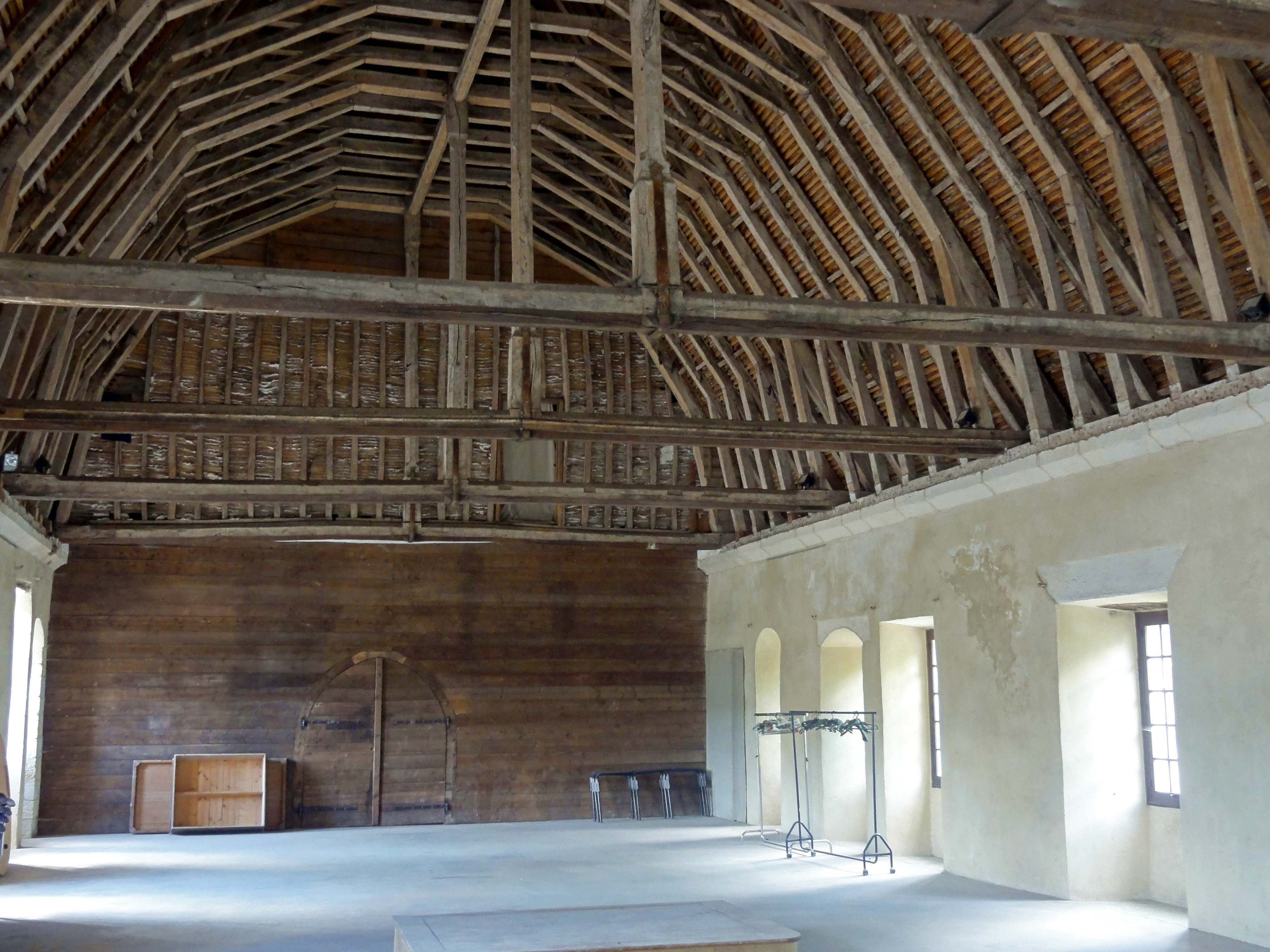
Dortoir des converses, vue vers l'ouest.
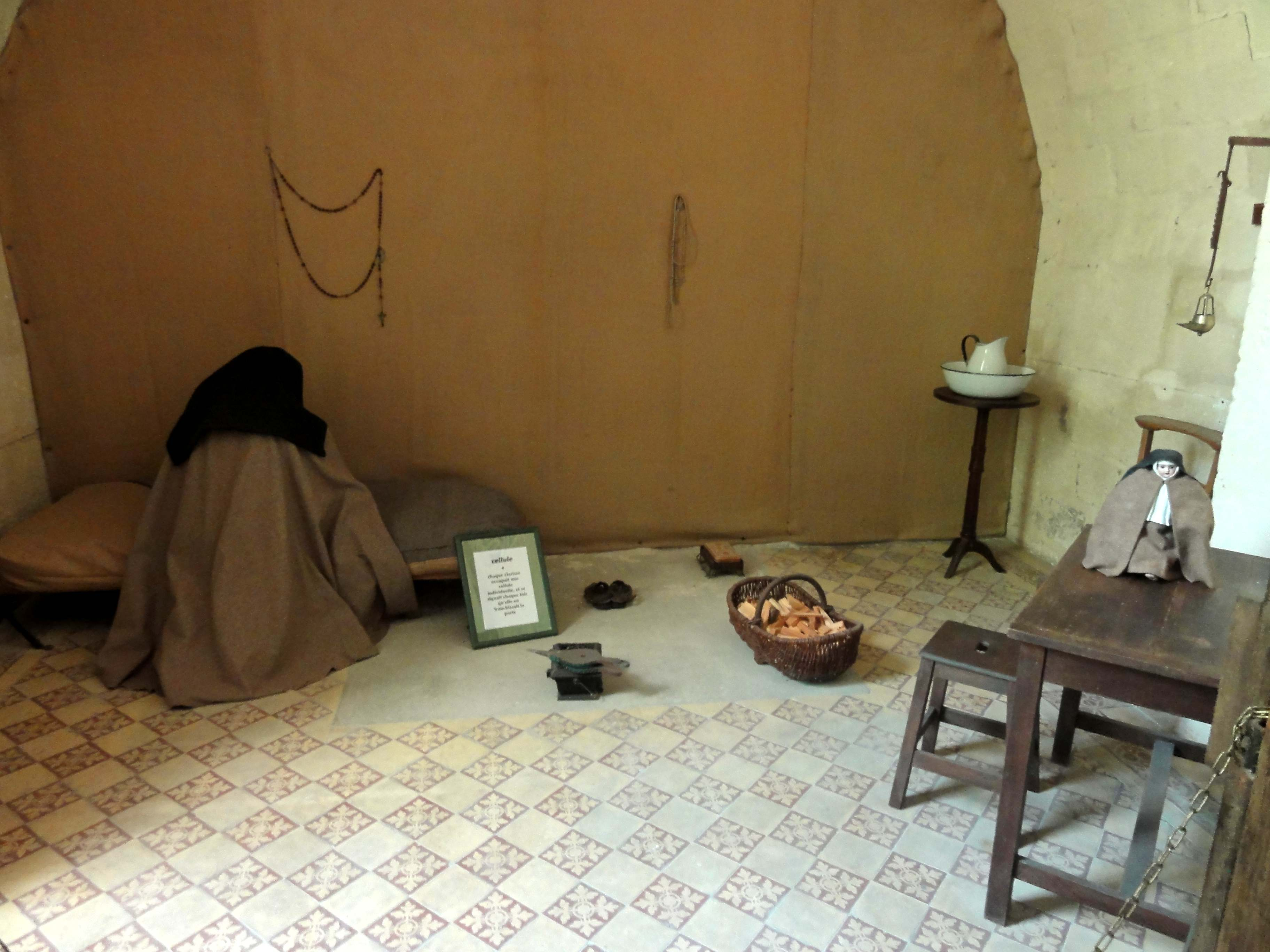
Reconstitution d'une cellule.

#### La cuisine et l'aile occidentale
Le bâtiment faisant équerre avec l'aile occidentale à l'est, visible depuis l'entrée du domaine, était le palais abbatial construit sous Philippe de Pellevé, qui fut abbesse entre 1568 et 1607. Ce palais, de dimensions modestes, est flanqué d'une échauguette à l'angle sud-ouest, et sa façade méridionale porte l'empreinte de la Renaissance, avec ses pilastres et bandeaux faisant à peine saillie pour respecter l'austérité monastique. Au XIXe siècle, de profondes modifications ont eu lieu dans ce palais et dans les pièces attenantes de l'abbaye, qui ont été transformés en habitation moderne. L'étage a été subdivisé en plusieurs pièces. Au rez-de-chaussée, deux salles restent conservées dans un état proche de celle d'origine. Il s'agit de la cuisine avec sa grande cheminée flanquée de deux colonnes, et de l'ancien entre la cuisine et le pignon sud, qui a servi d'hôpital militaire après la Révolution française. Tout comme au réfectoire, le plafond de bois était soutenu par des colonnes de pierre (au nombre de six ici), aux chapiteaux nus,. Uniquement la cuisine est ouverte à la visite. La bibliothèque de l'abbaye est supposée s'être située dans l'aile occidentale également.

### La maison des pères

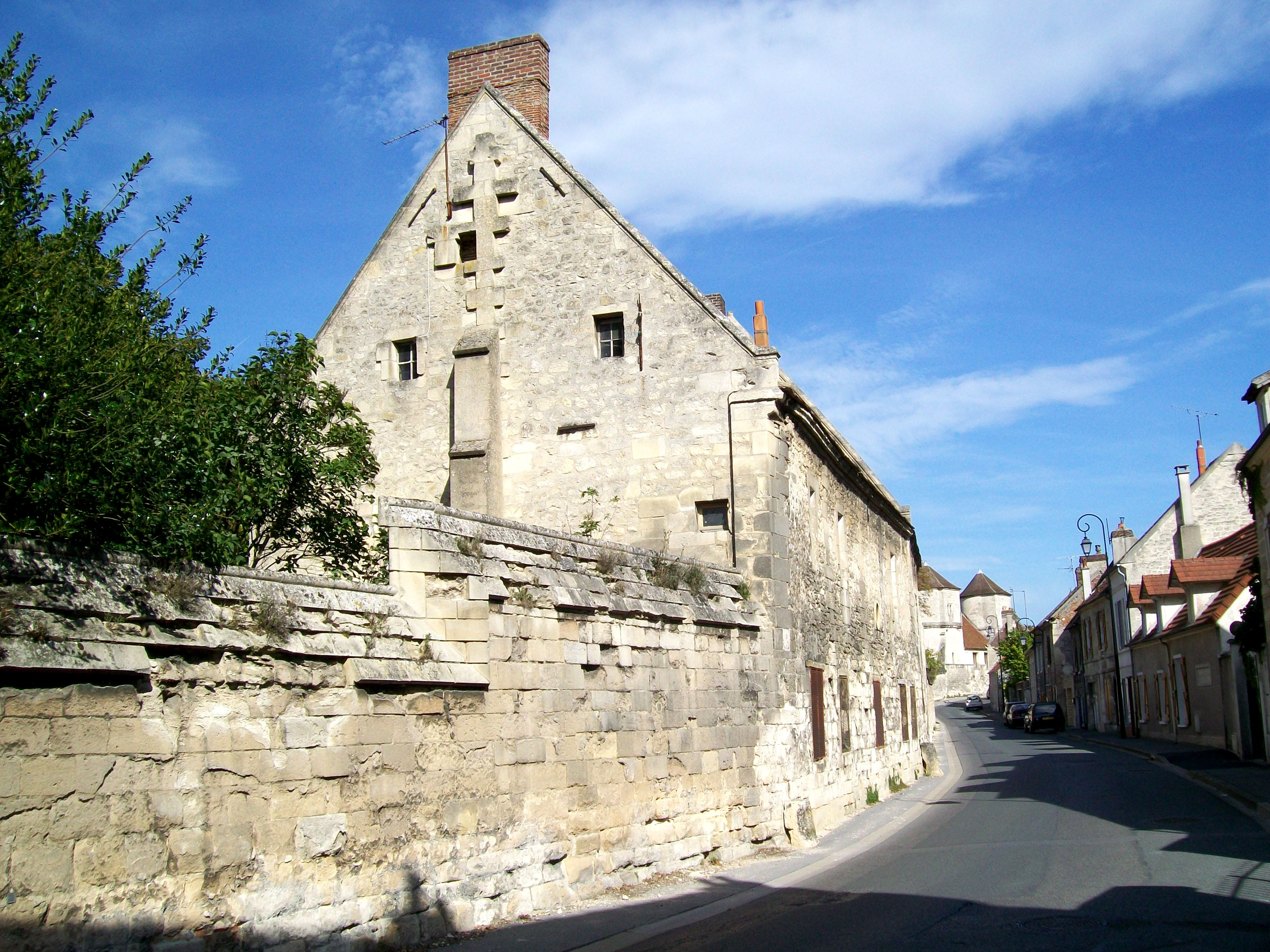
Maison des pères, côté rue.

Ce bâtiment oblong longe la rue du Moncel avec sa façade sud. Il a été classé Monument historique avec l'abbaye du Moncel par arrêté du 18 mars 1920. Sa fonction était double : accueillir les pères franciscains qui desservaient l'église abbatiale et servir d'hôtellerie à l'abbaye. Les visiteurs étaient si nombreux qu'un agrandissement s'imposa au XVIe siècle. L'architecture est sobre et n'a pas recours aux moindres artifices. Les chaînages sont en pierre de taille, mais les murs sont majoritairement en petits blocs de calcaire grossièrement taillés, contrairement aux murs de l'abbaye, exécutés avec davantage de soin. Les fenêtres sont petites vers l'extérieur, mais grandes vers le parc de l'abbaye. Une simple corniche y sépare le rez-de-chaussée de l'étage. Chaque pignon est appuyé par un contrefort en son milieu. - La maison des pères ne se visite pas ; elle abrite des services du Club du Vieux Manoir qui a son siège à l'abbaye du Moncel.

### La fontaine-lavoir et autres éléments de l'enclos monastique
Cette fontaine se situe au nord du réfectoire de l'abbaye, dans le parc, mais proche des autres bâtiments. Elle a été individuellement inscrite monument historique par arrêté du 23 juin 1933. La fontaine n'est pas alimentée par l'une des petites sources autour de l'abbaye, mais par une source assez éloignée captée dans un tuyau de plomb que le roi Philippe de Valois fit poser à ses frais.
Remontant au XIVe siècle, et donc aussi ancienne que l'abbaye, la fontaine est associée à un lavoir destiné au lavage du linge des religieuses. La fontaine proprement dite se présente comme une source captée sous un renfoncement en anse de panier dans le mur délimitant le lavoir au sud. Cette source ainsi que le bassin du lavoir se situent à environ 1,5 m en dessous du niveau du sol. L'on y accède par l'un des deux escaliers au sud, moyennant huit marches. Le lavoir aurait été couvert au chauffé, mais seul le mur le délimitant au nord dépasse encore nettement le niveau du sol. Dans cet état, le bâtiment a été restauré par le Club du Vieux Manoir.
Dans l'enclos monastique, entre l'aile septentrionale et l'Oise un vivier et un réservoir permettent l’approvisionnement en poisson du monastère.
Entre l'aile orientale et la muraille de séparation avec le site castral était situé le cimetière des moniales dont il ne reste plus de trace. Sur cet emplacement un camp de prisonniers avait été installé pendant l'occupation, il reste de cette période un bâtiment long et étroit appuyé au mur d'enceinte sud. Les fouilles de 1987 ont mis en évidence contre l'aile orientale une petite construction pouvant faire évoquer un reclusoir, un autre élément de ce type aurait existé un peu plus bas.

### Les tours de Fécamp
Ce bâtiment emblématique marquant fortement le passage de la D 123 dans Pontpoint a été classé Monument historique avec l'abbaye du Moncel, sur le domaine de laquelle il se trouve, par arrêté du 18 mars 1920 : il s'agit de vestiges d'un ancien manoir royal, comportant à l'origine quatre tours, dont la moitié a disparu. Les tours sont rondes vers le nord et carrées vers la rue. Le manoir avait été construit pour le roi Philippe le Bel à partir de 1306, en transformant un manoir plus modeste dont la construction avait été entamé en 1290 par Philippe de Remy, sire de Beaumanoir (1250-1296), seigneur du Lys et bailli de Senlis décédé en 1296. La propriété tomba dans le domaine royal en raison des créances importantes qu'avait le Trésor royal à l'encontre de Beaumanoir. La construction de ce château s'est établi sur une butte terrassée en grande partie artificielle ceinte de murs comportant des contreforts surplombant le reste du parc au nord.
Le roi logea parfois à son manoir du Moncel jusqu'à sa mort intervenue en 1314 à la suite d'un accident de chasse. Un autre roi à utiliser fréquemment ce petit château fut Philippe VI de Valois. Les ligueurs en 1592 pillent le couvent et dévastent le domaine royal, il est peu probable qu'il fut réhabilité et réoccupé avant sa cession à l'abbaye en 1709 par le roi Louis XIV. les religieuses de l'abbaye récupèrent les pierres et construisent un logis entre les deux tours. Au rez-de-chaussée les deux salles sont à croisée d'ogive, un pigeonnier a été installé dans la tour orientale, le mur sud entre les deux tours est orné de quatre gargouilles et de deux hautes fenêtres à meneau,.
Le logis entre les deux tours correspond à un réaménagemement du XIXe siècle édifié par le marchand de vins qui occupait alors le domaine. L'appellation des vieilles tours fait référence à Jacques de Villiers, seigneur de Fécamp et gardien du domaine au début du XVIIe siècle. L'enceinte castrale a fait l'objet de fouilles très parcellaires publiées en 1989. Le Club du Vieux Manoir a fait fouiller l'emprise de l'ancien manoir royal pendant les années 1990. Sous une motte de terre, des vestiges de murs toujours imposants ont été mis au jour. Les produits des fouilles ont été exposés pendant quelques années dans un musée archéologique ouvert dans les tours de Fécamp. Toutefois, après l'apparition de sérieux problèmes de sécurité dont notamment des effondrements de sol sur le site des fouilles au nord du bâtiment, l'accès en a été interdit; la collection est exposée désormais dans la salle à l'angle nord-est au rez-de-chaussée de l'ancienne abbaye.

### La ferme de l'abbaye et la grange dîmière
Dès le début, Philippe le Bel avait doté l'abbaye d'une ferme, construite en même temps avec les bâtiments conventuels. La ferme de l'abbaye avec les vestiges d'un manoir médiéval et la grange dîmière se situent à l'ouest de l'enceinte abbatiale, en dehors de cette dernière, mais éloignés seulement de quelques mètres. Cet ensemble a été inscrit Monument historique avec l'abbaye du Moncel par arrêté du 27 décembre 1988, soit soixante-huit ans après le classement de l'abbaye. 

La façade du logis de la ferme, issu de la transformation du manoir, donne directement sur la rue du Moncel (RD 123). En pierre de taille, elle est étroite et haute des trois étages, avec un pignon pointu. À sa gauche, suivent une porte cochère murée, à arc en segment de cercle ; puis une porte piétonne à arc en segment de cercle également, mais avec un arc de décharge ogival. 

Quant à la grange dîmière, du XIVe siècle également, elle se situe à l'arrière de la ferme. Son pignon est donne sur la rue du port du Montcel, et la façade nord sur la résidence de la grange aux dîmes. Les murs gouttereaux sont assez bas, ce qui rend les pignons et la haute toiture encore plus imposants. Le bâtiment se compose de huit travées, séparées par des contreforts. Les pignons, à redents, prennent appui sur trois contreforts chacun. Hormis deux fenêtres rectangulaires sur le niveau supérieur du grenier et une porte sur le pignon ouest, les murs ne présentent pas d'ouvertures de ces côtés. Le portail avec un porche faisant saillie est localisé sur le mur gouttereau nord, et le mur gouttereau nord est percée de deux fenêtres et d'une porte plein cintre.
La ferme est depuis longtemps désaffectée et sert d'habitation, sauf la grange, qui reste sans usage. Les bâtiments viennent de bénéficier de restaurations partielles et sont globalement en bon état.

## Liste des abbesses
- Yolande de Luxembourg, abbesse de Nogent-l'Artaud, fut élue abbesse par les clarisses de Montcel en 1509[41].
- Louise de Beaurins, religieuse à Moncet, puis abbesse de Nogent-l'Artaud, le 29 avril 1705 où elle resta jusqu'en 1711. Elle quitta alors Nogent et fut élue abbesse de Moncel, l'année suivante[41].

## Visite
L'ancienne abbaye se situe à l'entrée ouest de Pontpoint, à quelques centaines de mètres de Pont-Sainte-Maxence, sur la RD 123 / rue du Moncel. Elle se visite de mars à novembre inclus, tous les jours sauf les lundis. Toutefois, l'abbaye n'ouvre que l'après-midi, à l'exception des dimanches et jours fériés, quand elle ouvre vers 10 h. La visite est soumise à l'acquittement d'un droit d'entrée en faveur de l'action de conservation du patrimoine architectural menée par le Club du Vieux Manoir, gestionnaire du domaine. La participation à une visite guidée est obligatoire pour des raisons de sécurité et d'assurance. Ces visites sont assurées par des jeunes stagiaires du Club du Vieux Manoir, et durent 90 min. environ. Elles portent sur l'ensemble des salles signalées comme ouvertes à la visite, ainsi que sur l'extérieur. Les bâtiments en lien avec l'abbaye, comme la maison des Pères et les tours de Fécamp, ne font pas l'objet de la visite.